# Chiến tranh Thái Bình Dương
Chiến tranh Thái Bình Dương là một phần của Chiến tranh thế giới lần thứ hai diễn ra trên Thái Bình Dương, các hòn đảo thuộc Thái Bình Dương và vùng Đông Á, Đông Nam Á từ ngày 7 tháng 12 năm 1941 đến 2 tháng 9 năm 1945.

## Lịch sử tên gọi
Trong suốt giai đoạn chiến tranh tại các nước Đồng Minh, nói chung không có sự tách biệt với Chiến tranh thế giới thứ hai, hoặc đơn giản được xem là cuộc chiến tranh với Nhật Bản. Tại Mỹ, thuật ngữ "Chiến trường Thái Bình Dương" được sử dụng rộng rãi, nhưng không bao gồm cuộc chiến tại Trung Quốc hay Nam Á.
Người Nhật sử dụng tên gọi Chiến tranh Đại Đông Á (大東亜戦争, Dai Tō-A Sensō, Đại Đông Á Chiến tranh), như được nội các Nhật Bản chọn vào ngày 10 tháng 12 năm 1941, bao gồm cả cuộc chiến với quân Đồng Minh phương Tây và cuộc chiến tại Trung Quốc đang tiếp diễn. Tên gọi này được công bố rộng rãi vào ngày 12 tháng 12 với lời giải thích bao hàm cả cuộc chiến giành độc lập cho các quốc gia châu Á khỏi sự cai trị của các quốc gia phương Tây nhằm thành lập Khối Thịnh vượng chung Đại Đông Á. Quan chức Nhật Bản đã kết hợp cái mà họ gọi là Sự kiện Nhật-Trung (日支事変, Nisshi Jihen, Nhật Chi sự biến) vào cuộc chiến tranh Đại Đông Á.
Sau chiến tranh, trong giai đoạn Nhật Bản bị chiếm đóng, những thuật ngữ này bị cấm sử dụng trong các văn bản chính thức, cho dù vẫn được sử dụng trong các trường hợp thông thường. Tên gọi chính thức là Chiến tranh Thái Bình Dương (太平洋戦争, Taiheiyō Sensō), tên gọi này trở nên phổ biến bên ngoài nước Nhật. Ngoài ra người Nhật còn một tên gọi khác là Chiến tranh mười lăm năm (十五年戦争, Jūgonen Sensō), muốn nói đến giai đoạn từ khi xảy ra sự kiện Mãn Châu năm 1931 cho đến năm 1945.

## Thành phần tham chiến
Phe Trục: bao gồm Đế quốc Nhật Bản, chính quyền độc tài Thái Lan (tham gia liên minh với Nhật vào năm 1942 với sự kiện gửi quân xâm lược đông bắc Miến Điện), chính quyền bù nhìn Mãn Châu Quốc (cai trị Mãn Châu và một phần Nội Mông) và chính phủ bù nhìn của Nhật tại Đài Loan (kiểm soát đảo Đài Loan). Chính phủ Nhật còn cho phép một số người Triều Tiên và Đài Loan gia nhập quân đội của Nhật hoàng. Ngoài ra còn có sự tham gia của một số nhóm quân sự khác như chính phủ Vichy của Pháp, quân đội quốc gia Ấn Độ và quân đội quốc gia Miến Điện, Hải quân Đức và Ý cũng tham chiến tại Thái Bình Dương và Ấn Độ Dương. Ngoài ra, một số chính phủ bù nhìn được Nhật lập ra tại các vùng chiếm đóng, tuy không tham chiến nhưng có trách nhiệm huy động tài nguyên cho Nhật, ví dụ như Đế quốc Việt Nam.
Lực lượng Đồng Minh: Hoa Kỳ (bao gồm cả lực lượng quân đội Philippines), Trung Quốc, Liên hiệp Anh (bao gồm cả Ấn Độ), Úc, Hà Lan, New Zealand, Canada, México, nước Pháp tự do và nhiều quốc gia cũng tham chiến, đặc biệt là các thuộc địa của Anh.
Liên Xô cũng tham gia chiến đấu trong hai khoảng thời gian ngắn, chiến tranh biên giới với Nhật vào năm 1938 và 1939, sau đó họ giữ vai trò trung lập cho tới tháng 8 năm 1945, sau khi tham gia khối đồng Minh và đánh bại quân Nhật tại Mãn Châu.

## Các chiến trường chính
Giữa thời điểm 1942 đến 1945, có 4 chiến trường chính của Chiến tranh Thái Bình Dương: Trung Quốc, trung tâm Thái Bình Dương, Đông Nam Á và khu vực tây nam Thái Bình Dương.
Quân đội Mỹ có tham gia vào hai chiến trường: Thái Bình Dương và Trung Quốc, Miến Điện, Ấn Độ tuy nhiên họ không đóng vai trò trung tâm trong 2 cuộc xung đột này. Tại chiến trường Thái Bình Dương, quân Đồng Minh chia các lực lượng tham chiến thành 2 vùng là Vùng biển Thái Bình Dương và Vùng tây nam Thái Bình Dương.
Đến năm 1945, trước khi Nhật Bản đầu hàng, Liên Xô và đồng minh Mông Cổ đã đánh bại đạo quân Quan Đông của Nhật tại Mãn Châu, Bắc Triều Tiên, một phần Nội Mông, một nửa đảo Sakhalin, quần đảo Kuril và bán đảo Liêu Đông.

## Nguyên nhân chiến tranh

### Chủ nghĩa đế quốc
Trong thế kỷ 19, các quốc gia công nghiệp lớn mạnh như Anh, Pháp, Đức... đi theo chủ nghĩa đế quốc và thường xuyên xâm lược các xã hội phong kiến ở châu Á. Vào năm 1853, tàu chiến Mỹ đe dọa chiến tranh để ép Nhật phải chấm dứt bế quan tỏa cảng, tương tự như Ấn Độ và Trung Quốc trước đó. Nhật phản ứng bằng cách nhanh chóng công nghiệp hóa và xây dựng một nhà nước hiện đại. Nhưng khi sức mạnh quốc gia tăng lên thì Nhật Bản cũng lại đi theo chủ nghĩa đế quốc, họ chủ trương bành trướng lãnh thổ, giành giật châu Á với các cường quốc phương Tây
Người Nhật còn tin rằng họ bị các đế quốc phương Tây đe dọa vì lý do chủng tộc. Vào năm 1919, tại hội nghị hòa bình Paris, Nhật đã đưa ra một đề nghị để bảo đảm bình đẳng chủng tộc tại Hội Quốc Liên, nhưng Tổng thống Mỹ Woodrow Wilson đã ngăn cản đề nghị này. Cùng năm đó, hoàng thân Konoe Fumimaro, người trở thành thủ tướng vào năm 1937, đến thăm Mỹ, và nạn phân biệt chủng tộc mà ông chứng kiến khiến ông tin rằng Anh - Mỹ sẽ không bao giờ coi nước Nhật ngang hàng với họ. Ông viết "Người da trắng, đặc biệt là người Anglo-Saxon, căm ghét người da màu là một sự thật hiển nhiên, điều này rất rõ ràng ở Mỹ thông qua cách người Mỹ đối xử với người da đen"
Khi Thế chiến thứ nhất kết thúc thì tâm lý chủ nghĩa đế quốc "mạnh được yếu thua" vẫn rất phổ biến. Trừ Liên Xô và một số đảng cánh tả ở châu Âu, không một cường quốc nào nhắc đến các khái niệm như là "quyền tự quyết của các thuộc địa", "bình đẳng giữa các dân tộc"... Tuy vậy, 3 nước Nhật, Đức và Ý thì ngày càng củng cố khuynh hướng chủ nghĩa đế quốc và nuôi mộng xâm chiếm thuộc địa với lập luận: Anh, Pháp đã có được thuộc địa rộng còn họ thì chưa, vậy họ cũng có quyền đi chiếm thuộc địa, và nếu cần thì phải buộc Anh, Pháp nhường bớt cho họ. Tuy vậy, các nước đế quốc đã chiếm nhiều thuộc địa với lãnh thổ rộng lớn như Anh, Pháp, Mỹ lại không muốn nhường bớt các thuộc địa nhằm bảo vệ quyền lợi kinh tế của riêng mình. Do đó, các thế lực đế quốc mới nổi và chậm chân trong cuộc chia chác thuộc địa thế giới, nghĩa là Đức, Ý và Nhật, muốn phát động chiến tranh để chiếm lấy thuộc địa của Anh - Pháp - Mỹ.
Việc Nhật chiếm Mãn Châu năm 1931 đã vấp phải sự phản đối mạnh từ các nước Âu Mỹ, nhưng Nhật Bản xem đó chỉ là những khẩu hiệu đạo đức giả của các nước đế quốc phương Tây, vốn đã xâm chiếm thuộc địa khắp thế giới. Anh quốc có một đế quốc thực dân rộng 34 triệu km2 trải khắp thế giới, Mỹ thì đã xâm lược Mexico và Diệt chủng người da đỏ để chiếm 7 triệu km2 lãnh thổ, đã chia đôi nước Colombia để kiểm soát kênh đào Panama. Vào năm 1933, tại hội nghị của Hội Quốc Liên ở Geneva, đại sứ Nhật đã nhắc lại việc Mỹ chiếm Panama, Anh chiếm Ai Cập để bác bỏ ý kiến phản đối từ các nước này

### Tranh giành thuộc địa
Trong 40 năm, từ năm 1900 tới 1940, kinh tế Nhật Bản tăng trưởng khá nhanh. Tính theo thời giá năm 1990, năm 1900 GDP của Nhật Bản là 52 tỷ USD, năm 1940 đã tăng lên 210 tỷ USD (302 tỷ nếu tính thêm cả thuộc địa Triều Tiên, Mãn Châu), để so sánh GDP của Mỹ trong năm 1940 là 931 tỷ USD Quy mô kinh tế Nhật Bản đã vượt qua Pháp và Ý, đứng thứ 5 thế giới (sau Mỹ, Liên Xô, Đức và Anh).
Tuy nhiên, càng phát triển kinh tế thì Nhật càng bị thiếu tài nguyên, thế là nước này càng muốn chiếm thêm thuộc địa. Sự bùng nổ dân số đồng hành với tiến trình công nghiệp hóa của Nhật càng làm tăng thêm sự thèm muốn thuộc địa. Dân số Nhật Bản khi đó đã bùng nổ với 80 triệu người, nếu không chiếm thêm thuộc địa thì kinh tế Nhật Bản không thể cung ứng cho số dân gia tăng gần 1 triệu người mỗi năm.
Khi Thế chiến thứ nhất kết thúc thì tâm lý chủ nghĩa đế quốc "mạnh được yếu thua" vẫn rất phổ biến. Trừ Liên Xô và một số đảng cánh tả ở châu Âu, không một cường quốc nào nhắc đến các khái niệm như là "quyền tự quyết của các thuộc địa", "bình đẳng giữa các dân tộc"... Tuy vậy, 3 nước Nhật, Đức và Ý thì ngày càng củng cố khuynh hướng chủ nghĩa đế quốc và nuôi mộng xâm chiếm thuộc địa với lập luận: Anh, Pháp đã có được thuộc địa rộng bao la còn họ thì chưa, vậy thì họ cũng có quyền đi chiếm thuộc địa, và nếu cần thì phải buộc Anh, Pháp nhường bớt cho họ. Tuy vậy, các nước đã chiếm nhiều thuộc địa với lãnh thổ rộng lớn như Anh, Pháp, Mỹ lại không muốn nhường bớt các thuộc địa nhằm bảo vệ quyền lợi kinh tế của riêng mình. Do đó, các thế lực mới nổi và chậm chân trong cuộc chia chác thuộc địa thế giới, nghĩa là Đức, Ý và Nhật, muốn phát động chiến tranh để chiếm lấy thuộc địa của Anh - Pháp - Mỹ.
Cuộc Đại khủng hoảng kinh tế 1929-1933 đã khoét sâu mâu thuẫn này. Các nông dân Nhật Bản vốn đã nghèo khổ, nay lại càng khốn khó sau sự lao dốc của giá nông sản vào năm 1929, đã bắt đầu tổ chức những cuộc chống đối lần đầu tiên trong lịch sử Nhật Bản; hàng trăm ngàn công nhân thành phố thì bị đuổi việc do nhà máy bị phá sản. Muốn dùng vũ lực với bên ngoài để giải quyết khủng hoảng trong nước, 3 nước Đức, Ý và Nhật bèn tăng cường sức mạnh quân sự, rút ra khỏi Hội Quốc Liên. Một mặt đòi phải chia lại thuộc địa, những thế lực mới này cũng đòi hỏi phải mang quân đi xâm chiếm các nước khác. Tại Nhật Bản, các tổ chức dân tộc chủ nghĩa cực đoan nở rộ, mà nhà lãnh đạo nổi tiếng nhất là Ikki Kita, người đã đưa ra "Phác thảo Đại cương các Biện pháp cho cuộc Tái thiết Nhật Bản", trong đó chủ trương chống chủ nghĩa cộng sản, giải phóng châu Á khỏi sự thống trị của thực dân phương Tây và đưa Nhật Bản trở thành một quốc gia thống trị tại châu Á (và thậm chí là thế giới). Nhân dân Nhật Bản được tuyên truyền tâm lý cho cuộc viễn chinh ở Đông Á với hai khẩu hiệu từ quá khứ. Một là "kokutai" - quốc túy, và cái kia là "Kodo" - Vương Đạo, được dẫn giải rằng "trật tự và hòa bình thế giới phải được hoàn thành qua việc Nhật Bản kiểm soát Đông Á".
Ngay từ đầu thập niên 1930, Nhật Bản đã chuẩn bị cho một cuộc chiến tranh để giành lấy các thuộc địa ở châu Á. Năm 1931, Nhật đánh chiếm Mãn Châu của Trung Quốc. Khu vực Đông Nam Á với trữ lượng 95% cao su thiên nhiên, 90% lúa gạo, 66% thiếc, 90% đay gai và 90% cây ký ninh (thuốc trị sốt rét) toàn thế giới là mục tiêu mà Nhật muốn chiếm nhất. Khu vực Mãn Châu (thuộc Trung Quốc) rất giàu than đá thì đã bị Nhật chiếm từ năm 1931. Nguyên nhân khiến chiến tranh Thái Bình Dương bùng nổ giống như nguyên nhân gây ra Thế chiến thứ nhất, đó là sự tranh giành thuộc địa.

### Chạy đua vũ trang

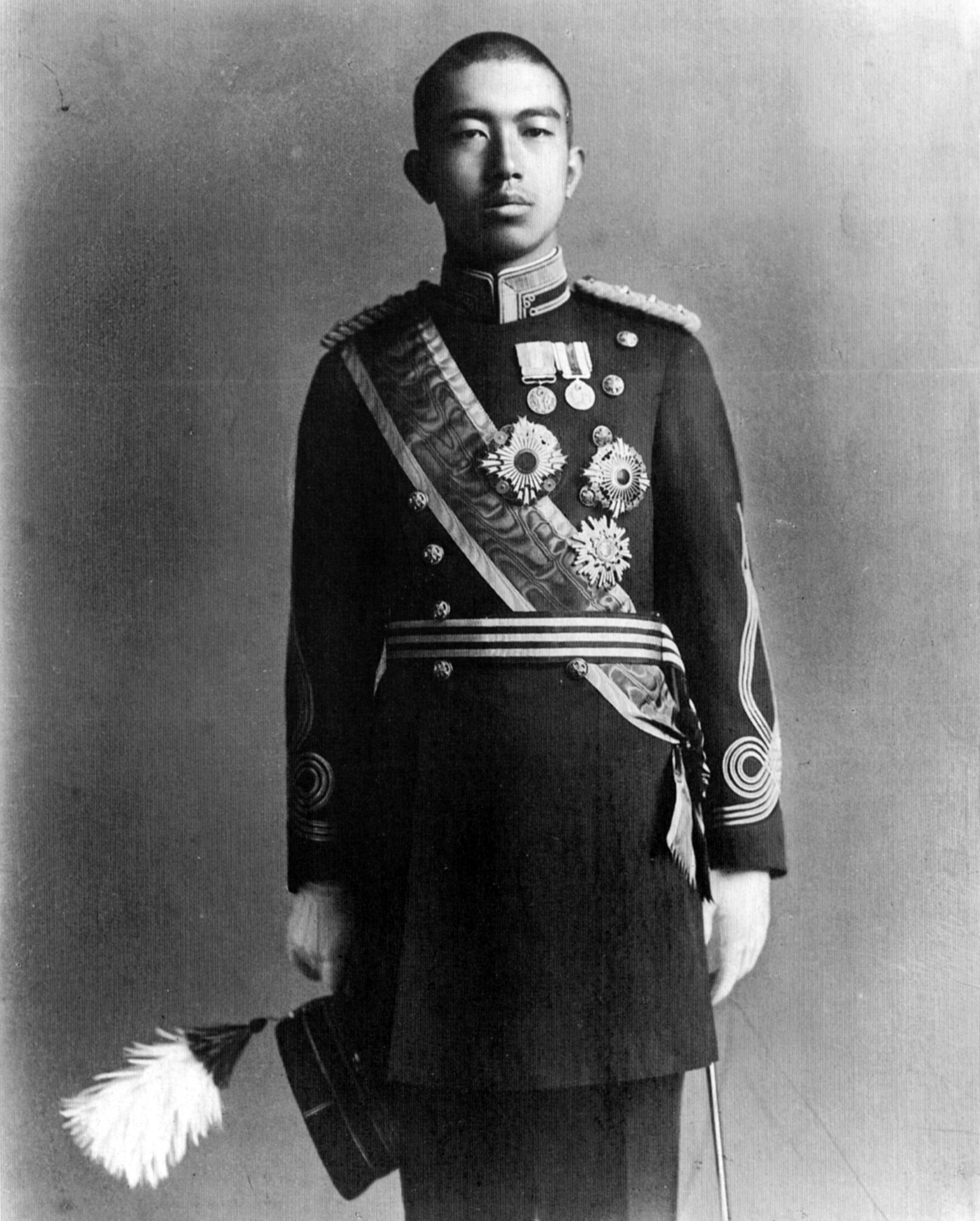
Thiên hoàng Chiêu Hòa (cai trị 1926-1989), vua Nhật Bản trong suốt Chiến tranh thế giới thứ hai.

Từ sự mâu thuẫn của Nhật với Anh, Pháp, Mỹ trong việc phân chia thuộc địa ở châu Á, nước Nhật đã tích cực chạy đua vũ trang, chuẩn bị cho cuộc chiến để giành thêm thuộc địa ở châu Á, trong đó mục tiêu quan trọng là đánh chiếm Trung Quốc, sau đó đánh chiếm tiếp khu vực Đông Nam Á và châu Úc từ tay các nước thực dân Anh, Pháp, Mỹ và Hà Lan.
Trong thời gian này, chính sách ám sát của các tổ chức bí mật và ảnh hưởng của cuộc Đại khủng hoảng năm 1929 đã làm cho chính phủ dân sự Nhật sụp đổ. Là một nước đông dân nhưng lại nghèo nàn về tài nguyên thiên nhiên, Nhật Bản đã chịu ảnh hưởng nặng nề của cuộc khủng hoảng. Đứng trước cuộc khủng hoảng đó, những nhóm Gunbatsu (quân phiệt Nhật) đã chủ trương giải quyết các vấn đề quốc gia bằng chính phủ độc tài và chính sách xâm lược. Liên minh với các Gunbatsu là các nhà tài phiệt Zaibatsu gồm 4 tập đoàn tài chính lớn Mitsubishi, Mitsui, Sumitomo và Yasuda kiểm soát nền công nghiệp Nhật và chiếm 3/4 số cổ phần cả nước.
Chính phủ quân phiệt Nhật được thành lập từ đầu thập niên 1930, mặc dù việc nắm quyền của quân đội sẽ gây một số hạn chế nhưng họ đảm bảo thực hiện các mong ước của Nhật hoàng Hirohito. Chủ nghĩa quân phiệt Nhật đã chuẩn bị một kế hoạch chiến tranh quy mô lớn nhằm đánh bại thế lực cường quốc phương Tây, độc chiếm khu vực Châu Á - Thái Bình Dương. Năm 1927, thủ tướng Nhật Tanaka Giichi đã trình lên Nhật hoàng Hirohito kế hoạch chiến tranh bành trướng của Nhật Bản gồm 4 bước: đánh chiếm Mãn Châu, độc chiếm Trung Quốc, làm chủ châu Á và sau cùng là bá chủ toàn cầu.
Trong thập niên 1930, sản xuất công nghiệp ở Nhật Bản tăng với tốc độ rất nhanh. Trong năm đầu tiên của thập kỷ 1930, sản lượng công nghiệp của Nhật Bản trị giá 6 tỷ Yên (theo thời giá lúc bấy giờ) và tập trung vào các ngành công nghiệp nhẹ; đến năm 1941, sản xuất công nghiệp đã tăng gấp 5 lần và ngành công nghiệp nặng chiếm 72,7% trong tổng số.
Sự gia tăng trong sản xuất công nghiệp Nhật là do việc gia tăng rất lớn ngân sách quân sự, tập trung vào các ngành công nghiệp nặng, cơ sở để sản xuất bất kỳ máy móc quân sự hiện đại nào. Sản lượng thép hàng năm tăng từ 1,8 lên đến 6,8 triệu tấn. Năm 1930, Nhật Bản chỉ sản xuất được 500 xe vận tải và 400 máy bay. Mười năm sau, sản lượng xe vận tải hàng năm là 48.000 chiếc, và Nhật Bản đã sản xuất hơn 5.000 chiếc máy bay mỗi năm. Đóng tàu tại Nhật Bản cho thấy mức tăng tương tự trong những năm này. Việc đóng tàu cho hải quân trong giai đoạn này tổng cộng là 476.000 tấn, việc đóng mới các tàu buôn tăng từ 92.093 tấn trong năm 1931 lên 405.195 tấn vào năm 1937.
| Năm                                    | 1931 | 1932 | 1933 | 1934 | 1935  | 1936  | 1937  | 1938  | 1939  | 1940  |
| -------------------------------------- | ---- | ---- | ---- | ---- | ----- | ----- | ----- | ----- | ----- | ----- |
| Ngân sách quân sự của Nhật (triệu Yên) | 434  | 733  | 873  | 955  | 1.032 | 1.105 | 3.953 | 6.097 | 6.417 | 7.266 |
| Tỷ trọng trong tổng chi ngân sách (%)  | 29,4 | 37,6 | 39,2 | 44,2 | 46,8  | 48,4  | 71,6  | 75,4  | 71,7  | 65,9  |

Chi tiêu quân sự của Nhật tăng mạnh sau năm 1936 do sự gia tăng quy mô của quân đội và cuộc xâm chiếm Trung Quốc. Chi tiêu quân sự sau năm 1936 phản ánh sự thống trị của quân sự lên đời sống chính trị. Toàn bộ nền kinh tế của nước Nhật đã được kiểm soát chặt chẽ và hướng tới chiến tranh; các ngành công nghiệp vũ khí được mở rộng, mọi nỗ lực đã được thực hiện để dự trữ nguyên liệu chiến lược. Nhưng các ngành công nghiệp cơ bản khác, chẳng hạn như sản xuất dầu tổng hợp và thủy điện, bị giới hạn bởi sự thiếu hụt tài nguyên. Số lượng bauxite dự trữ của Nhật vào năm 1941 đạt 254.740 tấn, chỉ đủ cung cấp 9 tháng, quặng sắt dự trữ cũng chỉ đủ để cung cấp một vài tháng
Sự thiếu hụt sản xuất dầu mỏ là điểm yếu nhất của Nhật Bản. Đối với Hải quân, tình trạng thiếu dầu là rất quan trọng vì tàu bè không thể chạy mà thiếu dầu; trong khi với lục quân thì nó hạn chế khả năng trang bị xe cơ giới. Để đảm bảo trữ lượng tài nguyên quý giá này, Nhật Bản đã nhập khẩu rất nhiều trong thập niên 1930, số lượng đạt 37.160.000 thùng vào năm 1940. Trong năm đó, Nhật Bản chỉ sản xuất được 3.163.000 thùng dầu, ít hơn 12% nhu cầu trong thời bình của quốc gia. Để tăng số lượng dầu cho sử dụng quân sự, tiêu thụ dầu dân sự đã bị cắt giảm mạnh sau năm 1937, và thực tế tất cả giao thông dân sự đã bị bãi bỏ hoặc bắt buộc phải sử dụng động cơ hơi nước đốt củi và than. Bất chấp những biện pháp này, Nhật Bản chỉ có 43.000.000 thùng dầu dự trữ vào năm 1941, chỉ đủ cho hai năm chiến tranh trong những điều kiện thuận lợi nhất, nếu được bổ sung bởi các nguồn lực trong đế quốc.
Vào cuối năm 1937, Nhật Bản có 24 sư đoàn, 16 trong số đó được đóng tại Trung Quốc; ba năm sau, tổng số đã tăng lên 50: 27 ở Trung Quốc, 12 ở Mãn Châu và phần còn lại ở Triều Tiên và chính quốc. Lực lượng Không quân lục quân tăng từ 54 phi đội năm 1937 lên 150 vào năm 1941. Phi công được huấn luyện tốt và khoảng một nửa trong số họ có kinh nghiệm chiến đấu thực tế ở Trung Quốc hoặc trong chiến tranh biên giới với Liên Xô.

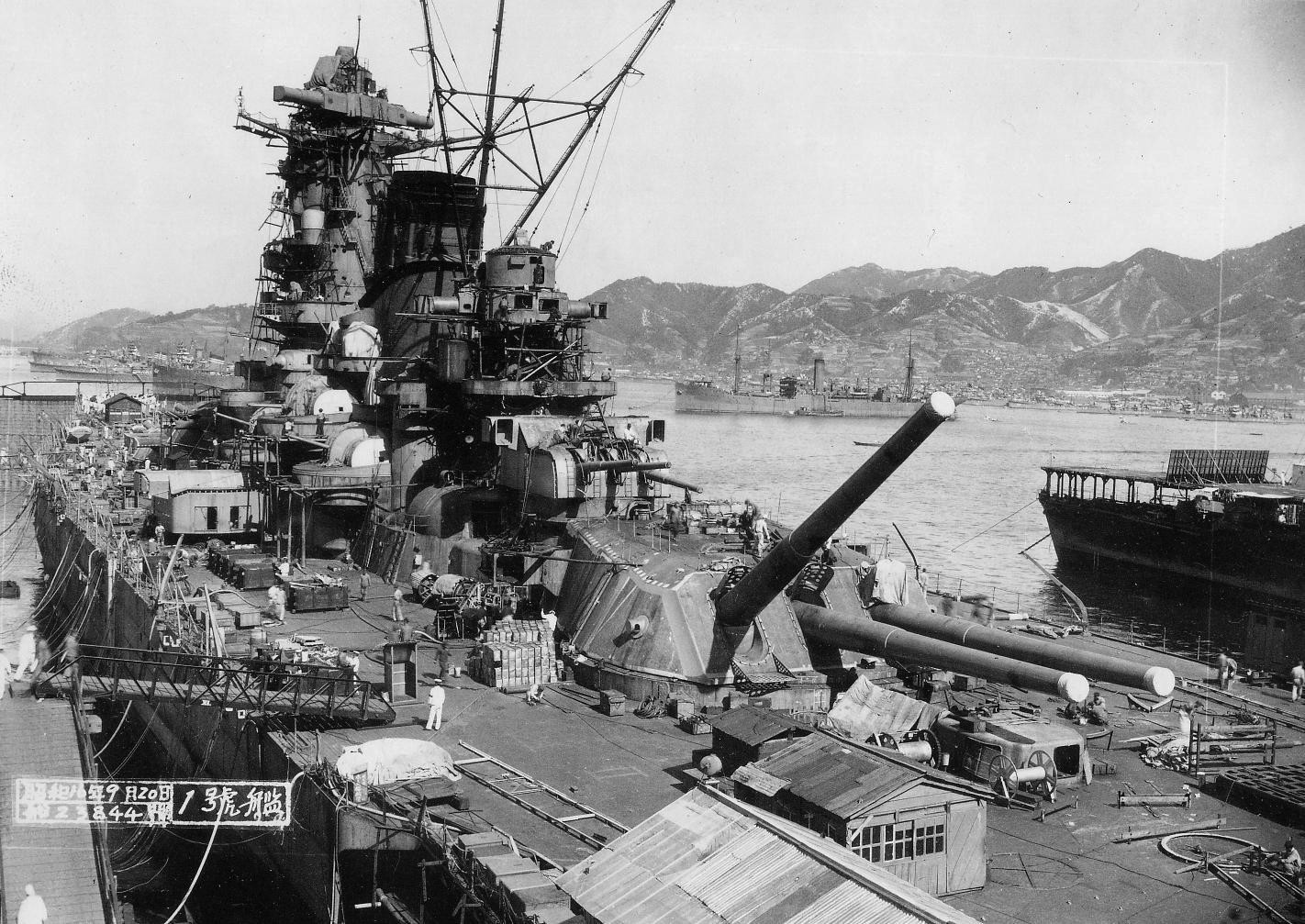
Yamato là tàu chiến lớn nhất thế giới được Nhật hạ thủy năm 1940

Lực lượng hải quân của Nhật Bản, bị giới hạn bởi Hiệp ước Hải quân Washington (1921) và sau đó là Hiệp ước Hải quân London (1930), tăng nhanh sau năm 1936 khi Nhật Bản rút khỏi các hiệp ước hải quân năm đó. Năm 1937, 20 tàu chiến mới với tổng trọng tải 55.360 tấn được hoàn thành; năm sau con số này tăng lên 63.589 tấn, và đến năm 1941 đã đạt đến đỉnh cao nhất là 225.159 tấn (bao gồm một thiết giáp hạm lớp Yamato, 2 tàu sân bay cỡ lớn và 2 tàu sân bay cỡ nhỏ, 7 tàu tuần dương và 37 tàu khu trục).
Tháng 12/1941, quân đội Nhật Bản có trong tay 51 sư đoàn bộ binh. Không quân lục quân có 660 máy bay ném bom, 550 tiêm kích và 290 máy bay trinh sát. Không quân hải quân có 684 máy bay cho các tàu sân bay, 443 máy bay ném bom, 252 tiêm kích, 92 máy bay ném ngư lôi và 198 máy bay các loại khác. Năm 1941, trọng tải tàu chiến của Nhật Bản đã tăng lên 1.059.000 tấn, gấp hơn hai lần năm 1922. Trong đó bao gồm 10 thiết giáp hạm, 6 tàu sân bay cỡ lớn và 4 tàu sân bay cỡ nhỏ, 18 tàu tuần dương hạng nặng, 18 tàu tuần dương hạng nhẹ, 113 khu trục hạm và 63 tàu ngầm. Hạm đội Nhật có tổng tải trọng đứng thứ 3 thế giới (sau Anh và Mỹ), nhưng xét ở riêng khu vực Thái Bình Dương thì đội tàu của Nhật mạnh hơn lực lượng hải quân Hoa Kỳ và Anh đóng ở đây cộng lại. Ở thời điểm 1941, hải quân của Nhật có 2 lĩnh vực được coi là tiên tiến nhất thế giới là ngư lôi và tiêm kích trên tàu sân bay.
Tuy nhiên, bộ chỉ huy Nhật thiếu một chiến lược chiến tranh tổng thể bởi họ không thể xác định trước những đối thủ phải đối mặt. Nhật Bản chỉ tìm cách tránh đối đầu với cả Hoa Kỳ và Liên bang Xô viết, nhấn mạnh rằng trong mọi trường hợp, Nhật Bản không nên đấu với nhiều hơn một trong 2 nước này cùng một lúc. Bộ chỉ huy Nhật không thể thiết lập các ưu tiên cho riêng 1 quân chủng, vì một cuộc chiến chống Liên Xô yêu cầu tăng cường lục quân, trong khi một cuộc chiến chống lại Hoa Kỳ sẽ yêu cầu tập trung cho hải quân. Hải quân Nhật chưa sẵn sàng đi vào một cuộc chiến lâu dài. Vào tháng 1/1940, hải quân Nhật chỉ có 3.500 phi công. Một sĩ quan hải quân đề nghị huấn luyện thêm 15.000 phi công nữa cho hải quân, nhưng ý kiến này bị coi là điên rồ và bị bác bỏ, do các tướng lĩnh Nhật không cho rằng chiến tranh sẽ kéo dài và gây nhiều thiệt hại đến vậy (về sau thì quả nhiên Nhật Bản bị mất phần lớn phi công giàu kinh nghiệm chỉ sau 18 tháng chiến tranh, trong khi lớp phi công thay thế chưa kịp được đào tạo).
Do thiếu tài nguyên, Nhật Bản không thể sản xuất vũ khí nhanh bằng Mỹ, Liên Xô và Anh, chiến tranh càng kéo dài thì Nhật càng bất lợi. Theo đánh giá vào tháng 8/1941, so sánh giữa tiềm năng sản xuất của Mỹ so với Nhật, về thép tỉ lệ là 20 so với 1; dầu là hơn 100 so với 1; than đá 10 so với 1; máy bay là 5 so với 1; tàu chiến là 2 so với 1; lực lượng lao động là 2 với 1. Tiềm năng tổng quát là 10 so với 1. Với những thua sút như thế, Nhật Bản khó mà đánh thắng, cho dù họ có Yamato damashii – tinh thần Nhật Bản. Đô đốc Yamamoto từng nói "Tôi có thể gây tàn phá cho hải quân Anh Mỹ trong một năm hoặc nhiều lắm là 18 tháng. Sau đó tôi không có một bảo đảm nào hết". Thủ tướng Konoye cũng công nhận lời tuyên bố của Yamamoto rất có lý và ông cố gắng duy trì hòa bình với Hoa Kỳ. Tuy nhiên, phía lục quân và Tướng Hideki Tojo, bộ trưởng chiến tranh, công kích thủ tướng Konoye có một chính sách ngoại giao mềm yếu. Ít lâu sau, Konoye phải từ chức và Hideki Tojo lên thay, Nhật Bản ráo riết chuẩn bị chiến tranh.
Chiến lược làm thế nào để đánh bại nước Mỹ chưa bao giờ được lãnh đạo Nhật Bản xem xét kỹ lưỡng. Kế hoạch năm 1940 của Hải quân Nhật Bản cho một cuộc chiến với Hoa Kỳ, chỉ đơn giản là tuyên bố Hải quân Hoàng gia, hợp tác với Lục quân, sẽ phá hủy sức mạnh của Mỹ ở Viễn Đông và duy trì kiểm soát vùng biển Viễn Đông "bằng cách ngăn chặn và nghiền nát hạm đội Mỹ".

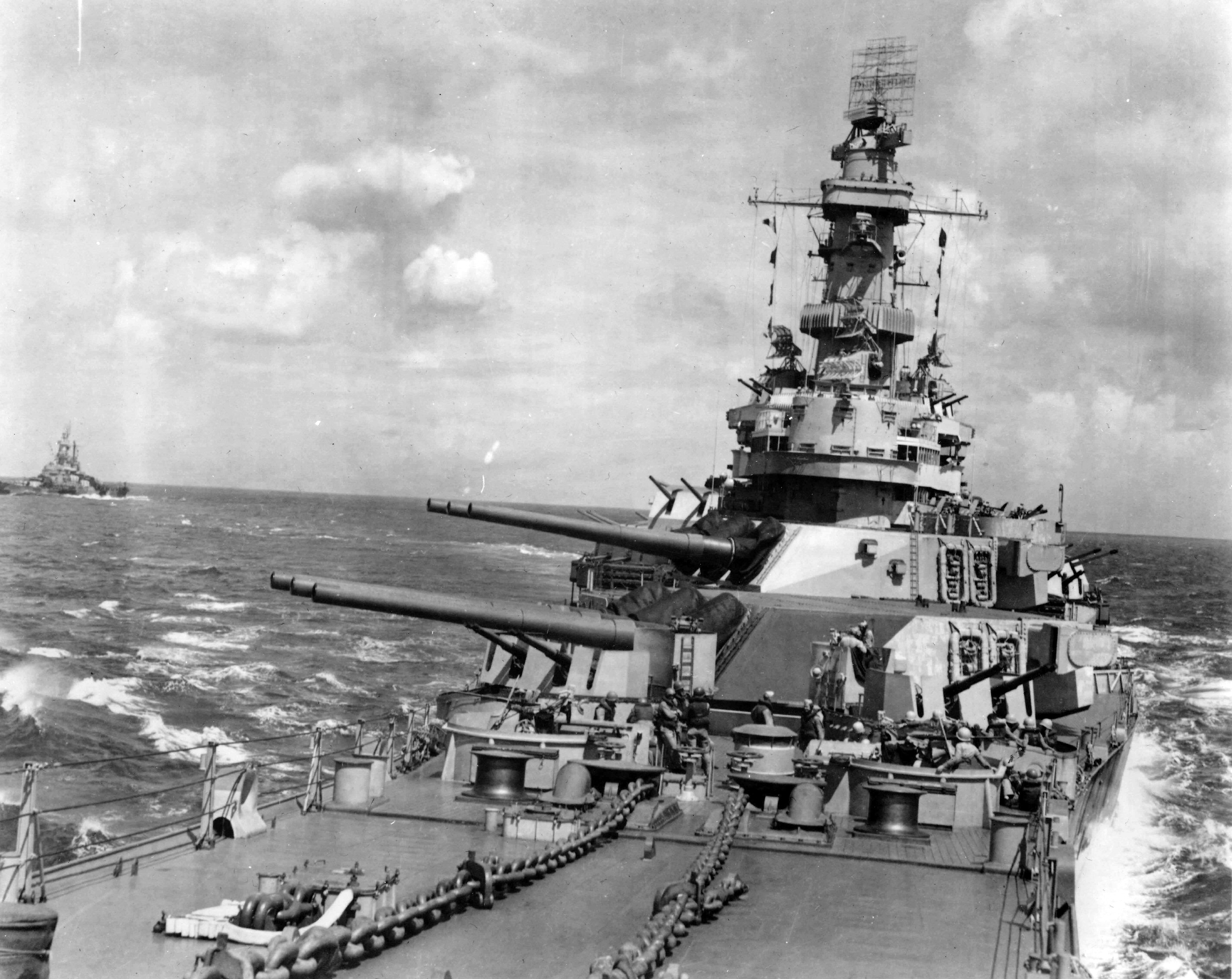
Thiết giáp hạm Indiana của Mỹ

Phản ứng trước sự gia tăng vũ trang của Nhật và Đức, Mỹ cũng đã đề ra Đạo luật Hải quân hai đại dương, còn được gọi là Đạo luật Vinson-Walsh, ban hành vào ngày 19 tháng 7 năm 1940, được đặt tên theo Carl Vinson và David I. Walsh, 2 chủ tịch Ủy ban Hải quân tại Hạ viện và Thượng viện. Đây là kế hoạch chạy đua vũ trang hải quân lớn nhất trong lịch sử Hoa Kỳ cho tới thời điểm đó, nó dự tính tăng quy mô của Hải quân Hoa Kỳ thêm 70%, trị giá 8,55 tỷ đôla (tương đương 130 tỷ USD theo thời giá 2018). Kế hoạch bao gồm việc mua thêm 1.325.000 tấn tàu chiến, bao gồm 11 tàu sân bay, 2 thiết giáp hạm lớp Iowa, 5 thiết giáp hạm lớp Montana, 6 tàu tuần dương lớp Alaska, 27 tàu tuần dương, 115 tàu khu trục, 43 tàu ngầm, 15.000 máy bay, 50 triệu đôla cho tàu tuần tra, hộ tống và các tàu khác, 150 triệu đôla cho các thiết bị và phương tiện thiết yếu, 65 triệu đôla cho việc sản xuất nguyên liệu và đạn dược, 35 triệu đôla cho việc mở rộng cơ sở vật chất. Kế hoạch dự tính tiến hành trong 5-6 năm
Vào đầu tháng 12 năm 1941, hải quân Mỹ có 17 thiết giáp hạm (đã có kế hoạch đóng thêm 15 chiếc nữa), 7 tàu sân bay cỡ lớn (đã có kế hoạch đóng thêm 11 chiếc nữa) và 1 tàu sân bay cỡ nhỏ chở thủy phi cơ, 18 tàu tuần dương hạng nặng (8 chiếc nữa đang được đóng mới), 19 tàu tuần dương hạng nhẹ (32 chiếc nữa đang được đóng mới), 6 tàu tuần dương phòng không, 171 khu trục hạm (188 chiếc nữa đang được đóng mới) và 114 tàu ngầm (79 chiếc nữa đang được đóng mới). Trong đó có 9 thiết giáp hạm, 3 tàu sân bay, 13 tàu tuần dương hạng nặng, 11 tàu tuần dương hạng nhẹ, 80 khu trục hạm và 56 tàu ngầm được bố trí ở Thái Bình Dương. Hải quân Anh đang phải tập trung đối phó với Đức nên chỉ có ở Thái Bình Dương lực lượng nhỏ gồm 2 thiết giáp hạm, 1 tàu sân bay, 1 tàu tuần dương hạng nặng, 7 tàu tuần dương hạng nhẹ và 13 khu trục hạm

## Chiến tranh giữa Trung Hoa và Nhật Bản

### Tình hình lịch sử

Bản đồ khu vực châu Á-Thái Bình Dương năm 1939

Nguyên nhân của chiến tranh bắt nguồn từ cuối thế kỉ 19, khi xã hội Trung Quốc rơi vào một thời kỳ hỗn loạn và sự hiện đại hóa nhanh chóng của Nhật Bản. Trong suốt giai đoạn cuối thế kỷ 19 và đầu thế kỷ 20, Nhật Bản đã thôn tính Triều Tiên và can thiệp vào kinh tế và chính trị của Trung Quốc, đặc biệt là tại Mãn Châu. Những can thiệp bằng quân sự xảy ra từ những năm 1920, vào thời điểm này Trung Hoa rơi vào tình trạng cát cứ địa phương với một chính phủ trung ương yếu kém.
Tình hình yếu kém của Trung Quốc là điều kiện thuận lợi cho Nhật Bản lợi dụng. Tuy nhiên, đến năm 1927, Tưởng Giới Thạch và quân đội Quốc dân Đảng nhanh chóng thu phục vùng Bắc Trung Quốc (1926-1927). Tưởng Giới Thạch đã đánh bại các thủ lĩnh địa phương ở Nam và Trung của Trung Hoa, đồng thời thu phục các thủ lĩnh tại khu vực Bắc Trung Quốc. Trong tình hình đó, Nhật tấn công vùng đông bắc Trung Quốc vào ngày 18 tháng 9 năm 1931 với lý do "bảo vệ đường sắt của Nhật Bản ở Nam Mãn đang bị người Trung Quốc uy hiếp". Sau khi chiếm 3 tỉnh đông bắc Trung Quốc, Nhật Bản thành lập nhà nước Mãn Châu Quốc vào năm 1931 với người đứng đầu là vua Phổ Nghi để hợp pháp hóa việc chiếm đóng của quân Nhật ở khu vực này. Mục tiêu của Đế quốc Nhật Bản tại Trung Hoa là duy trì nguồn cung cấp nguyên liệu và thị trường tiêu thụ. Họ đã thành lập các chính phủ bù nhìn tại Trung Hoa không chống lại lợi ích của người Nhật. Các hành động của Nhật Bản tại Mãn Châu bị các nước phương Tây lên án, nên để phản ứng lại, Nhật đã tuyên bố rút lui khỏi Hội Quốc Liên vào ngày 27 tháng 3 năm 1933. Trong những năm 1930, quan hệ giữa Trung Quốc và Nhật Bản hầu như không có xung đột đáng kể do Tưởng tập trung mọi nỗ lực vào việc tiêu diệt Đảng Cộng sản Trung Quốc mà ông cho rằng là mối hiểm họa còn lớn hơn cả người Nhật. Mặc dù Quốc Dân Đảng và Đảng Cộng sản từng hợp tác với nhau, nhưng trong giai đoạn 1930-1934, cả hai lại xung đột nghiêm trọng. Người Nhật đã lợi dụng mâu thuẫn này để xâm lấn Trung Quốc, điển hình là cuộc đổ bộ vào Thượng Hải năm 1932.
Chủ nghĩa quân phiệt đẩy mạnh bành trướng xâm lược Trung Quốc vì tư bản Nhật phụ thuộc nặng nề vào thị trường Trung Quốc. Năm 1931, đầu tư của Nhật tại Trung Quốc chiếm 82% đầu tư của nước này tại hải ngoại, tập trung chủ yếu tại Thượng Hải và Mãn Châu.> Trong suốt giai đoạn khủng hoảng, xuất khẩu của Nhật sang Châu Âu và Hoa Kỳ gần như tụt giảm và Nhật Bản cần kiểm soát kinh tế và chính trị của Trung Quốc để sở hữu một thị trường ổn định. Trước khi tiến tới cuộc chiến tranh toàn diện vào năm 1937, Nhật đã sử dụng sức mạnh quân đội trong các cuộc xung đột địa phương để đe dọa Trung Quốc trừ khi chính phủ Trung Hoa đồng ý giảm thuế và đàn áp phong trào tẩy chay và chống đối Nhật.

### Chiến tranh Trung - Nhật

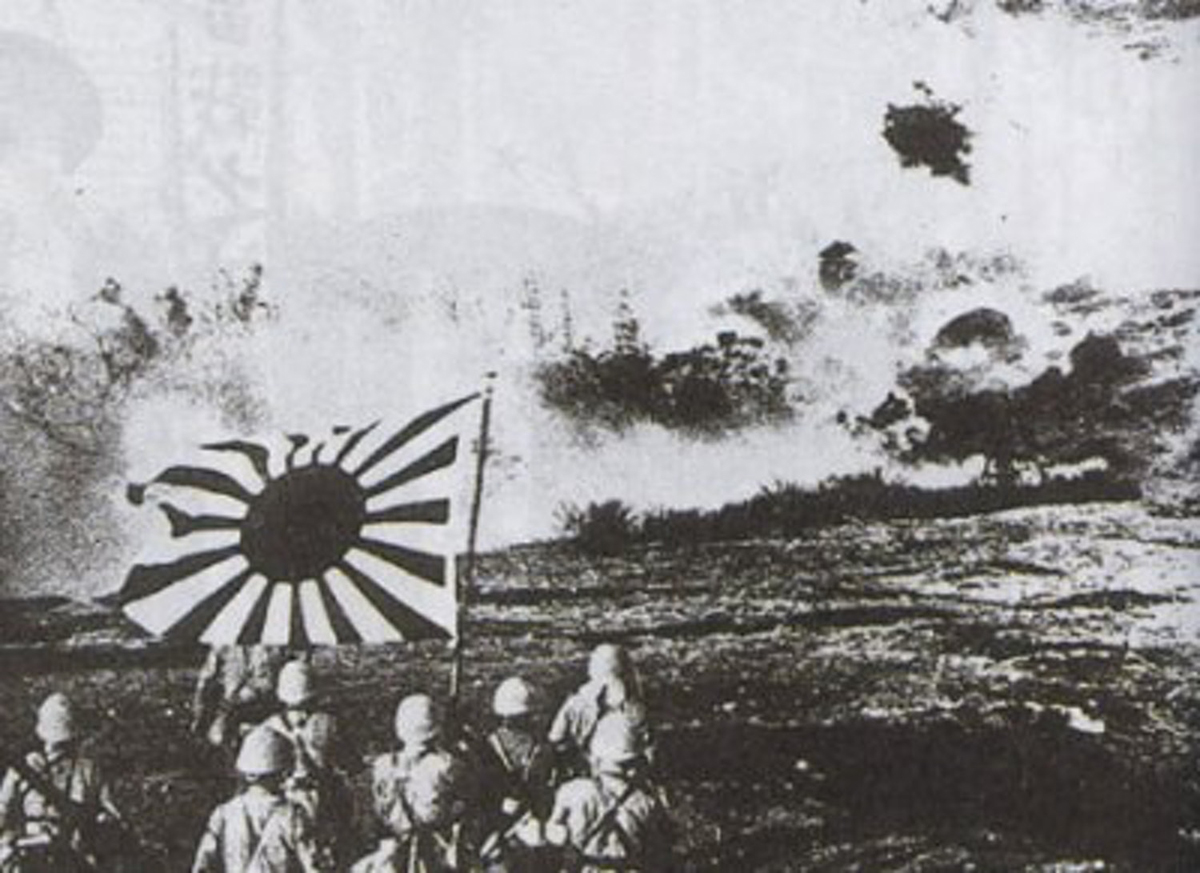
Quân Nhật trong trận Canton năm 1938

Tháng 12 năm 1936, trong một sự kiện gọi là Sự biến Tây An, Tưởng Giới Thạch bị Trương Học Lương bắt giữ. Điều kiện để được trả tự do là Tưởng phải chấp nhận thành lập một liên minh với Đảng Cộng sản Trung Quốc nhằm chống lại Nhật Bản. Mặc dù đã hợp tác về quân sự trong việc chiến đấu chống Nhật, nhưng 2 bên không thực sự tin tưởng nhau: Tưởng Giới Thạch luôn muốn tiêu diệt Đảng Cộng sản, trong khi Mao Trạch Đông từ chối chấp nhận Quốc Dân Đảng và luôn duy trì mục tiêu giải phóng xã hội. Đây được gọi là Hợp tác Quốc-Cộng lần thứ hai. Đến năm 1936, Hồng quân Trung Quốc có khoảng 500.000 quân độc lập với Quốc Dân Đảng.
Sáu tuần sau khi thủ tướng Nhật Bản Fumimaro Konoe thành lập nội các, vào ngày 7 tháng 7 năm 1937, xảy ra Sự kiện Lư Câu Kiều tại ngoại ô Bắc Kinh. Được sử ủng hộ của Hải quân Đế quốc Nhật Bản và Bộ ngoại giao, Konoe tuyên bố sẽ không để chiến tranh lan rộng nhưng Lục quân Nhật Bản lại không chịu, liên tục gửi viện binh và cuộc xung đột này nhanh chóng lan rộng thành cuộc chiến tranh toàn diện giữa Nhật Bản và Trung Quốc.
Kế hoạch của quân đội Nhật Bản là chớp nhoáng mở rộng chiến trường, nhanh chóng buộc Trung Quốc phải đầu hàng vô điều kiện. Lúc đầu, quân Nhật ồ ạt tiến từ Hoa Bắc xuống Hoa Trung, chiếm được nhiều thành phố: từ Bắc Kinh, xuống Thiên Tân, Thượng Hải, Nam Kinh. Sau khi bị mất Nam Kinh, chính phủ Tưởng Giới Thạch phải dời thủ đô lên Hán Khẩu ở trung lưu sông Dương Tử, rồi sau khi mất Hán Khẩu lại phải dời tiếp lên Trùng Khánh ở thượng lưu. Đến cuối năm 1938, Quảng Đông cùng những thành phố đông dân khác của Trung Quốc đều rơi vào tay Nhật.
Năm 1939, Nhật cố gắng mở rộng Mãn Châu bằng cách cho đạo quân Quan Đông xâm lược biên giới Viễn Đông của Liên Xô. Người Nhật gần như bị đánh bại bởi liên quân Liên Xô và Mông Cổ do tướng Georgi Zhukov chỉ huy. Điều này chấm dứt ý tưởng "Bắc tiến" của Nhật, và Nhật đã giữ hòa bình với Liên Xô tới năm 1945.
Tháng 9 năm 1940, Nhật cố gắng cắt đứt quan hệ của người Trung Quốc với các quốc gia khác bằng cách xâm lược Liên bang Đông Dương của Pháp. Ngày 27 tháng 9, Nhật Bản ký hiệp ước liên minh với Đức Quốc xã và Ý.
Đến năm 1941, cuộc xung đột trở nên bế tắc. Mặc dù Nhật cố gắng chiếm nhiều vùng phía bắc và trung của Trung Hoa, Tưởng Giới Thạch đã lùi sâu vào lục địa và thiết lập thủ đô tại Trùng Khánh trong khi những người cộng sản duy trì sự kiểm soát tại Thiểm Tây. Ngoài ra, sự kiểm soát của Nhật Bản đối với vùng Bắc và Trung của Trung Quốc rất không chặt chẽ, họ chỉ có thể kiểm soát các tuyến đường sắt và các thành phố chính của Trung Quốc còn các vùng đồng quê gần như là không thể kiểm soát được. Người Nhật nhận thấy các hành động rút lui và tổ chức lại được tiến hành tại khu vực miền núi đông bắc Trung Hoa, trong khi chủ nghĩa cộng sản khuyến khích các hình thức chiến tranh du kích và các hoạt động phá hoại tại khu phía đông và Trung của Trung Hoa đằng sau vùng kiểm soát của Nhật.
Người Nhật đã dựng nên một số chính phủ bù nhìn, một trong số đó là chính phủ của Uông Tinh Vệ ở Nam Kinh. Nhật Bản còn tuyên bố thiết lập "Trật tự mới ở Đông Á" vào tháng 11 năm 1937, là liên hợp chính trị, kinh tế và văn hóa giữa Nhật Bản, Trung Quốc và Mãn Châu quốc. Tuy nhiên, chính sách tàn ác mà Nhật áp dụng với người Trung Hoa, khiến cho các chính phủ này không được sự ủng hộ của người dân. Đồng thời, một sai lầm nữa là Nhật không muốn đàm phán với Tưởng Giới Thạch, mặc dù việc này sẽ gây chia rẽ mặt trận kháng chiến của Trung Hoa.

### Căng thẳng giữa Nhật Bản và phương Tây

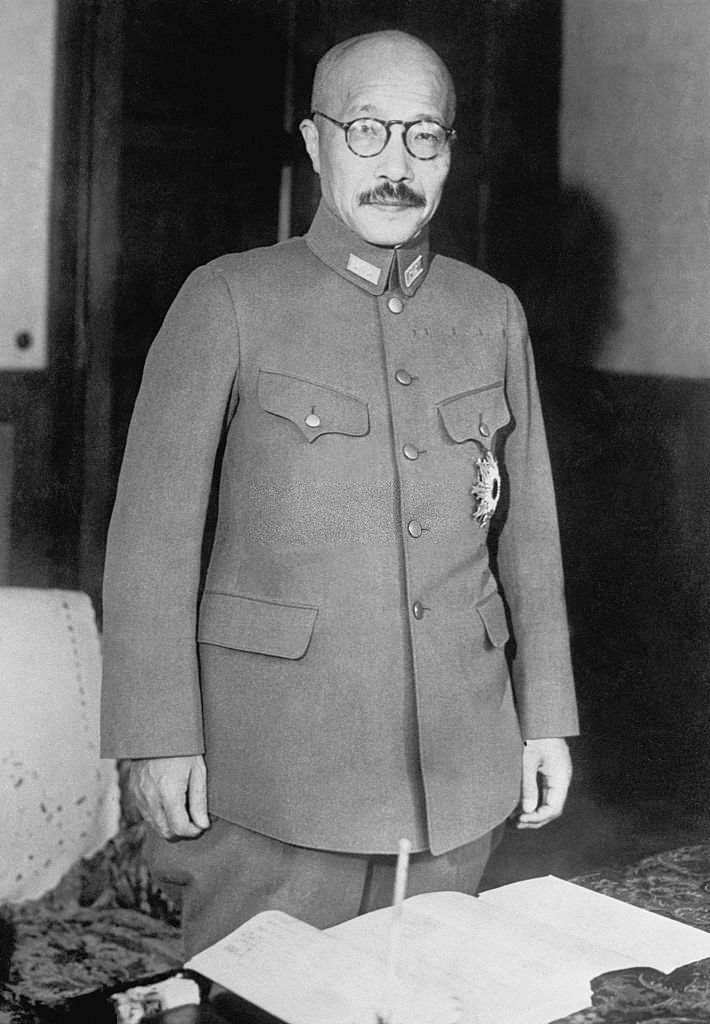
Thủ tướng Nhật Bản Hideki Tōjō

Trong chiến lược của quân đội Nhật Bản có sự mâu thuẫn về quan điểm giữa Lục quân và Hải quân: trong khi phái Lục quân chủ trương "Bắc tiến" (Hokushin) nhằm tấn công Liên Xô thì ngược lại phái Hải quân chủ trương "Nam tiến" (Nanshin) với mục tiêu là vùng Đông Nam Á giàu tài nguyên thiên nhiên (dầu mỏ, cao su, quặng sắt, lúa gạo,...) đang là những thuộc địa của Anh, Pháp, Hoa Kỳ và Hà Lan.
Tháng 11 năm 1936, Nhật Bản đã ký với Đức "Hiệp ước chống Quốc tế cộng sản" (tức Liên Xô). Với hiệp ước này, Nhật Bản muốn khống chế ảnh hưởng của Liên Xô ở Viễn Đông đồng thời ngăn chặn khả năng chính phủ Tưởng Giới Thạch nhờ Liên Xô giúp đỡ để chống Nhật. Tuy nhiên, trên thực tế, khi hiệp ước này được ký kết, không những Liên Xô mà cả các cường quốc phương Tây khác như Anh hay Hoa Kỳ bắt đầu có lập trường cứng rắn hơn đối với Nhật. Ngày 6 tháng 11, đến lượt Ý cũng gia nhập vào hiệp ước này.
Từ tháng 9 năm 1939 đến tháng 6 năm 1940, tại Châu Âu, Đức Quốc xã liên tục giành chiến thắng, lần lượt chiếm được Ba Lan, Na Uy, Đan Mạch, Hà Lan, Bỉ và Pháp. Trước sự kiện Pháp đầu hàng Đức, tháng 9 năm 1940, Nhật bắt đầu cho tiến quân vào miền Bắc Đông Dương. Ngoài ra, ngày 1 tháng 3 năm 1941, họ cho quân đổ bộ lên đảo Java của Indonesia. Ngày 27 tháng 9, Đức-Ý-Nhật đã cùng nhau ký kết "Hiệp ước Tam cường" công nhận địa vị lãnh đạo của Nhật ở Châu Á và cũng để bảo vệ lẫn nhau trong trường hợp một trong ba nước bị tấn công.
Giữa năm 1939, sau khi dựng nên nhà nước bù nhìn Mãn Châu quốc cộng thêm việc Liên Xô đang bận đối phó với tình hình chiến tranh ở châu Âu, quân đội Nhật xâm chiếm vào lãnh thổ Mông Cổ. Trước đó quân đội Nhật từng tấn công vào lãnh Liên Xô tại khu vực hồ Khasan vào tháng 7-1938. Nhưng Hồng quân Liên Xô đã tham chiến, đánh bại quân Nhật tại Chiến tranh biên giới Xô-Nhật. Kế hoạch "Bắc tiến" của Nhật gần như phá sản, họ quyết định chuyển hướng xâm chiếm xuống phía Nam, tức là chiếm lấy các thuộc địa của Anh, Pháp, Mỹ ở Đông Nam Á.
Nhật Bản bành trướng xâm lược ở châu Á đã làm cho mối quan hệ giữa họ với Anh và Hoa Kỳ ngày càng trở nên gay gắt. Tháng 9 năm 1940, đại sứ Hoa Kỳ ở Nhật đã nhấn mạnh: "Quyền lợi của Hoa Kỳ bị chính sách "Nam tiến" của Nhật đe dọa trầm trọng... chúng ta phải cố gắng bằng mọi cách duy trì nguyên trạng ở Thái Bình Dương, ít ra cho đến khi chiến tranh ở châu Âu ngã ngũ". Tháng 7 năm 1940, Hoa Kỳ tuyên bố hủy bỏ điều ước thông thương Nhật-Mỹ, hạn chế xuất khẩu nhiên liệu, xăng máy bay và sắt phế thải cho Nhật. Đến tháng 10, Hoa Kỳ lại tuyên bố cấm toàn diện về sắt phế thải đối với Nhật. Từ tháng 3 năm 1941, tại Washington D.C, đại sứ Nhật Kichisaburō Nomura đã đàm phán với ngoại trưởng Hoa Kỳ Cordell Hull nhưng vì lập trường hai bên quá khác biệt nên cuộc đàm phán đi vào bế tắc.
Sau khi ký hiệp ước đồng minh với Ý-Nhật, tháng 3 năm 1941, Bộ trưởng ngoại giao Yōsuke Matsuoka đã ký "Hiệp ước trung lập Nhật-Xô" với Liên Xô ở Moskva. Trong khi đó, về vấn đề Đông Dương, Nhật tiếp tục ép Pháp nhượng bộ, ký kết các hiệp ước có lợi cho Nhật. Tất cả các động thái trên đều nhằm phục vụ cho chủ trương "Nam tiến". Tuy nhiên, ngày 22 tháng 6 năm 1941, Đức Quốc xã bất ngờ tấn công Liên Xô mà không thông báo cho Nhật biết trước. Không những thế, Đức còn đề nghị Nhật tấn công Liên Xô từ phía đông. Trước tình hình đó, Nhật không biết nên tôn trọng Hiệp ước Tam cường với Đức hay Hiệp ước trung lập Nhật-Xô. Ngày 2 tháng 7, trong "Hội nghị ngự tiền" (Gozen kaigi) có sự hiện diện của Thiên Hoàng, sau một cuộc thảo luận dữ dội giữa các cấp lãnh đạo quân đội Nhật, chủ trương "Nam tiến" đã được tiếp tục thực hiện, theo đó người Nhật sẽ bỏ qua yêu cầu của Đức, tôn trọng Hiệp ước trung lập Nhật-Xô và tiến quân xuống miền Nam Đông Dương. Mặt khác, hội nghị cũng đặt vấn đề tiếp tục bí mật chuẩn bị cho cuộc tấn công lên phía bắc chống Liên Xô, nếu Liên Xô bị Đức đánh bại. Biên bản của hội nghị ghi rõ: "Nếu cuộc chiến tranh Xô-Đức phát triển theo hướng thuận lợi cho đế quốc thì Nhật sẽ dùng lực lượng vũ trang để giải quyết vấn đề phương Bắc".
Cuối tháng 7 năm 1941, ngay sau khi quân đội Nhật tiến xuống miền Nam Đông Dương và chiếm đóng những căn cứ quân sự tại đây, Hoa Kỳ đã ngay lập tức có sự phản ứng. Ngày 26 tháng 7, Hoa Kỳ tuyên bố phong tỏa tài sản của Nhật tại nước này, cấm xuất khẩu dầu mỏ sang Nhật. Tiếp theo đó, Anh hủy bỏ hiệp định thông thương giữa Nhật với Ấn Độ và Miến Điện, Hà Lan cấm xuất khẩu dầu hỏa và bauxite sang Nhật. Quyết định đình chỉ xuất khẩu dầu hỏa sang Nhật của Hoa Kỳ đã có ảnh hưởng quyết định đối với bộ máy chiến tranh Nhật Bản. Theo tính toán của Bộ tư lệnh Hải quân, lượng dầu mỏ dự trữ của Nhật chỉ dùng đủ trong hai năm và nếu không có cách giải quyết vấn đề này thì hải quân Nhật chẳng sớm hay muộn sẽ bị tê liệt. Do đó, từ khuynh hướng ôn hòa, hải quân Nhật lại trở thành phe chủ chiến.
Trong tình thế bị bao vây bởi thế bao vây ABCD - American (Hoa Kỳ), Britain (Anh), China (Trung Hoa), Dutch (Hà Lan) - Nhật muốn tiếp tục thương lượng với Hoa Kỳ bằng cách đề nghị một tạm ước là Hoa Kỳ và Nhật sẽ không sử dụng vũ lực ở Đông Nam Á và Nam Thái Bình Dương; hai bên sẽ cùng khai thác các dự trữ tự nhiên ở Indonesia; quan hệ kinh tế Mỹ-Nhật sẽ được khôi phục, trong đó Hoa Kỳ phải tiếp tục xuất khẩu dầu hỏa sang Nhật, hủy bỏ phong tỏa tài sản của Nhật và không can thiệp vào việc Trung Quốc. Phía Nhật còn bổ sung thêm rằng, sau khi ký hiệp ước hòa bình Trung-Nhật, quân đội Nhật sẽ rút khỏi Đông Dương. Tổng thống Franklin D. Roosevelt tỏ ra có thiện cảm với đề nghị này nhưng ngoại trưởng Hull lại cực lực phản đối vì sợ các đồng minh của Hoa Kỳ sẽ hoang mang. Hull nhất quyết giữ lập trường ban đầu của Hoa Kỳ, đòi Nhật rút khỏi phe Trục, ký hiệp ước bất tương xâm với Hoa Kỳ, Anh, Liên Xô, Trung Quốc, Hà Lan đồng thời rút hết quân ra khỏi Đông Dương và toàn lãnh thổ Trung Quốc-kể cả Mãn Châu. Trước khi trao cho người Nhật công hàm nói trên, Hull đã thông báo cho chính phủ Anh: "Các cuộc đàm phán ngoại giao của chúng ta với Nhật Bản thực tế đã chấm dứt, và từ đây công việc sẽ được chuyển giao vào tay Bộ chỉ huy các lực lượng vũ trang". Yêu sách này của Hull làm cho đàm phán Mỹ-Nhật đổ vỡ do lập trường hai bên quá khác biệt. Ngày 16 tháng 10, Konoye từ chức thủ tướng và bộ trưởng lục quân Hideki Tojo lên thay.
Mục tiêu của hải quân Nhật là chiếm đóng Indonesia, khu vực nhiều dầu hỏa nhất Đông Nam Á. Nhưng trước khi chiếm Indonesia, Nhật phải chiếm được Singapore và Philippines. Tuy nhận thức được về tiềm lực yếu kém của mình không thể chiến thắng Hoa Kỳ, nhưng người Nhật hi vọng rằng một cuộc chiến lâu dài và nhiều tổn thất sẽ làm suy yếu ý chí chiến đấu của dân Mỹ và sau đó giúp Nhật thỏa thuận một hòa ước. Trong hội nghị ngự tiền ngày 1 tháng 12, Nhật quyết định chính thức tuyên chiến với Hoa Kỳ và ngày khai chiến được ấn định là ngày 8 tháng 12. Trong khi đó, tại Washington D.C, cuộc đàm phán giữa ngoại trưởng Hoa Kỳ Cordell Hull với đại sứ Nhật Nomura vẫn tiếp tục kéo dài, khiến người Mỹ lơ là cảnh giác và không tin rằng Nhật Bản dám tấn công Hoa Kỳ lúc hai bên còn đang trong quá trình đàm phán.

### Ảnh hưởng của Ý và Đức
Cả Đức Quốc xã lẫn phát xít Ý đều có can dự vào chiến tranh Thái Bình Dương, nhưng chỉ ở một quy mô nhỏ. Hải quân Đức (Kriegsmarine) và Hải quân Hoàng gia Ý (Regia Marina) có các tàu ngầm và tàu chở hàng được vũ trang tham gia hoạt động tại Ấn Độ Dương và Thái Bình Dương. Người Ý thậm chí còn có căn cứ hải quân tại vùng tô giới của mình ở Thiên Tân, Trung Quốc. Sau cuộc tấn công Trân Châu cảng của Nhật Bản và các quyết định tuyên chiến của Đức và Ý đối với Hoa Kỳ, hải quân cả hai nước này đều được toàn quyền sử dụng các cơ sở hải quân của Nhật Bản.

## Chiến tranh Thái Bình Dương bắt đầu - Sự bành trướng của Nhật Bản
Ngày 8 tháng 12 năm 1941, cuộc Chiến tranh Thái Bình Dương chính thức bùng nổ khi các lực lượng Nhật Bản bất ngờ tấn công Trân Châu cảng và Philippines của Hoa Kỳ, Hồng Kông của Anh và đổ bộ lên Thái Lan để mượn đường tấn công Mã Lai. 

### Trận Trân Châu cảng và sự bùng nổ chiến tranh

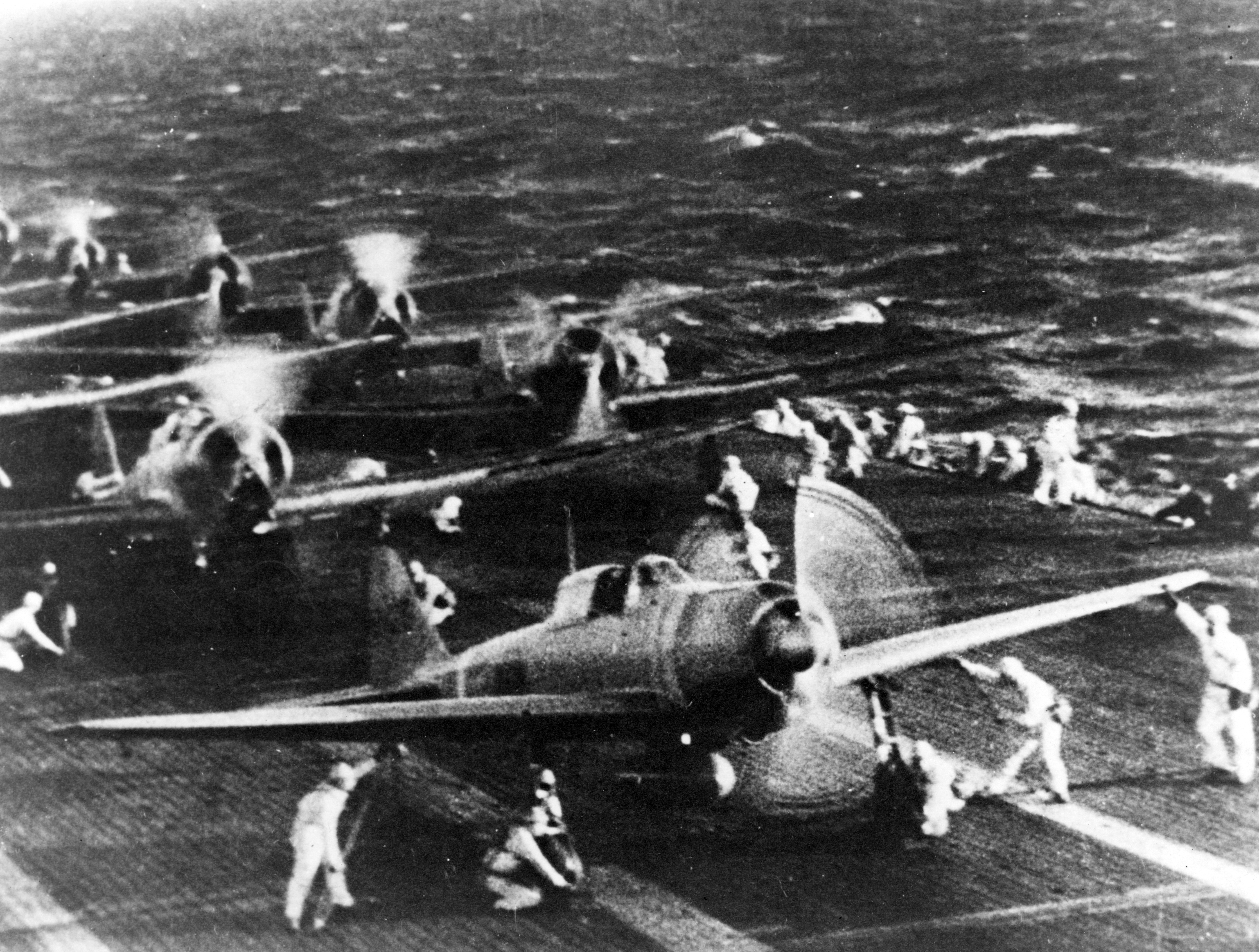
Các máy bay Mitsubishi A6M2 "Zero" của Nhật đang chuẩn bị cất cánh từ Hàng không mẫu hạm Shokaku để tấn công Trân Châu cảng vào ngày 7 tháng 12, 1941.

Ngày 26 tháng 11 năm 1941, một hạm đội bao gồm 6 hàng không mẫu hạm chở 423 máy bay, 2 thiết giáp hạm, 3 tuần dương hạm, 9 khu trục hạm dưới quyền chỉ huy của phó đô đốc Chūichi Nagumo xuất phát từ quần đảo Kuril bí mật tiền về hướng Hawaii. Cách Honolulu, thủ phủ đảo Hawaii khoảng 10 km là Trân Châu cảng, nơi đặt sở chỉ huy của hạm đội Thái Bình Dương Hoa Kỳ.
Vào lúc 7 giờ 55 phút, đợt tấn công thứ nhất gồm 183 máy bay do Đại tá Mitsuo Fuchida chỉ huy bất ngờ tập kích Trân Châu cảng. Qua 2 đợt tấn công của hơn 350 máy bay Nhật Bản kéo dài trong gần 2 giờ đồng hồ cộng với quân Mỹ tại Trân Châu Cảng thiếu cảnh giác nên chống trả hết sức yếu ớt khiến cho người Nhật giành được thắng lợi lớn trong cuộc tập kích này. Hạm đội Thái Bình Dương Hoa Kỳ bị đánh chìm 5 thiết giáp hạm (4 thiết giáp hạm khác bị hư hại), 3 tàu tuần dương hạm bị hư hại, 3 tàu khu trục bị hư hại, một tàu sửa chữa bị chìm. Số máy bay Mỹ bị phá hủy là 188 chiếc và 159 chiếc khác bị hư hại. Số lính Mỹ bị giết là 2.403 người. Để đạt được thành quả vô cùng to lớn ấy, Nhật Bản chỉ phải mất 29 máy bay và 5 tàu ngầm bỏ túi. Tuy nhiên, ba chiếc hàng không mẫu hạm của hạm đội Thái Bình Dương ngày hôm ấy không có mặt ở Trân Châu cảng nên đã không bị người Nhật tiêu diệt. Ngoài ra, các máy bay Nhật Bản cũng không tiến hành oanh tạc các công xưởng đóng tàu, kho đạn dược và nhất là kho xăng to lớn quanh cảng. Nếu làm được điều đó, hẳn người Nhật đã phải buộc hải quân Hoa Kỳ phải rút khỏi Trân Châu Cảng và đưa tàu về San Diego trong một năm rưỡi sau đó.
Trận Trân Châu cảng là một chiến thắng rực rỡ của hải quân Nhật nhưng xét về mặt chính trị, chiến thắng này đã mang lại một hậu quả lớn. Trước trận đánh này, tại Hoa Kỳ, 800.000 thành viên của America First Committee đã cực lực phản đối việc nước này can thiệp vào tình hình ngoài Bắc Mỹ. Tuy nhiên, vì thất bại đau đớn này mà dân chúng Hoa Kỳ sau đó trở nên đoàn kết chặt chẽ chống Nhật dưới khẩu hiệu: "Đừng quên Trân Châu Cảng!" 12 giờ 30 phút ngày 8 tháng 12, tổng thống Roosevelt đã đọc Tuyên cáo chiến tranh của Hoa Kỳ đối với Nhật Bản. Ông mở đầu bài diễn văn như sau:
| “ | Hôm qua, ngày 7-12, một ngày của sự nhục nhã – Hợp chủng quốc Hoa Kỳ đã bị các lực lượng hải quân và không quân của đế quốc Nhật tấn công bất ngờ và không tuyên chiến...." | ” |
|   | |   |

Sau khi nói rõ thiện chí hòa bình và sự tráo trở của Nhật Bản trong các cuộc hội đàm và trong hành động thực tế để dẫn đến chiến tranh, tổng thống Roosevelt tuyên bố:
| “ | Tôi yêu cầu lưỡng viện của quốc hội Hoa Kỳ tuyên chiến với Nhật Bản, kể từ ngày chủ nhật hôm qua." | ” |
|   | |   |

Hoa Kỳ đã chính thức bước vào cuộc chiến tranh tổng lực với Nhật Bản. Trong ngày 7 tháng 12, Úc cũng tuyên chiến với Nhật Bản và một ngày sau đến lượt Hà Lan. Tiếp đó, nước Pháp Tự do, New Zealand, Canada,... tất cả hơn 20 nước cũng lần lượt tuyên chiến với Nhật. Ngày 9 tháng 12, chính phủ Trung Quốc giờ mới chính thức tuyên chiến với Nhật.

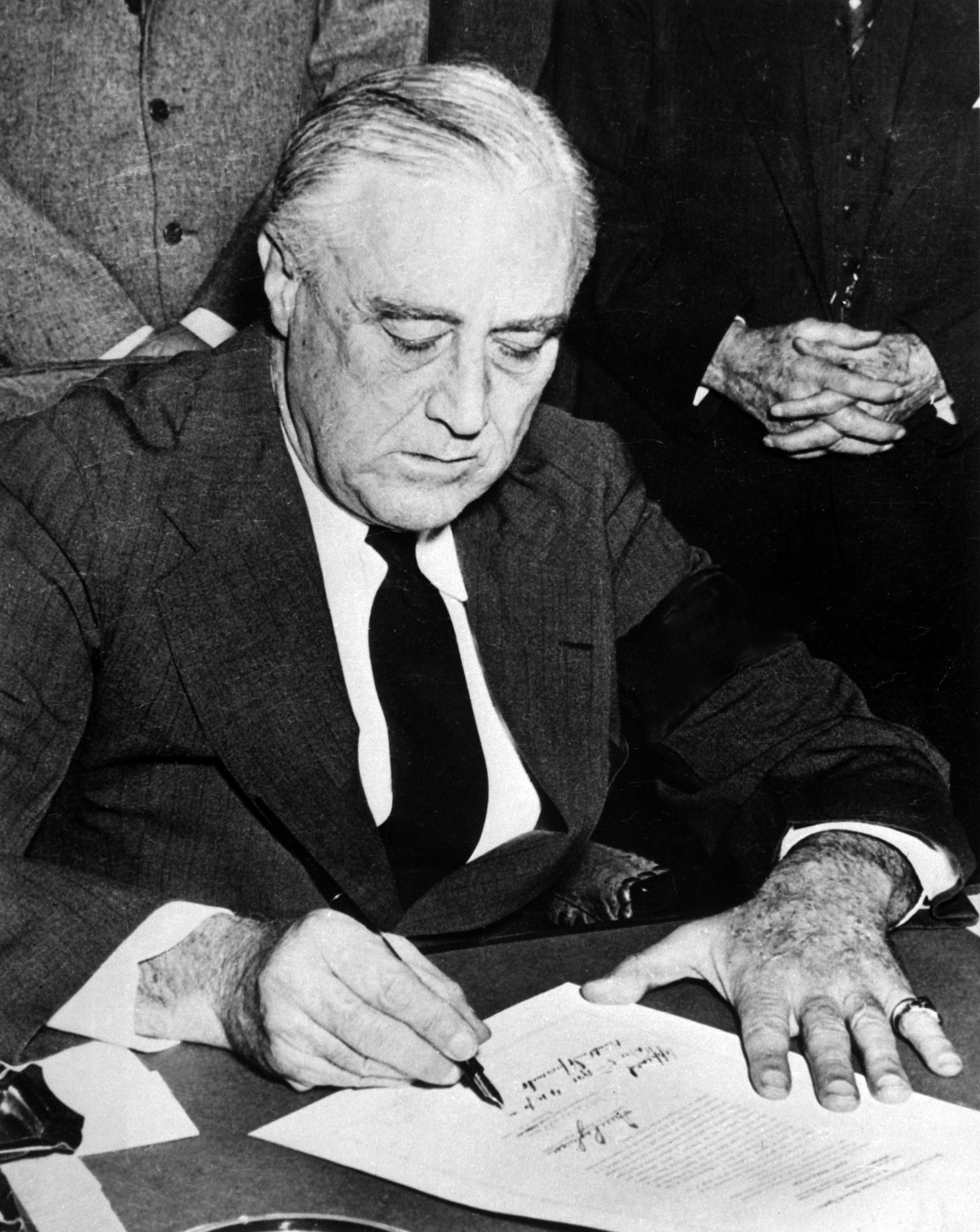
Roosevelt ký bản tuyên chiến với Nhật Bản, tháng 12 năm 1941

Tin chiến tranh giữa Nhật và Hoa Kỳ bùng nổ bay đến Berlin một cách đột ngột trong lúc Đức Quốc xã đang tập trung mọi sự chú ý vào mặt trận phía đông, nơi Hồng quân Liên Xô đã phản công mãnh liệt đẩy lùi quân Đức trước Moskva. Liền đó, cũng trong ngày 8 tháng 12, Quốc trưởng Adolf Hitler đã nhận được thông điệp của chính phủ Nhật, yêu cầu Đức và Ý tuyên chiến với Hoa Kỳ theo như cam kết trong Hiệp ước Tam cường. Đêm ngày 9 tháng 12, cả Hitler lẫn Mussolini đã điện trả lời chính phủ Nhật rằng cam đoan cả ba nước sẽ chiến đấu đến thắng lợi cuối cùng, không giảng hòa riêng rẽ nhưng vẫn né tránh việc tuyên chiến với Mỹ. Trưa ngày 10 tháng 12, đại sứ Nhật Oshima đã trình lên Quốc trưởng một thông điệp mới của chính phủ Nhật trả lời điện văn nói trên của Đức và Ý. Thông điệp này bày tỏ hi vọng quân đội Đức sẽ tiến ngay vào Trung Cận Đông với ngụ ý Đức nên tuyên chiến. Ngoại trưởng Đức Joachim von Ribbentrop cố gắng thuyết phục Hitler không nên tuyên chiến với Hoa Kỳ vì theo Hiệp ước Tam Cường, Đức sẽ chiến đấu bên cạnh Nhật chỉ khi Nhật bị một nước khác tấn công. Tuy nhiên, vào lúc ấy, bộ ngoại giao Đức lại nhận được điện của tham tán ngoại vụ Hans Thompson ở Washington D.C rằng 24 giờ nữa Mỹ sẽ tuyên chiến hoặc cắt quan hệ ngoại giao với Đức. Chụp lấy cơ hội này, Hitler vội vã triệu tập Quốc hội vào ngày 11 tháng 12 và chính thức tuyên chiến với Hoa Kỳ. Cùng trong ngày hôm ấy, Ý cũng tuyên chiến với Hoa Kỳ và Hoa Kỳ tuyên chiến với Đức. Phạm vi của Chiến tranh thế giới thứ hai đã mở rộng và tạo nên một cuộc chiến tranh quy mô toàn thế giới.

### Nhật Bản bành trướng
Theo kế hoạch phối hợp của Bộ tổng tham mưu Lục quân với Bộ tổng tham mưu Hải quân Nhật Bản, trong khi các lực lượng chủ yếu của hải quân tấn công hạm đội Thái Bình Dương của Hoa Kỳ tại Hawaii thì các lực lượng hải quân khác sẽ tấn công các căn cứ quân sự tại Philippines, Singapore,... đồng thời lục quân sẽ đánh vào các mục tiêu đã định sẵn ở Mã Lai, Thái Lan và Hồng Kông. Nhưng vì cuộc tấn công ở Trân Châu cảng đã bắt đầu chậm mất 2 giờ nên những tiếng súng đầu tiên mở màn cho cuộc Chiến tranh Thái Bình Dương đã bắt đầu ở bãi biển thuộc thành phố Khota Baru, Mã Lai thuộc Anh.

#### Tiến quân sang Thái Lan
Từ ngày 24 tháng 11, nguyên soái Terauchi Hisaichi chỉ huy Nam Phương quân đã nhận được chỉ thị từ Tokyo chuẩn bị sẵn sáng gây sức ép với Thái Lan để tiến vào lãnh thổ nước này. Thủ tướng Thái Lan lúc này là ông Phibul Songram đang cố giữ chính sách cân bằng ở cả hai phía Anh và Nhật nên vào trưa ngày 27 tháng 11, ông Phibul đã tuyên bố rõ trên đài phát thanh Bangkok về đường lối trung lập của Thái Lan.
12 giờ trưa ngày 7 tháng 12, Terauchi báo tin cho đại sứ Nhật tại Bangkok chuẩn bị gặp thủ tướng Thái Lan Phibul để xin phép đưa quân Nhật từ Đông Dương vào Thái Lan để bảo vệ sườn phía tây và tây nam cho quân Nhật đóng tại Đông Dương. Và sau đó, mặc dù chưa nhận được tín hiệu trả lời từ phái Thái Lan, 3 giờ 30 phút sáng ngày 8 tháng 12, Terauchi ra lệnh cho các đơn vị quân Nhật đã sẵn sàng tại Campuchia tiến vào Thái Lan. Sáng ngày 8 tháng 12, sư đoàn cận vệ đi đầu vượt biên tiến vào Thái Lan trước sự ngỡ ngàng và bất lực của lực lượng biên phòng Thái. Rạng sang ngày 9 tháng 12, sư đoàn này đã tiến vào Bangkok. Một cánh quân khác từ đảo Phú Quốc đã đổ bộ lên vùng bờ biển Thái Lan, tiếp theo sau đó là một hạm đội nhỏ từ Vũng Tàu cũng kéo đến trợ lực. Ngày 11 tháng 12, quân đội Nhật Bản tiến sát biên giới Thái Lan-Miến Điện. Ngày 14 tháng 12, các điểm trọng yếu của Thái Lan đều bị quân Nhật chiếm lĩnh. Trong quá trình tiến quân, người Nhật chỉ gặp vài sự kháng cự lẻ tẻ, không đáng kể.
Ngày 21 tháng 12 năm 1941, chính phủ Thái Lan trước sự đe dọa của Nhật Bản đã phải ra tuyên bố liên minh với Đại Nhật Bản và tuyên chiến với Anh-Hoa Kỳ.

#### Đánh chiếm Hồng Kông và Mã Lai
Đầu tháng 12 năm 1941, kế hoạch tiến đánh Hồng Kông, lãnh địa của Anh tại Trung Quốc đã được phê chuẩn. Ngày 8 tháng 12, 38 sư đoàn Nhật Bản bắt đầu tấn công dọc theo sông Thâm Quyến. 18 ngày sau, ngày 25 tháng 12, Toàn quyền Hồng Kông Mark Young đã đầu hàng tướng Nhật Takaishi Sakai và Hồng Kông chính thức rơi vào tay Nhật Bản.
Trong khi đó, mục tiêu được coi là hàng đầu của Nhật Bản trong cuộc tiến quân xuống khu vực Đông Nam Á chính là bán đảo Mã Lai. Trước khi đổ bộ lên vùng bờ biển Mã Lai, quân Nhật phải trải qua một cuộc hành trình dài trên biển và phải liên tục chiến đấu cho đến khi chiếm được pháo đài của người Anh tại Singapore. Việc chiếm đóng miền Nam Đông Dương và Thái Lan được là bước đầu để Nhật tạo bàn đạp cho cuộc tấn công Mã Lai. 

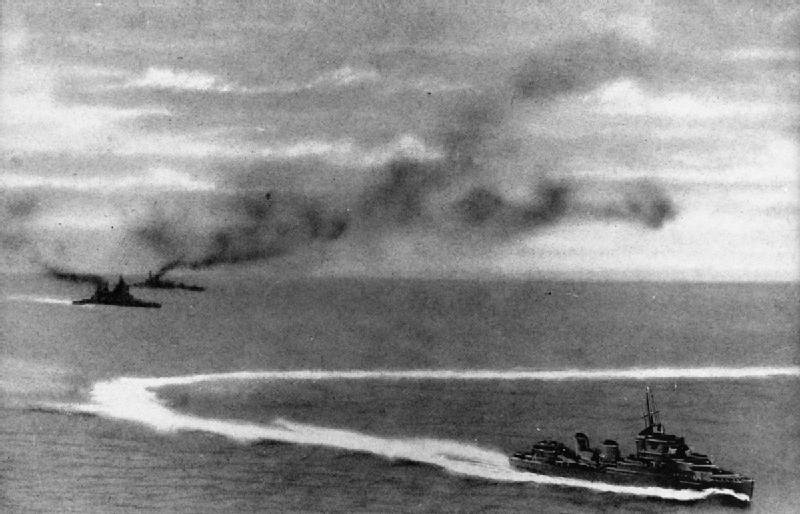
Prince of Wales (phía trước, bên trái) và Repulse (đằng sau, bên trái) đang bị các máy bay Nhật Bản tấn công.

Từ ngày 15 tháng 11 tức là 3 tuần trước khi phát động cuộc chiến tranh Thái Bình Dương, trung tướng Tomoyuki Yamashita, tư lệnh tập đoàn quân số 25 có nhiệm vụ tấn công Mã Lai và Singapore đã đến Sài Gòn để nhận chỉ thị trực tiếp từ thống chế Terauchi. Ngày 20 tháng 11, phương án tấn công Mã Lai đã được soạn thảo xong với các chi tiết. Lực lượng của tập đoàn quân 25 khoảng 70.000 người và tổng số máy bay được huy động cho cuộc tấn công Mã Lai là 799 chiếc, trong đó có 187 chiếc cất cánh từ tàu sân bay. Sáng ngày 4 tháng 12, đoàn tàu chở quân Nhật nhổ neo rời Cam Ranh và tiến về phía nam. Ngày 7 tháng 12, sau khi đã vào vịnh Thái Lan, đoàn tàu tách làm 3 nhóm để tiến đến 3 mục tiêu khác hau. Lực lượng chính gồm 14 hạm tàu thẳng tiến về phía Singora, nhóm thứ 2 gồm 3 chiếc tiến về Pattani (Thái Lan) và nhóm thứ ba cũng gồm 3 chiếc tiến tới thành phố Khota Baru thuộc Mã Lai.
Trận chiến tại Mã Lai chính thức bắt đầu từ lúc 1 giờ 30 phút ngày 8 tháng 12 khi quân Nhật đổ bộ lên Khota Baru. Tiếng súng đã bắt đầu sớm hơn ở Hawaii gần hai tiếng đồng hồ. 4:00 giờ sáng ngày hôm đó, 17 máy bay ném bom của Hải quân Đế quốc Nhật Bản đã oanh tạc Singapore làm 133 người chết. Cũng cùng thời gian đó, người Nhật đã chiếm xong sân bay đầu tiên của Anh ở Mã Lai.
Trưa ngày 8 tháng 12, đô đốc Anh Thomas Phillip đã dẫn lực lượng Z từ Singapore gồm 2 chiến hạm chủ lực HMS Prince of Wales, HMS Repulse cùng 4 khu trục hạm đến Mã Lai để tiêu diệt quân đổ bộ Nhật. Mặc dù hai chiến hạm này được xem là "không thể đánh chìm" nhưng đến ngày 10 tháng 12, 34 máy bay ném bom và 51 máy bay ném ngư lôi của Nhật từ căn cứ tại Sài Gòn đã tấn công và đánh chìm cả hai, đô đốc Phillip chết theo tàu. Chủ lực hạm đội Viễn Đông của Anh bị đánh chìm giúp quân Nhật nắm quyền khống chế, kiểm soát trên biển và cắt đứt đường tiếp viện cho quân Anh trên bộ.
Bị đánh chìm 2 chiến hạm chủ lực, hải quân Anh không còn đủ khả năng tấn công các tàu chở quân và vũ khí của Nhật. Với binh lính, vũ khí và quân nhu tiếp viện, người Nhật tiến công về phía nam. Xe đạp và xe tăng hạng nhẹ giúp quân Nhật vượt qua các khu rừng già một cách hữu hiệu và tiến nhanh như vào chỗ không người. Ngày 7 tháng 1 năm 1942, người Nhật đã chiếm được Kuala Lumpur và đến ngày 31 tháng 1, các lực lượng quân Úc và Ấn Độ không còn giữ nổi phòng tuyến đã phải rút về pháo đài Singapore. Khi lực lượng Đồng Minh cuối cùng đã rời Malaya, các kĩ sư đã cho đánh sập con đường nổi bắc ngang eo biển nối Johore và Singapore. Sau gần 2 tháng giao tranh, trận Mã Lai đã kết thúc với thắng lợi hoàn toàn của Nhật Bản và giờ đây mục tiêu tiếp theo là Singapore.

#### Singapore thất thủ
Singapore với diện tích chỉ hơn 600 km² nhưng lại là một pháo đài vững chắc của người Anh tại Đông Nam Á. Tại đây quân Anh có tới 85.000 quân, 54 đại pháo hải quân gắn trong pháo đài, 300 khẩu pháo, 200 xe tăng - xe bọc thép. Sau khi chiếm được Mã Lai, người Nhật đã cho ngừng tiến quân một thời gian để củng cố lại lực lượng và nghiên cứu cách đánh. Đến tối ngày 7 tháng 2, quân Nhật mới bắt đầu tấn công.
Đến ngày 11 tháng 2, quân Nhật đã chiếm được cao điểm Bukit Timah, đỉnh núi cao nhất ở phía bắc Singapore. Tuy nhiên, trong nội bộ quân Nhật lại xảy ra sự kình chống lẫn nhau giữa tướng Yamashita và nguyên soái Terauchi ở Sài Gòn nên tiếp liệu không dồi dào và đạn pháo đã gần cạn. Trước tình thế đó, Yamashita đã phải chơi đòn tâm lý chiến khi cho máy bay thả xuống khu vực quân Anh cố thủ một bức thư gọi hàng. Cuối cùng, vào chiều ngày 15 tháng 2, trung tướng Arthur Percival, tổng chỉ huy quân Anh tại Singapore đã mang cờ trắng đến gặp người Nhật và đồng ý ký vào văn kiện đầu hàng. Quyết định đầu hàng của tướng Arthur Percival đã đưa đến cuộc đầu hàng lớn nhất trong lịch sử của quân đội Anh và nó đã làm cho địa vị của nước Anh tại vùng Viễn Đông không còn như xưa.
Trong toàn chiến dịch Mã Lai, quân Nhật chịu thiệt hại 9.824 người chết, bị thương hoặc bị bệnh (bao gồm 1.714 chết). Quân Anh có khoảng 5.000 chết hoặc bị thương, và hơn 80.000 quân đã bị bắt làm tù binh, toàn bộ trang bị vũ khí của quân Anh bị phá hủy hoặc thu giữ. Tại Luân Đôn, sáng ngày 17 tháng 2, thủ tướng Anh Winston Churchill đã nói trước Quốc hội:
| “ | Hôm nay tôi nói chuyện với quý đại biểu trong một tình huống vô cùng đau đớn. Singapore đã thất thủ. Đây là một thảm bại của quân đội và đế quốc Anh. Một thảm bại lớn nhất trong lịch sử chúng ta" | ” |

#### Tấn công Philippines

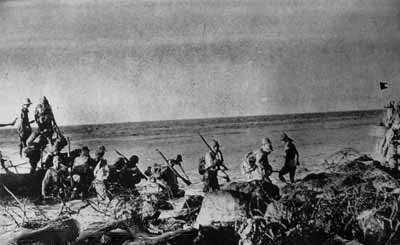
Lính Nhật đổ bộ lên Corregidor

Philippines khi đó là thuộc địa của Mỹ, là nơi đặt Bộ tổng tư lệnh quân đội Hoa Kỳ tại Viễn Đông dưới quyền đại tướng Douglas MacArthur. Tại đây, còn có nhiều căn cứ quân sự của người Mỹ như sân bay Clark, Iba, các căn cứ hải quân Cavite, Subic... Về phương diện chiến lược, Philippines là vòng cung phòng ngự từ xa của bờ phía tây lục địa Mỹ. Tại đây, quân Mỹ - Philippines có lực lượng khá mạnh: hơn 151.000 quân, 108 xe tăng và 277 máy bay (bao gồm 34 chiếc máy bay ném bom hạng nặng B-17) Kế hoạch đánh chiếm Philippines được giao cho trung tướng Masaharu Homma, một người đã từng tham gia Chiến tranh thế giới thứ nhất trên đất Pháp.
Ngày 1 tháng 12, tư lệnh chiến dịch đặt sở chỉ huy tại Đài Bắc đã nhận được bản kế hoạch tấn công của Tổng tư lệnh Đạo quân Phương Nam - thống chế Terauchi Hisaichi. Trưa ngày 8 tháng 12, người Nhật sử dụng 108 oanh tạc cơ và 75 máy bay A6M Zero tấn công sân bay Clark và một số sân bay khác. Không quân biển Đông Hoa Kỳ bị xóa sổ 70% lực lượng chỉ sau 45 phút không kích, số máy bay còn lại cũng bị tiêu diệt hết trong vài ngày sau đó (chỉ còn sót lại 14 chiếc B-17 đã bay thoát sang Úc). Không quân Mỹ bị tiêu diệt là tiền đề cho việc mất Philippines. Tiếp sau đó, quân Nhật đổ bộ lên Davao.
Ngày 10 tháng 12, quân Nhật đổ bộ lên chiếm một số bàn đạp ở Appari, Vigan, Laoar, Legapi đúng như kế hoạch. Tuy nhiên, khi tiến sâu vào Lingayen, quân Nhật bị chặn đánh dữ dội. Nhiều tàu chiến và tàu đổ bộ bị đánh chìm ở vịnh Lingayen. Cuộc tiến quân của người Nhật gặp nhiều khó khăn vì phải liên tục đổ bộ trên các đảo mà người Mỹ phòng thủ chặt chẽ. Đến ngày 22 tháng 12, quân Nhật chọc thủng được tuyến phòng ngự, tiến về Manila. Ngày 1 tháng 1 năm 1942, quân Nhật từ hai hướng Nam Bắc tiến về Manila. Đại tướng MacArthur lệnh cho các chỉ huy Bắc và Nam Luzon lui về cố thủ Bataan và bản thân ông cũng lui về pháo đài Corregidor.
Tại Bataan, tướng Homma mất 7.000 quân tử trận và 10.000 người khác chết vì bệnh tật. Hai lần xin thêm quân không được, trái lại thủ tướng Tojo còn tỏ vẻ bất bình. Ngày 10 tháng 3, tướng MacArthur được lệnh của Tổng thống Roosevelt rời Philippines sang Melbourne, Úc sau khi Tổng thống Philippines Manuel L. Quezon cũng đã rời nơi này. Tại Úc, ông đã có lời ước hẹn nổi tiếng: "I shall return" (Tôi sẽ trở lại). Ngày 2 tháng 4, hơn 65.000 quân Nhật với 100 đại bác bước vào chiến dịch cuối. Liên quân Mỹ-Philippines lúc này còn 78.000 người, nhưng chỉ có 27.000 là còn khả năng chiến đấu. Pháo binh và máy bay Nhật đã thiêu cháy tuyến phòng ngự cuối cùng. 9 giờ sáng ngày 9 tháng 4, 76.000 quân Mỹ-Philippines đầu hàng.
Quân Mỹ - Philipines tổn thất nặng trong chiến dịch này: 25.000 chết, 21.000 bị thương và khoảng 100.000 bị bắt. Chỉ còn sót lại mấy ngàn quân rút vào rừng tiếp tục đánh du kích. Philippines chính thức rơi vào tay Nhật.

#### Đánh chiếm miền Trung và Nam Thái Bình Dương
Cũng như các chiến trường khác, từ đầu tháng 12, Tư lệnh hạm đội Phương Nam của Nhật Bản đã nhận được chị thỉ kèm theo kế hoạch tấn công đánh chiếm các đảo đang nằm dưới quyền của các nước phương Tây tại Trung và Nam Thái Bình Dương.
Guam thuộc miền Trung Thái Bình Dương, cách Tokyo 1400 hải lý, trên đảo có một sân bay lớn. Cuộc tiến công đánh chiếm Guam được tiến hành vào sáng ngày 10 tháng 12 không hề gặp khó khăn gì vì lính Mỹ trên đảo nhanh chóng đầu hàng trước sự áp đảo về quân số của người Nhật.
Cũng trong ngày 10 tháng 12, Nhật Bản tiến công đảo Wake. Tuy nhiên, không như ở Guam, cuộc đổ bộ ở đây gặp khó khăn hơn rất nhiều khi bị hải pháo và máy bay Mỹ bắn phá dữ dội. Sau nhiều đợt tấn công, phải đến tận ngày 22 tháng 12, quân Nhật mới chiếm được đảo với tổn thất hơn 800 người và 2 khu trục hạm bị đánh chìm.
Rabaul là một hòn đảo lớn trên tuyến phòng ngự của Úc ở khu vực Nam Thái Bình Dương. Tuyến phòng ngự này gồm một chuỗi quần đảo chạy dài từ New Guinea qua quần đảo Bismarck đến quần đảo Solomon. Từ ngày 4 tháng 1 năm 1942, các máy bay Nhật Bản xuất phát từ hàng không mẫu hạm đã ném bom đánh phá Rabaul. Ngày 23 tháng 1, quân Nhật đổ bộ lên đảo và khoảng 1 tuần sau thì hoàn toàn chiếm được. Rabaul sau đó đã trở thành căn cứ lớn nhất của quân Nhật tại New Guinea.

#### Đánh chiếm Indonesia
Indonesia (trong Chiến tranh thế giới thứ hai được các nước phương Tây gọi là Đông Ấn thuộc Hà Lan) được xem là mục tiêu chính trong chính sách Đại Đông Á của Nhật Bản vì đây là phần đất có rất nhiều tài nguyên chiến lược, từ dầu mỏ, thiếc, bauxite, nikel,... đến mía đường, cao su, lúa gạo. Trước khi Chiến tranh Thái Bình Dương bùng nổ, lực lượng bảo vệ Indonesia hoàn toàn do người Hà Lan đảm nhiệm. Tuy nhiên, sau khi Nhật Bản đánh chiếm Mã Lai và Philippines, nhiều đơn vị quân đội Anh, Mỹ bị Nhật Bản đánh đuổi đã kéo về Indonesia cùng với quân Úc đến tăng viện đã tạo thành "lực lượng ABDA" (American, British, Dutch, Australian) dưới quyền đại tướng Archibald Wavell người Anh. Còn về phía Nhật Bản, họ đã huy động lực lượng hải, lục, không quân lớn nhất lớn nhất so với tất cả các chiến dịch khác ở Đông Nam Á và do đích thân thống chế tư lệnh Đạo quân Phương Nam Hisaichi Terauchi chỉ huy.
Từ đầu năm 1942, đảo Java đã bị cô lập khi quân nhảy dù Nhật đã đổ bộ lên đảo Sumatra (phía tây) và thủy quân lục chiến Nhật chiếm đảo Bali (phía đông). Lúc ấy, lại nổ ra cuộc tranh cãi về sách lược phòng thủ: đô đốc Mỹ Thomas C. Hart chủ trương phòng thủ ở bờ biển, đợi quân Nhật đổ bộ thì đánh. Còn tư lệnh phó, Conrad Helfrich người Hà Lan thỉ chủ trương dùng lực lượng hải quân phục kích tiêu diệt đoàn tàu Nhật trên đường đổ bộ. Sau đó, lần lượt đô đốc Hart, tư lệnh lực lượng hải quân rời Indonesia về Úc và đại tướng Wavell, tư lệnh lục quân thì đến Ấn Độ.
Ngày 18 tháng 2, một đoàn tàu gồm 56 tàu vận tải của Nhật xuất phát từ Cam Ranh tiến về phía nam. Ngoài khơi biển Đông, đoàn tàu này đã gặp đoàn chiếm hạm hộ tống khởi hành từ Cao Hùng (Đài Loan) gồm 1 tàu sân bay, 7 tàu tuần dương và 12 khu trục hạm. Cùng lúc đó, một hạm đội khác gồm 40 tàu vận tải do chuẩn đô đốc Tanaka được 18 chiến hạm dưới quyền phó đô đốc Takeo Takagi yểm trợ xuất phát từ cảng Davao (Philippines) cũng tiến về vùng biển Java tạo thành 2 gọng kìm tiến đánh Java từ hai phía đông bắc và tây bắc. Đây là cuộc chuyển quân lớn nhất trên biển kể từ khi Nhật Bản phát động cuộc Chiến tranh Thái Bình Dương.
Ngày 27 tháng 2, đã xảy ra trận hải chiến giữa hải quân Nhật Bản và hạm đội liên hợp 4 nước Đồng Minh Hà Lan, Hoa Kỳ, Anh và Úc tại vùng biển Java. Kết quả là Đồng Minh bị mất 2 tuần dương hạm và 3 khu trục hạm cùng tư lệnh hạm đội Karel Doorman, phía Nhật chỉ có 1 khu trục hạm bị thương. Đêm 28 tháng 2, rạng ngày 1 tháng 3, bắt đầu cuộc di tản của bộ máy chính quyền Hà Lan và Bộ tư lệnh Đồng Minh. Các chiến hạm cũng được lệnh di tản nhưng hầu hết đã bị hải quân và không quân Nhật đánh chìm, chỉ có 4 chiến hạm của Mỹ chạy thoát. Ngày 6 tháng 3, Batavia thất thủ. Ngày 9 tháng 3, Bộ tư lệnh quân đội Hà Lan tại Indonesia ra lệnh cho các lực lượng của mình hạ vũ khí đầu hàng và quân Nhật cũng hoàn tất việc chiếm đảo Java trong ngày này (trước đó Nhật đã chiếm đảo Timor ngày 20 tháng 2).

#### Chiến dịch Miến Điện
Miến Điện đối với Nhật Bản có một ý nghĩa quan trọng cả về mặt quân sự lẫn chính trị. Chiếm được Miến Điện, không chỉ cắt đứt con đường phương Tây vận chuyển cho Tưởng Giới Thạch mà còn mở ra con đường cắt đứt Ấn Độ với Anh.
Để chuẩn bị tiến công, tập đoàn quân 15 Nhật Bản đã được đưa đến Thái Lan, tiếp giáp với Miến Điện ở phía nam. Ngày 16 tháng 12 năm 1941, quân Nhật đánh chiếm Victoria Point là căn cứ không quân của Anh. Thủ đô Rangoon đã bị máy bay Nhật Bản ném bom tàn phá trong hai ngày, 23 và 25 tháng 12.
Ngày 15 tháng 1 năm 1942, sư đoàn bộ binh số 55 của Nhật vượt biên giới Thái-Miến. Người Anh đã cho một sư đoàn quân Ấn sang tăng viện Miến Điện còn Trung Quốc cũng đưa một đội viễn chinh hơn 100.000 người vào miền Bắc nước này. Tuy nhiên, đến ngày 8 tháng 3, quân Nhật đã chiếm được Rangoon, xem như đã chiếm đóng toàn bộ miền nam Miến Điện.
Ngày 26 tháng 3, Nhật Bản mở màn cuộc tấn công miền Trung Miến Điện. Từ đầu tháng 4, họ chuyển sang đánh chiếm miền Bắc. Ngày 21 tháng 4, sư đoàn 38 của Tưởng Giới Thạch rút chạy về Trùng Khánh. Trong khi đó, người Anh cũng lui về bảo vệ đường biên giới Ấn Độ. Ngày 30 tháng 4, người Nhật đã tiến vào Mandaley, cố đô Miến Điện. Mandaley thất thủ ngày 2 tháng 5. Ngày 8 tháng 5, thành phố Myitkina ở cực Bắc bị chiếm, chặn đường thông cuối cùng sang Trung Quốc, buộc tướng Mỹ Joseph Stilwell chỉ huy cánh quân Trung Quốc phải chạy sang Ấn Độ.
Sau hơn 5 tháng, toàn bộ Miến Điện và một phần tỉnh Vân Nam đã lọt vào tay người Nhật. Phía Đồng Minh có thương vong 13.000 người trong tổng số 70.000 ban đầu. Phía Nhật trong số 70.000 quân của tập đoàn quân 15, tổn thất khoảng 4.500 người.

#### ABDA
Ngày 1 tháng 1 năm 1942, tại Washington D.C, 26 quốc gia đã ký Tuyên ngôn Liên Hiệp các quốc gia, đánh dấu việc hình thành mặt trận Đồng Minh chống phát xít trên toàn thế giới. Ngay sau đó, đại tướng Anh Archibald Wavell đã được bổ nhiệm làm tổng tư lệnh liên quân Hoa Kỳ-Anh-Hà Lan-Úc (ABDACOM) cho toàn vùng Đông Nam Á. Phạm vi mà Wavell phải kiểm soát và phòng thủ trước quân Nhật bao gồm từ Miến Điện đến Philippines, phía bắc Úc. Những khu vực khác, như Ấn Độ, Hawaii và phần còn lại của nước Úc vẫn nằm dưới sự chỉ huy của các chính quyền địa phương. Ngày 15 tháng 1, Wavell đã đến Bandung tại Java để chính thức chỉ huy ABDACOM.
Sau khi Mã Lai và Singapore thất thủ, sự kháng cự của quân Đồng Minh đã tan rã nhanh chóng và "khu vực ABDA " đã phải chia làm 2. Sau đó, các lực lượng khối ABDA đã rút về phòng thủ Indonesia dưới quyền chỉ huy chung của tướng Wavell. Tư lệnh lục quân là Toàn quyền Hà Lan ở Indonesia, tư lệnh không quân là người Mỹ. Còn về hải quân, tư lệnh là đô đốc Thomas C. Hart người Mỹ và phó tư lệnh là đô đốc Conrad Helfrich người Hà Lan.
Tuy nhiên, vào ngày 14 tháng 2, đô đốc Hart rời chỉ huy sở ở Bandung và giao quyền lại cho tư lệnh phó. Wavell từ chức tổng tư lệnh ABDACOM vào ngày 25 tháng 2, chuyển giao quyền chỉ huy Khu vực ABDA lại cho các tư lệnh địa phương rồi trở về Ấn Độ làm tổng tư lệnh các lực lượng quân Anh tại đây. Chức vụ tổng tư lệnh được giao lại cho viên Toàn quyền người Hà Lan.
Ngày 27 tháng 2, trong trận hải chiến biển Java, hạm đội hỗn hợp của 4 nước Đồng Minh đã bị hạm đội Nhật đánh bại. Một trong những nguyên nhân thất bại có thể kể đến là 15 chiến hạm của hạm đội ABDA thuộc 4 quốc tịch khác nhau, được huấn luyện theo 4 nguyên tắc kĩ thuật và chiến thuật khác nhau, đồng thời còn không có ký hiệu mật mã chung nên đã không có sự phối hợp tốt với nhau. Sau thất bại này, ABDA xem như tan rã.
Để thay thế cho ABDA, ngày 17 tháng 3, Hoa Kỳ đã cho thành lập Bộ tổng tư lệnh Tây Thái Bình Dương với phạm vi hoạt động bao gồm Úc và New Guinea và người chỉ huy là tướng Douglas MacArthur. Sau đó Bộ tổng tư lệnh Trung tâm Thái Bình Dương cũng ra đời và chỉ huy trưởng là đô đốc Chester Nimitz. Ngày 1 tháng 4, Hội đồng Chiến tranh Thái Bình Dương đã được thành lập tại Washington do tổng thống Mỹ Franklin D. Roosevelt đứng đầu, cố vấn Harry Hopkins và đại diện của các nước Anh, Trung Quốc, Úc, Hà Lan, New Zealand và Canada. Đại diện của Ấn Độ và Philippines được thêm vào sau đó.

#### Tiến vào Ấn Độ Dương

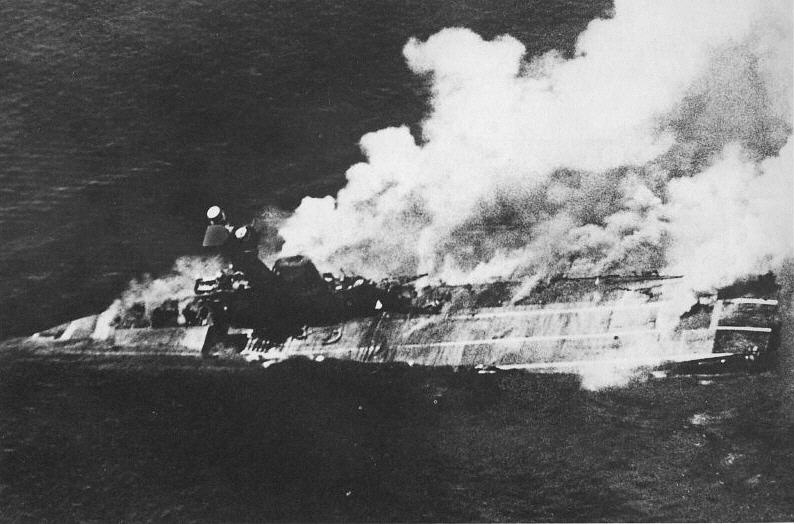
Tàu sân bay Hermes của Anh bị máy bay Nhật đánh chìm vào ngày 9 tháng 4 năm 1942.

Sau khi thất trận ở Mã Lai, hải quân Anh rút về vịnh Trincomalee ở Ceylon. Đô đốc James Somerville được cử làm tư lệnh hải quân bảo vệ Ấn Độ Dương với lực lượng 3 hàng không mẫu hạm, 5 thiết giáp hạm, khoảng 8 tuần dương hạm và 15 khu trục hạm.
Đầu tháng 4 năm 1942, hạm đội hùng hậu của hải quân Nhật mà chủ lực là 6 hàng không mẫu hạm do phó đô đốc Chuichi Nagumo đã rời Singapore tiến về Ấn Độ với nhiệm vụ tiêu diệt Hạm đội Phương Đông và căn cứ Trincomalee của Anh. Đô đốc Somerville quyết định rút chạy về Đông Phi, không giao chiến, bất chấp sự dè bỉu của các sĩ quan dưới quyền. Đây là lần đầu tiên trong 100 năm qua, hải quân Anh từ chối giao chiến. Sở dĩ Somerville phải lựa chọn giải pháp này vì nếu hạm đội Phương Đông của Anh bị phá hủy, Nhật Bản bất cứ lúc nào cũng có thể đổ bộ lên Ấn Độ, phong tỏa Úc và đe dọa tuyến hàng hải Keptown-Suez. Còn nếu rút lui sẽ bảo toàn được lực lượng, đợi ngày phản công.
Trong suốt hơn một tuần đầu của tháng 4, hạm đội Nhật đã càn quét khắp Ấn Độ Dương, đánh chìm nhiều chiến hạm Anh, trong đó có tàu sân bay hạng nhẹ HMS Hermes, 2 tuần dương hạm hạng nặng, 2 khu trục hạm, 1 tàu vận tải có vũ trang và 23 tàu vận tải chở khoảng 112.000 tấn hàng hóa của người Anh đang trên đường đến tiếp tế cho Miến Điện, Quân Nhật chỉ tổn thất khoảng 20 máy bay. Tuy nhiên, mục tiêu ban đầu đã không đạt được: tiêu diệt toàn bộ hạm đội Phương Đông của Anh. Đây cũng là trận đánh thành công cuối cùng của hạm đội Nagumo.

#### Uy hiếp châu Úc
Trước thắng lợi thần tốc của Nhật Bản tại Đông Nam Á, nước Úc giờ đây đứng trước nguy cơ bị xâm lược. Ngày 19 tháng 2, không quân Nhật đã cho oanh tạc thành phố Darwin, giết chết ít nhất 243 người. Ngày 12 tháng 3, thủ tướng Nhật Hideki Tojo phát biểu trước Quốc hội:
| “ | Australia và New Zealand hiện đang nằm trong tầm tay của quân đội đế quốc Nhật. Nếu chính phủ Australia vẫn không thay đổi chính sách đối ngoại thì họ sẽ phải chịu chung số phận với Indonesia". | ” |
|   | |   |

Trước tình hình đó, ngày 15 tháng 3, thủ tướng Úc John Curtin đã phải kêu gọi Hoa Kỳ "nên giúp Úc phòng thủ trước khi quá muộn"." Để đối phó với đà tiến của người Nhật, các nước Đồng Minh đã quyết định thiết lập một vành đai phòng thủ kéo dài từ quần đảo Aleutian (Bắc Thái Bình Dương) đến tận châu Úc, đi qua Hawaii, đảo Midway. Bộ tư lệnh Tây Thái Bình Dương được đặt ở Melbourne do đại tướng Douglas MacArthur chỉ huy. Hải quân Hoa Kỳ cũng gửi sang đây 3 tàu sân bay và hải quân hai nước Mỹ - Úc quyết tâm không cho người Nhật tiến vào lãnh hải Úc.

#### Tổng kết giai đoạn đầu
Suốt 5 tháng kể từ ngày nổ ra cuộc Chiến tranh Thái Bình Dương, quân đội Nhật Bản đã đánh chiếm được tất cả các thuộc địa của Anh, Mỹ, Pháp, Hà Lan ở vùng Đông Nam Á và một số hòn đảo quan trọng trên Thái Bình Dương mà không vấp phải sự kháng cự đáng kể nào. Toàn bộ vùng Nhật Bản chiếm được rộng 3,8 triệu km² với 150 triệu dân. Còn nếu tính cả các vùng chiếm được ở Trung Quốc thì diện tích lên đến 7 triệu km² với số dân khoảng 500 triệu người. Nhật Bản giờ đây đã nắm trong tay những nguyên liệu chiến lược mà họ rất cần - dầu hỏa, cao su, thiếc, tungsten, crôm, mangan và lúa gạo - ngoại trừ sắt.
Quân đội Nhật thu được hàng loạt chiến thắng lớn. Trên biển, họ đã tiêu diệt tổng cộng 7 thiết giáp hạm hoặc tàu chiến - tuần dương, 2 tàu sân bay, vài tàu tuần dương, nhiều tàu khu trục, tàu ngầm và hàng chục tàu vận tải. Trên bộ, họ đã tiêu diệt hoặc bắt làm tù binh gần 400.000 binh sỹ Mỹ - Anh - Hà Lan, phá hủy hoặc thu giữ vài trăm máy bay, khoảng 1.000 xe tăng - thiết giáp và hàng ngàn xe cơ giới các loại. Quân đội Thiên Hoàng để có được thành quả trên chỉ bị mất 15.000 người tử trận, 400 máy bay, 5 khu trục hạm và 12 tàu ngầm, trong khi phương án tác chiến ban đầu của Nhật Bản dự trù phải hi sinh 1/3 lực lượng hải quân. Thắng lợi của Nhật Bản trong giai đoạn đầu của cuộc chiến tranh phần lớn là do không quân và hải quân, bởi vì Nhật chỉ điều động khoảng 11 sư đoàn lục quân (khoảng 200.000 người) để tấn công Philippines, Mã Lai, Miến Điện và Nam Dương, trong khi 70% lục quân Nhật (khoảng 37 sư đoàn) còn đang ở Trung Hoa đại lục. Một trong những nguyên nhân chủ yếu làm cho quân Nhật thắng lớn trong giai đoạn đầu là do sự mất cảnh giác, không chuẩn bị đầy đủ và thiếu kiên quyết của phía Mỹ, Anh chống lại cuộc tấn công của quân Nhật. Sự thất bại của những người da trắng ở châu Á còn làm tổn hại uy thế của họ một cách trầm trọng.
Sau đó, giữa Lục quân và Hải quân Nhật lại có 2 quan điểm chiến lược khác nhau. Tổng tham mưu trưởng lục quân Hajime Sugiyama đề nghị củng cố vững chắc các vùng lãnh thổ đã chiếm được, buộc Anh-Mỹ phải đưa ra các điều kiện hòa bình hoặc giành thế chủ động cho người Nhật nếu chiến tranh tiếp diễn. Trong khi đó, tổng tham mưu trưởng hải quân Nagano Osami lại cho rằng cần phải liên tục tấn công để giữ kẻ địch luôn ở tư thế phòng thủ, tiến hành các chiến dịch đánh chiếm Úc, Ấn Độ, Hawaii hoặc các căn cứ quan trọng khác trên Thái Bình Dương hay Ấn Độ Dương. Đó sẽ là vành đai phòng thủ từ xa của Nhật Bản.
Ngày 25 tháng 3, đô đốc Yammamoto đưa ra kế hoạch đánh chiếm đảo Midway ở trung tâm Thái Bình Dương và quần đảo Aleutian ở phía bắc Thái Bình Dương. Theo ông, đây là cách tốt nhất để ngăn ngừa một cuộc tấn công bất ngờ của hạm đội Thái Bình Dương Hoa Kỳ vào chính quốc Nhật Bản nhưng kế hoạch này của ông đã không được tán thành trong bộ tổng tham mưu. Một phương án khác được nhiều người ủng hộ hơn là kế hoạch FS (từ Fiji đến Samoa), theo đó người Nhật sẽ đánh chiếm 3 quần đảo ở phía đông bắc Úc là Samoa, Fiji và New Caledonia nhằm cắt đứt tuyến giao thông từ Mỹ đến Úc.

#### Đòn phản kích của Đồng Minh

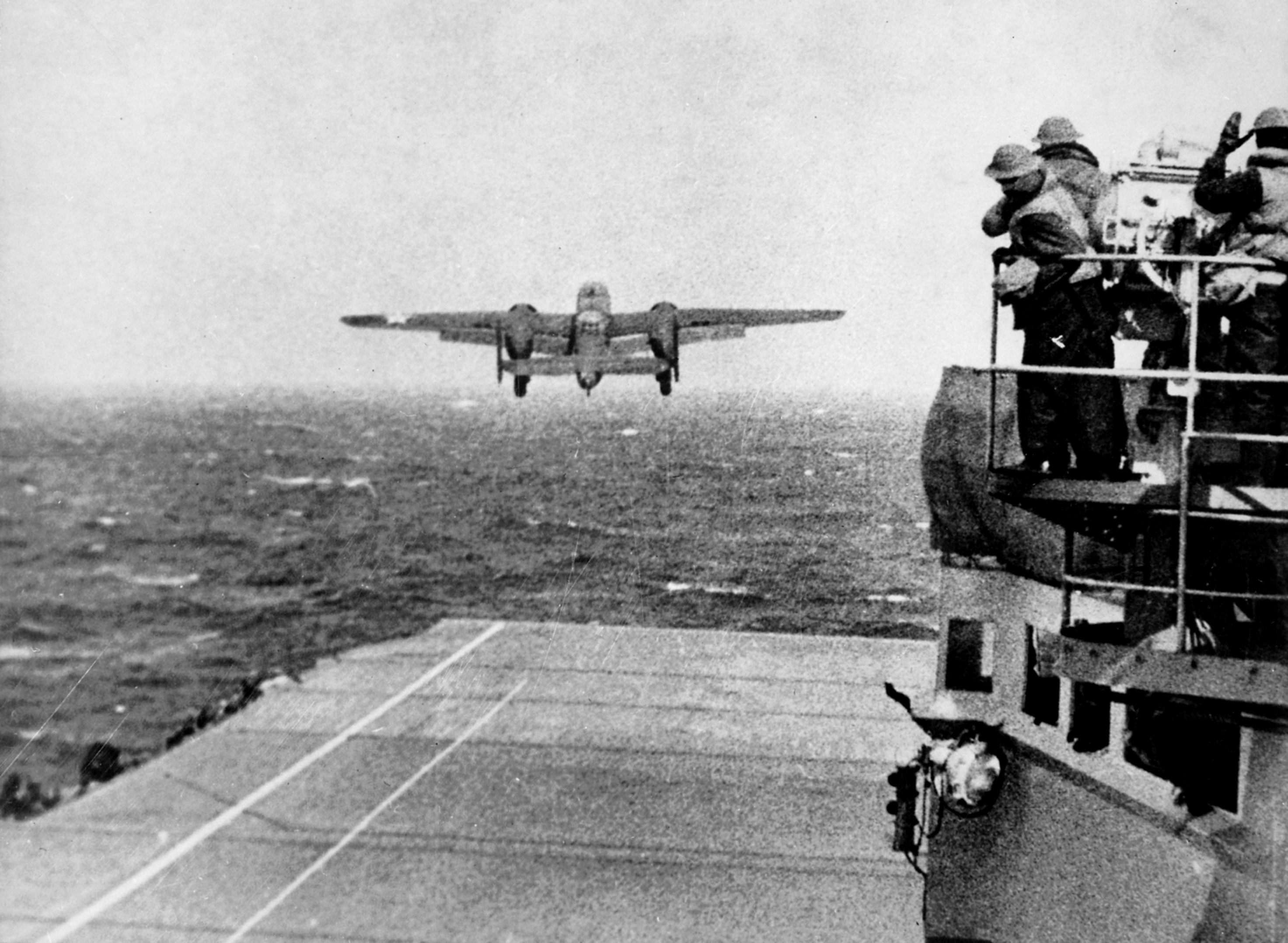
Một oanh tạc cơ B-25 đang cất cánh từ hàng không mẫu hạm USS Hornet để thực hiện cuộc ném bom xuống Nhật Bản

Mặc dù yếu đi một cách đáng kể do trận Trân Châu cảng, hải quân Hoa Kỳ chỉ mất 2 tháng để phản công khi lần lượt ném bom quần đảo Gilbert và Marshall, đảo Wake (ngày 24 tháng 2) và quần đảo Marcus cách Tokyo 1.500 km (ngày 4 tháng 3). Ngày 10 tháng 3, các máy bay Mỹ lại ném bom các căn cứ Nhật ở Lae, Salamoa và New Guinea, đánh chìm 1 tuần dương hạm hạng nhẹ, một tàu vớt mìn và một tàu chở hàng.
Sau đó, vì những thất bại liên tiếp trên chiến trường, chính phủ Hoa Kỳ muốn có một đòn phản kích đánh vào lãnh thổ Nhật Bản nhằm trấn an dư luận và gây tiếng vang khích lệ tinh thần. Nhiệm vụ được đặt ra là một cuộc ném bom bất ngờ và mạo hiểm vào thủ đô Tokyo của Nhật Bản. Phi đoàn được giao nhiệm vụ là phi đoàn của đại tá James H. Doolittle bao gồm 16 máy bay ném bom hạng trung B-25 Mitchell.
Hàng không mẫu hạm USS Hornet chở theo phi đoàn Doolittle đã bí mật tiến sát vào lãnh hải Nhật Bản. Giữa trưa ngày 18 tháng 4, phi đoàn này đã xuất hiện trên bầu trời Tokyo và thực hiện cuộc oanh tạc mà không một máy bay nào bị hỏa lực phòng không bắn hạ. Cuộc ném bom không gây thiệt hại nhiều về vật chất nhưng đã làm chấn động tâm lý giới lãnh đạo quân sự Nhật và góp phần giúp quan điểm chiến lược của hải quân thắng thế. Giờ đây, kế hoạch đánh chiếm đảo Midway và quần đảo Aleut của Yamamoto đã được bộ thống soái tối cao phê chuẩn. Thêm vào đó, một kế hoạch khác mang mật danh "Chiến dịch MO" nhằm đánh chiếm cảng Moresby tại New Guinea sẽ được thực hiện tại vùng biển Coral ở phía nam Thái Bình Dương.
Tại Madagascar, thuộc địa của Pháp ở Ấn Độ Dương, vào ngày 5 tháng 5, quân Anh tiến hành đổ bộ lên Diego-Suarez, căn cứ hải quân phía bắc đảo này. Chiến sự tại đây kết thúc vào đầu tháng 11 với thắng lợi thuộc về Đồng Minh. Trong khi đó, một số lực lượng Úc và Hà Lan khác đã cùng dân thường thực hiện cuộc chiến tranh du kích chống quân Nhật tại vùng Timor từ ngày 19 tháng 2 năm 1942 và kéo dài khoảng một năm sau đó.

#### Hải chiến biển Coral

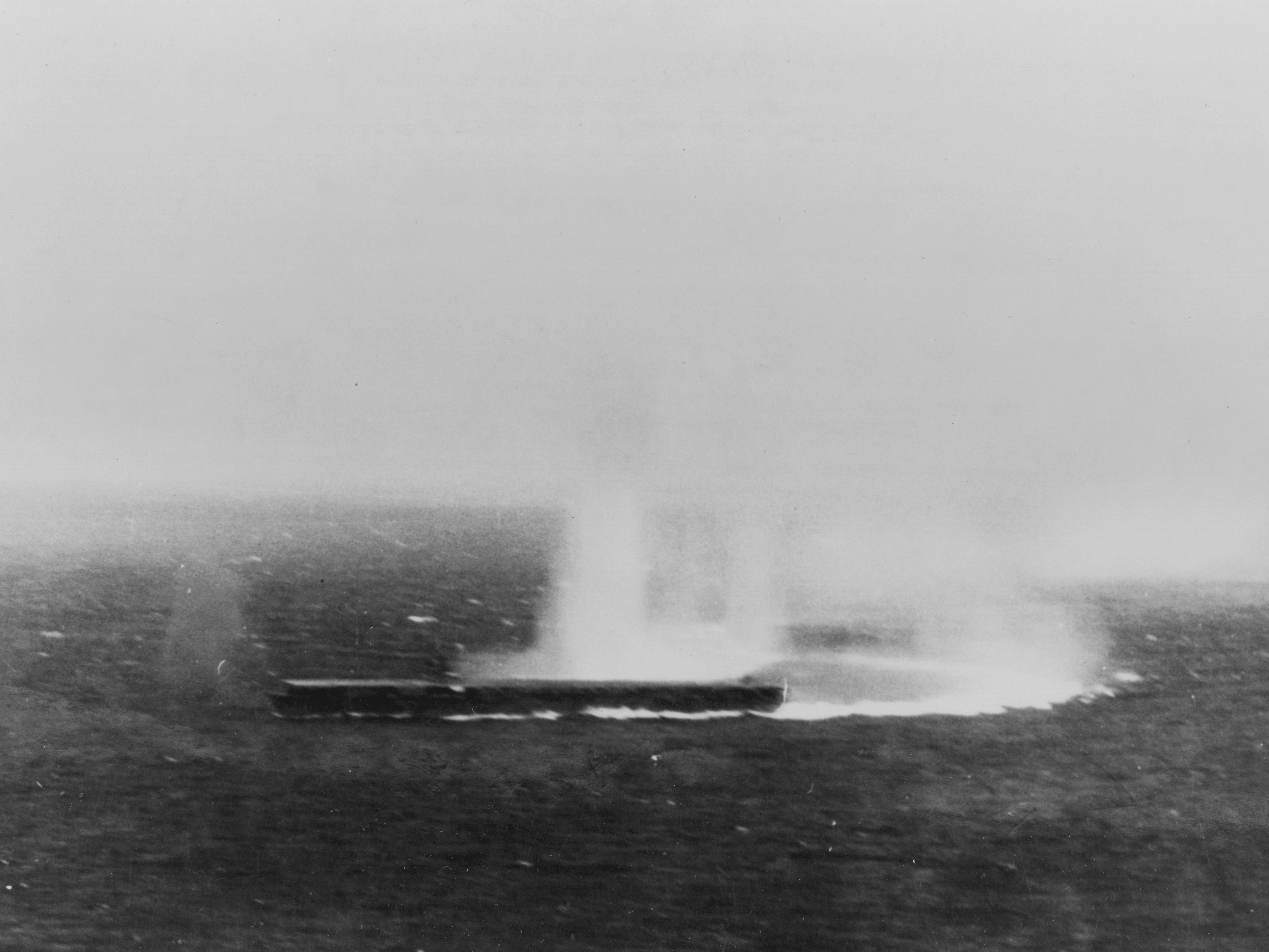
Hàng không mẫu hạm Shōkaku đang bị các máy bay xuất phát từ Yortown tấn công vào sáng ngày 8 tháng 5

Đầu tháng 5 năm 1942, "Chiến dịch MO" do phó đô đốc Shigeyoshi Inoue chỉ huy bắt đầu được thực hiện nhằm đánh chiếm cảng Moresby tại New Guinea. Nếu chiếm được cảng này, Nhật Bản sẽ kiểm soát được vùng biển phía bắc nước Úc và đặt nước này vào tình thế nguy hiểm. Quân Nhật dự tính chiếm Tulagi ở phía nam quần đảo Solomon và bao vây bằng nột phân hạm đội mũi Đông của New Guinea để chiếm Moresby. Cuộc đổ bộ ở Tulagi của quân Nhật không gặp sự đối kháng vào ngày 3 tháng 5
Ngày 4 tháng 5, từ quân cảng Rabaul, lực lượng đánh chiếm Moresby bí mật xuất phát bao gồm 14 chuyển vận hạm, 1 hàng không mẫu hạm nhẹ, 5 tuần dương hạm và 7 khu trục hạm. Tuy nhiên, không may cho người Nhật, người Mỹ đã giải mã được các mật mã của hải quân Nhật nên đô đốc Chester Nimitz đã điều hàng không mẫu hạm USS Lexington, dưới quyền đô đốc Frank Jack Fletcher, để cùng hàng không mẫu hạm USS Yorktown và các lực lượng hải quân Mỹ-Úc ngăn chặn bước tiến quân Nhật tại vùng biển Coral.
Trong hai ngày 7 và 8 tháng 5, đã xảy ra trận hải chiến tại vùng biển Coral. Sáng ngày 7 tháng 5, các máy bay Nhật xuất phát từ hàng không mẫu hạm đã đánh chìm một tàu chở dầu và một khu trục hạm Hoa Kỳ. Sau đó, trong đợt tấn công của mình, các máy bay Mỹ đã đánh chìm hàng không mẫu hạm hạng nhẹ Shōhō của Nhật. Ngày tiếp theo, các máy bay Nhật đã đánh chìm tàu sân bay USS Lexington và đánh hỏng nặng USS Yorktown, trong khi về phía Nhật, tàu sân bay Shōkaku bị đánh hỏng nặng, phải quay về Nhật để sửa chữa.
Do tổn thất quá nhiều máy bay, lực lượng đánh chiếm Moresby không còn được yểm trợ về không lực đã phải rút về Rabaul. Kết thúc trận hải chiến này, Nhật Bản giành thắng lợi về chiến thuật nhưng về mặt chiến lược, họ đã thất bại trong nỗ lực đổ bộ lên phía nam New Guinea. Lần đầu tiên kể từ trận Trân Châu cảng, một cuộc tấn công của Nhật Bản đã bị đánh bại. Với kết quả đó, Đồng Minh đã phần nào lấy lại thế chủ động và tình hình chiến lược Thái Bình Dương bắt đầu có sự đổi chiều bất lợi cho người Nhật.

## Bước ngoặt Midway và Guadalcanal

### Trận Midway

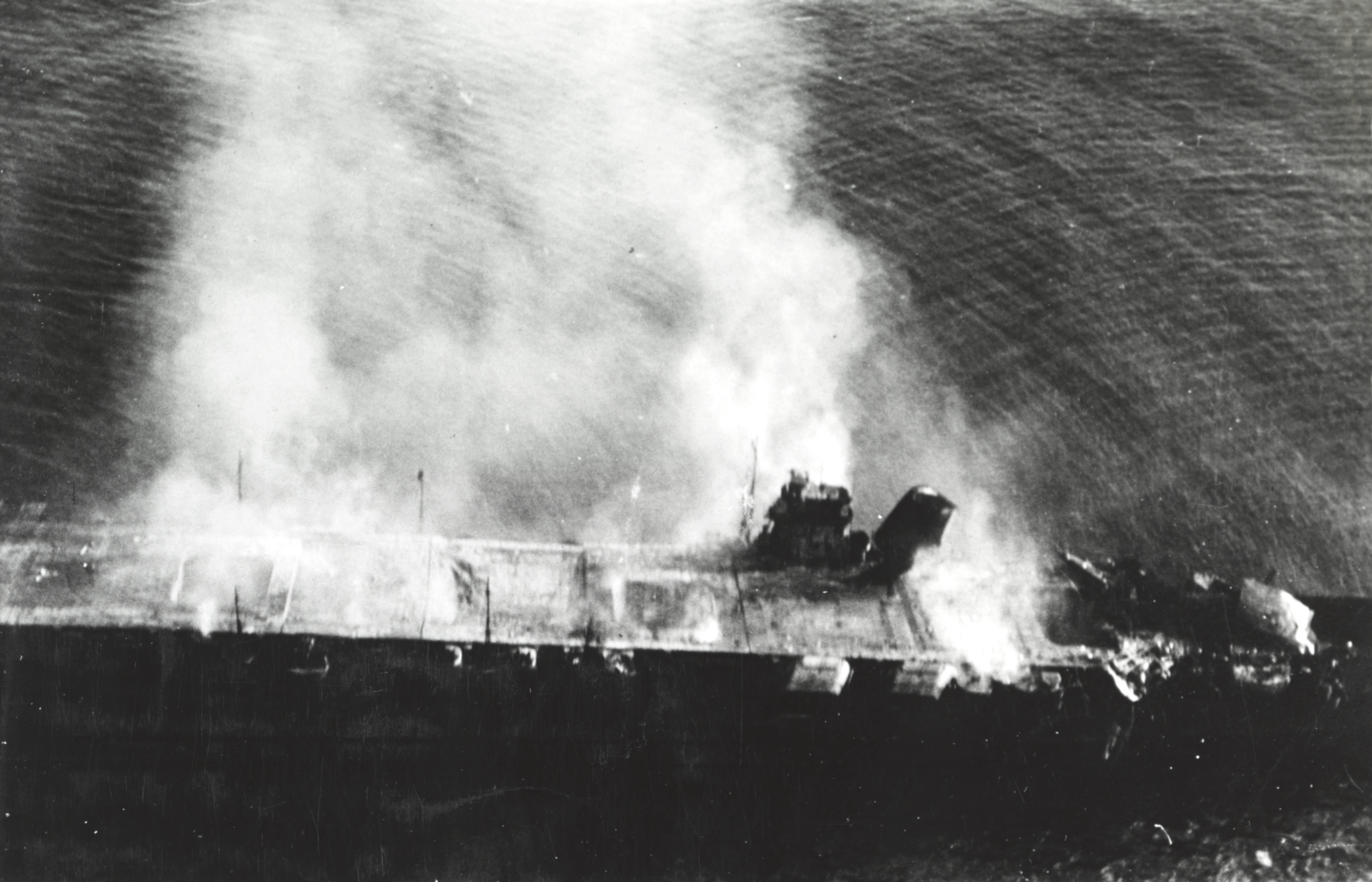
Hiryū đang bốc cháy dữ dội và chuẩn bị chìm sau khi chịu đợt oanh kích của các máy bay Mỹ

Đảo Midway là một đảo san hô nằm ở phía bắc Thái Bình Dương và có vị trí chiến lược vô cùng quan trọng vì nằm giữa con đường hàng hải Thái Bình Dương từ Hoa Kỳ sang Châu Á. Theo kế hoạch của đô đốc Yamamoto Isoroku, cuộc tấn công của người Nhật vào Midway, kết hợp với một cuộc tấn công khác tại quần đảo Aleutian ở Alaska, nhằm mở rộng quyền kiểm soát của Nhật Bản trên Thái Bình Dương. Ngoài ra, ông còn muốn tiêu diệt Hạm đội Thái Bình Dương Hoa Kỳ mà quan trọng nhất là các hàng không mẫu hạm đang ngày càng trở thành mối đe dọa với Nhật.
Toàn bộ lực lượng hải quân Nhật được huy động vào việc đánh chiếm Aleutian và Midway có đến 8 hàng không mẫu hạm, 11 thiết giáp hạm, 23 tuần dương hạm, 65 khu trục hạm, 21 tàu ngầm và 83 tàu phục vụ chiến đấu. Tổng số máy bay tham gia trong Lực lượng đột kích của Nagumo là 261 chiếc bao gồm 84 máy bay ném bom bổ nhào, 93 máy bay phóng ngư lôi và 84 chiến đấu cơ Zero. Đây là đợt ra quân lớn nhất của hải quân đế quốc Nhật Bản trong cuộc Chiến tranh Thái Bình Dương.
Trong khi đó, nhờ tiếp tục giải mã được công điện của hải quân Nhật, đô đốc Nimitz và bộ tham mưu của ông đã đoán định chính xác toàn bộ kế hoạch đánh chiếm Midway của người Nhật. Ngày 20 tháng 5, ông đã đến Midway để xem xét việc bố phòng và tăng cường thêm máy bay cho đảo. Tại Trân Châu cảng, Lực lượng đặc nhiệm 16 của chuẩn đô đốc Raymond A.Spruance chỉ huy gồm 2 hàng không mẫu hạm Enterprise và Hornet, 6 tuần dương hạm và 11 khu trục hạm bắt đầu rời căn cứ ngày 29 tháng 5 hướng về Midway. Sau đó, Nimitz còn cho gọi thêm Lực lượng đặc nhiệm 17 của chuẩn đô đốc Fletcher gồm hàng không mẫu hạm USS Yorktown, 2 tuần dương hạm và 6 khu trục hạm từ vùng biển Coral trở về nhận nhiệm vụ mới.
6 giờ sáng ngày 3 tháng 6, máy bay trinh sát PBY Catalina đã phát hiện ra hạm đội Nhật đang trên đường đến Midway. Sáng ngày 4 tháng 6, phó đô đốc Chuichi Nagumo cho 108 máy bay xuất kích tấn công Midway. Nhưng do đã chuẩn bị trước, các máy bay Mỹ đều kịp thời cất cánh để chống trả khiến quân Nhật không đạt được kết quả như mong muốn. Sau đó, các máy bay Mỹ xuất phát từ các hàng không mẫu hạm bắt đầu tấn công hạm đội Nhật nhưng cả ba đợt tấn công bằng máy bay ném ngư lôi đều bị đập tan, 35 trong tổng số 41 máy bay phóng ngư lôi và 6 chiến đấu cơ đã bị các chiến đấu cơ Zero của Nhật bắn hạ. Phía Nhật vì thế dự đoán phía Mỹ sẽ không thể tấn công nữa mà còn phải củng cố lực lượng.
Vào lúc 10 giờ, Nagumo hạ lệnh chuẩn bị tấn công. Các máy bay phóng ngư lôi được đưa lên sàn tàu trước, các chiến đấu cơ xếp phía sau và được khẩn trương tiếp thêm xăng dầu. Bất ngờ vào lúc ấy, một phi đội gồm 37 máy bay ném bom bổ nhào SBD Dauntless xuất phát từ hàng không mẫu hạm Enterprise tình cờ phát hiện 4 hàng không mẫu hạm Nhật đã lao xuống tấn công. Các máy bay tiêm kích Nhật khi đó đang bận đánh chặn tốp máy bay ném ngư lôi nên không kịp ngăn chặn. Kết quả là sau 20 phút, Nagumo đã mất 3 trên 4 hàng không mẫu hạm của mình là Sōryū, Kaga và Akagi.
Là hàng không mẫu hạm duy nhất của Nhật còn sót lại, chiếc Hiryū do chuẩn đô đốc Tamon Yamaguchi chỉ huy đã nhanh chóng mở cuộc tấn công vào hàng không mẫu hạm Yorktown của Mỹ và gây hư hại nặng cho nó. Tuy nhiên đến chiều ngày hôm đó, Hiryū đã bị tấn công và đánh chìm bởi máy bay từ hàng không mẫu hạm Enterprise. Ngày 6 tháng 6, một chiếc tàu ngầm Nhật Bản phát hiện thấy Yorktown và khu trục hạm USS Hammann đã phóng ngư lôi đánh chìm cả hai. Trong ngày này, hải quân Nhật còn tiếp tục mất thêm một tuần dương hạm hạng nặng.
Sau khi nghe tin 4 hàng không mẫu hạm bị đánh chìm, ngày 5 tháng 6, Yammamoto hạ lệnh bỏ kế hoạch đánh chiếm Midway. Quân Nhật thảm bại nặng nề: 4 hàng không mẫu hạm, 1 tuần dương hạm bị đánh chìm, cộng thêm 248 máy bay. Phía Mỹ chỉ mất 1 hàng không mẫu hạm, 1 khu trục hạm và 147 máy bay. Qua trận đánh này, không chỉ mất đi sức mạnh không hạm đội, người Nhật còn mất cả những phi công hải quân được huấn luyện tốt nhất. Đây cũng là trận đánh đánh dấu lần thất bại đầu tiên của hải quân Nhật trong lịch sử cận đại, tin thất trận nặng nề này bị bộ chỉ huy tối cao Nhật giấu nhẹm, không cho dân chúng biết. Trận Midway do đó được xem là bước ngoặt của cuộc chiến tranh Thái Bình Dương.

### Chiến dịch Guadalcanal

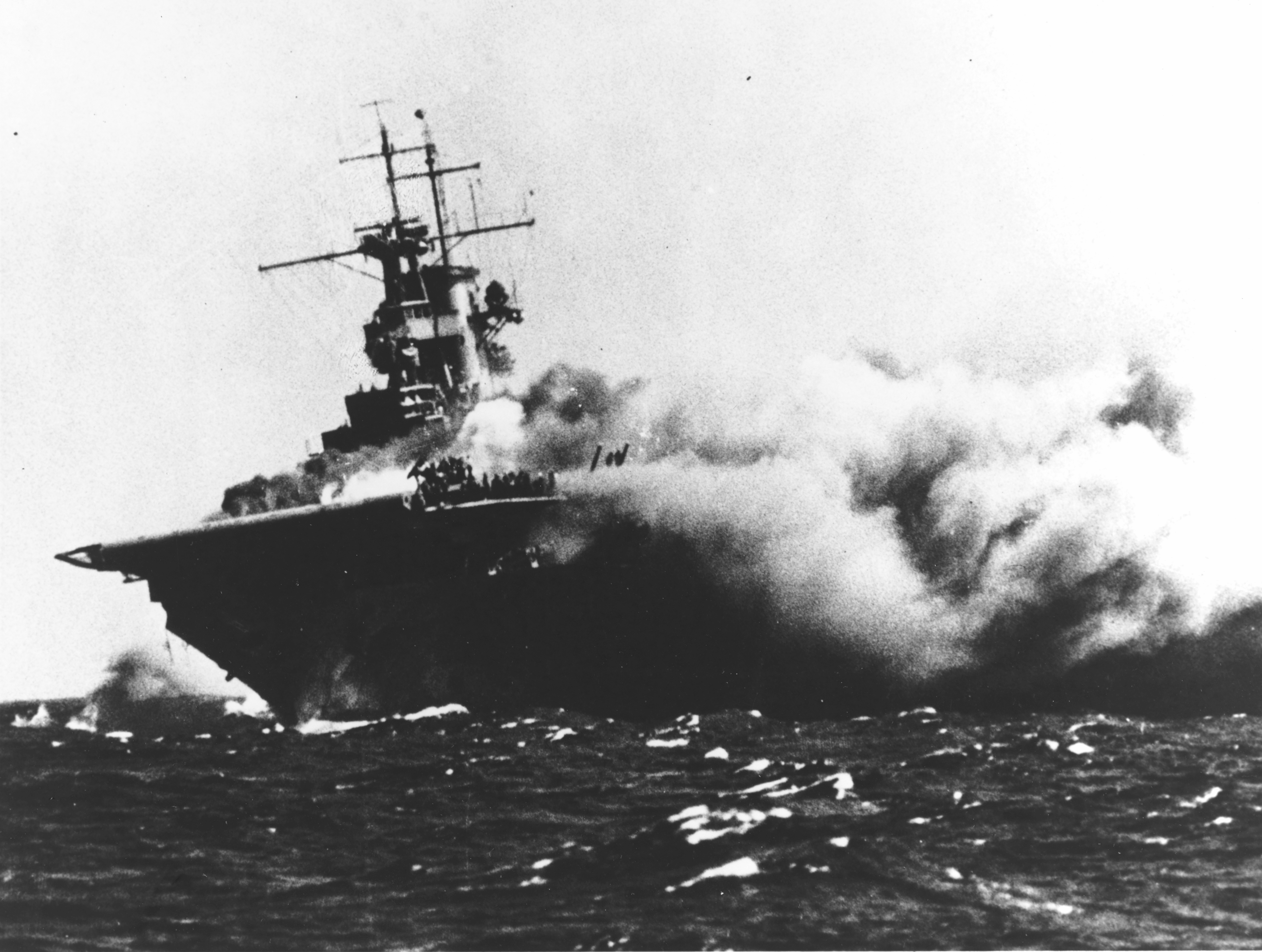
Tàu sân bay Wasp bốc cháy sau khi trúng ngư lôi của tàu ngầm Nhật ngày 15 tháng 9 năm 1942.

Sau thất bại tại đảo Midway, mùa thu năm 1942, quân Nhật có ý định tiến xa hơn nữa về phía nam Thái Bình Dương, nhằm mưu toan cô lập Úc với Hoa Kỳ. Nằm về phía bắc và đông bắc Úc là đảo New Guinea và quần đảo Solomon. New Guinea từ đầu chiến tranh đã bị quân Nhật chiếm được 2/3. Các sân bay tại đây cho phép máy bay Nhật vừa phong tỏa một phần lãnh hải Úc vừa cho phép họ thực hiện những cuộc oanh tạc vào cảng Darwin, miền bắc Úc.
Trong khi đó, quần đảo Solomon bị người Nhật chiếm lấy vào tháng 4 năm 1942 nhưng vì ít quân nên Nhật chỉ chiếm một số đảo. Còn hải quân Nhật thì đóng tại Rabaul, nằm trên đảo New Britain. Sau đó, quân Nhật chọn đảo Guadalcanal, nằm ở đông nam Solomon làm căn cứ tiền phương và xây dựng sân bay ở phía bắc đảo. Vì chủ quan, người Nhật tỏ ra không vội vàng trong việc hoàn thành xây dựng. Trong khi đó, tại Melbourne, bộ tư lệnh của tướng Douglas MacArthur chịu trách nhiệm khu vực tây nam Thái Bình Dương đã soạn thảo xong kế hoạch phản công theo đó dự tính sẽ phản công quân Nhật theo ba bước.
Ngày 7 tháng 8, chiến dịch phản công trên bộ đầu tiên của quân Đồng Minh ở vùng biển Tây Nam Thái Bình Dương bắt đầu khi Hoa Kỳ tung Sư đoàn 1 Thủy Quân Lục Chiến của họ với quân số khoảng 17.000 quân vào cuộc chiến ở quần đảo Solomon gồm 11.000 quân đổ bộ lên đảo Guadalcanal và 6.000 quân lên đảo Tulagi. Nhưng đêm hôm đó, phó đô đốc Gunichi Mikawa đã đem một hạm đội đánh chìm 4 tuần dương hạm Hoa Kỳ trong trận chiến đảo Savo khiến cho hạm đội Hoa Kỳ bỏ chạy mang theo cả số lương thực và quân trang chưa đổ bộ. Bộ tổng tham mưu Nhật Bản gửi đến Rabaul lực lượng phản kích gồm 6.000 quân. Lục quân Đế quốc Nhật Bản sẽ được yểm trợ bằng các đơn vị hải quân của Hạm đội Liên hợp, dưới quyền đô đốc Isoroku Yamamoto, với tổng hành dinh đặt tại Truk. Đến tháng 10, lực lượng quân Nhật trên đảo đã lên đến 36.000 người nhưng do quan điểm chiến thuật tấn công sai lầm của các sĩ quan Nhật làm quân Nhật tổn thất nặng nề trước hỏa lực dữ dội đáp trả từ Thủy Quân Lục Chiến, khiến cho họ không đủ sức áp đảo quân Mỹ và giành lại sân bay. Từ tháng 8 đến tháng 11, quân Nhật đã mở 3 trận chiến lớn trên bộ nhằm chiếm sân bay Henderson nhưng đều bị Thủy Quân Lục Chiến đánh bại.
Trong khi đó, để tăng viện cho lực lượng bộ binh đang giao tranh, quân Nhật đã tổ chức các đoàn chuyển vận mà quân Đồng Minh gọi là "Tokyo Express", dẫn đến những cuộc hải chiến vào ban đêm với hải quân Đồng Minh. Tổng cộng đã có 6 trận hải chiến lớn diễn ra và kết thúc vào tháng 12 khi hải quân Nhật thất bại trong trận hải chiến Guadalcanal, đồng nghĩa với nỗ lực chuyển quân cuối cùng của người Nhật cũng tan tành.
Kể từ đó, quân Nhật tại Guadalcanal do việc tiếp tế khó khăn đã luôn ở trong tình trạng đói khát, lại thêm bệnh sốt rét hoành hành nên mất hết sức chiến đấu. Trong khi đó, Hải quân Mỹ không ngừng đổ bộ thêm quân tăng viện lên đảo và đến tháng 1 năm 1943, số quân Mỹ có mặt trên đảo đã lên đến hơn 50.000 người gồm Sư đoàn Thủy Quân Lục Chiến 1 và 2 cùng với Sư đoàn 23 và 25 Lục quân. Ngày 31 tháng 12, trong Hội nghị ngự tiền, Bộ tư lệnh Nhật Bản đã quyết định lệnh rút lui khỏi Guadalcanal. Từ ngày 1 đến ngày 7 tháng 2 năm 1943, 10.630 lính Nhật đã thực hiện cuộc rút lui khỏi đảo. Ngày 9 tháng 2, Hoa Kỳ tuyên bố kết thúc chiến sự tại đây.
Như vậy, chiến cuộc giành giật đảo Guadalcanal đã chấm dứt với thảm bại của quân đội Nhật. 24.000 lính Nhật chết từ đầu chiến dịch cho đến lúc rút quân, trong khi Hoa Kỳ có 1.600 người chết, 4.200 người bị thương, cùng hàng ngàn người chết do bệnh sốt rét và các hiểm họa khác trong rừng nhiệt đới. Về hải quân, cả hai đều tổn thất ngang nhau: hải quân Nhật mất 2 thiết giáp hạm, 3 tuần dương hạm, 1 hàng không mẫu hạm hạng nhẹ, 11 khu trục hạm và 6 tàu ngầm, trong khi hải quân Hoa Kỳ mất 8 tuần dương hạm, 2 hàng không mẫu hạm và 14 khu trục hạm. Ngoài ra, hải quân Nhật Bản còn tổn thất 893 máy bay và 2.362 phi công tài ba, những người đã được tôi rèn trong các chiến thắng từ Trân Châu Cảng đến Ấn Độ Dương. Sau trận đánh này, gió hoàn toàn đã xoay chiều, Đồng Minh bước vào giai đoạn phản công ồ ạt.

## Thay đổi tương quan lực lượng
| Lực lượng quân sự | Nhật | Mỹ |
| ----------------- | --- | --- |
| Năm 1941          | 2,1 triệu lục quân 320.000 lính hải quân 1.500 máy bay lục quân và 3.300 máy bay hải quân 1,48 triệu tấn tải trọng tàu chiến | 1,52 triệu lục quân 360.000 lính hải quân 8.700 máy bay lục quân và 3.500 máy bay hải quân 1,31 triệu tấn tải trọng tàu chiến |
| Năm 1943          | 2,9 triệu lục quân 680.000 lính hải quân 2.000 máy bay lục quân và 7.100 máy bay hải quân 1,4 triệu tấn tải trọng tàu chiến  | 7 triệu lục quân 2,2 triệu lính hải quân 8.700 máy bay lục quân và 3.500 máy bay hải quân 2,8 triệu tấn tải trọng tàu chiến   |

Số lượng tàu của hải quân Mỹ:
| Loại                         | 7/12/1941 | 14/5/1945 | Ghi chú                    |
| Thiết giáp hạm               | 17        | 23        |                            |
| Tàu sân bay hạm đội          | 7         | 28        |                            |
| Tàu sân bay hạng nhẹ/hộ tống | 1         | 71        |                            |
| Tuần dương hạm               | 37        | 72        |                            |
| Khu trục hạm                 | 171       | 377       |                            |
| Tàu Frigate                  | 0         | 361       |                            |
| Tàu ngầm                     | 112       | 232       |                            |
| Tàu đổ bộ                    | 0         | 2.547     | (tính cả tàu đổ bộ cỡ nhỏ) |
| Tổng số tàu                  | 790       | 6.768     | [ 111 ]                    |

Nhìn chung, nhờ ưu thế về dân số đông, giàu tài nguyên và quy mô nền công nghiệp lớn hơn nhiều so với Nhật, tương quan lực lượng ngày càng nghiêng về phía Mỹ. Tính từ tháng 12/1941 cho đến khi chiến tranh kết thúc, Nhật đóng được 18 tàu sân bay (bao gồm 7 tàu sân bay cỡ lớn và 11 tàu sân bay hạng nhẹ/tàu sân bay hộ tống). Trong khi đó, Mỹ huy động được 143 tàu sân bay, bao gồm việc đóng mới 24 tàu sân bay cỡ lớn và sửa đổi 119 tàu tuần dương/tàu vận tải thành 9 tàu sân bay hạng nhẹ và 110 tàu sân bay hộ tống (39 chiếc được bán cho Hải quân Anh, còn 71 chiếc được trang bị cho Hải quân Mỹ), chưa kể nước Anh cũng chế tạo được 19 tàu sân bay cỡ lớn và 7 tàu sân bay hộ tống. Hơn 75.000 máy bay đã được chuyển giao cho Hải quân Mỹ trong khoảng thời gian từ 1940 đến 1945. Sức mạnh của không lực hải quân Mỹ đã tăng từ 10.923 người (2.695 trong số đó là phi công) vào năm 1940 lên đến 437.524 người (với 60.747 phi công) vào tháng 8 năm 1945. Hơn 66.000 tàu, xuồng đổ bộ đã được Mỹ chế tạo trong chiến tranh, và đại đa số được sử dụng ở Thái Bình Dương. Vào tháng 12 năm 1941, Hải quân Mỹ có sức mạnh tổng hợp gồm 336.274 sĩ quan và quân nhân; đến năm 1945, hải quân Mỹ đã có 3.383.196 quân nhân, trong đó có 1.574.614 người đang phục vụ.
Không chỉ vượt trội về số lượng, chất lượng vũ khí và huấn luyện của hải quân Mỹ cũng dần vượt hơn hơn so với Nhật. Đầu chiến tranh, tiêm kích Mitsubishi A6M "Zero" của Nhật vượt trội so với tiêm kích của Mỹ, nhưng từ đầu năm 1944 thì các tiêm kích mới như F6F Hellcat, F4U Corsair của Mỹ đã vượt trội hơn Zero. Đầu chiến tranh, các phi công Nhật có kỹ năng tốt hơn so với các phi công Mỹ, nhưng do tổn thất cao trong chiến đấu và tốc độ đào tạo phi công của Nhật khá chậm nên tới năm 1944, hầu hết phi công Nhật chỉ là tân binh có kỹ năng kém hơn phi công Mỹ. Đầu chiến tranh, các thủy thủ Nhật có khả năng đánh ban đêm và xạ kích tầm xa tốt hơn so với các thủy thủ Mỹ, nhưng từ năm 1943 thì ưu thế này đã bị đảo ngược do các tàu Mỹ đã được trang bị radar. Phía Nhật cũng đã cố gắng nghiên cứu các vũ khí mới như tiêm kích Mitsubishi J2M, Kawanishi N1K, trang bị radar cho tàu chiến... nhưng việc thiếu tài nguyên và quy mô công nghiệp nhỏ đã khiến Nhật Bản không thể sản xuất các loại vũ khí mới với số lượng đủ lớn để thay đổi cục diện.
Do bị áp đảo về lực lượng, từ cuối năm 1943, Nhật Bản bị đẩy vào thế phòng ngự bị động cho tới khi thất bại.

## Khối Thịnh vượng chung Đại Đông Á

### Chính sách Đại Đông Á
Mục tiêu cuối cùng của Nhật trong cuộc "Nam tiến" là thành lập "Khối Thịnh vượng chung Đại Đông Á" (Daitoa kyoeyken), một danh từ do Bộ trưởng ngoại giao Yosuke Matsuoka sử dụng lần đầu vào ngày 1 tháng 8 năm 1941, gồm có Đế quốc Nhật Bản, Mãn Châu quốc, Bắc Trung Hoa, Đông Dương, Thái Lan, Miến Điện, Ấn Độ, Mã Lai, Indonesia, Úc và New Zealand.
Vai trò của Nhật, theo kế hoạch của người Nhật, không chỉ giới hạn trong lĩnh vực kinh tế, mà còn bảo vệ quân sự và dẫn dắt chính sách nội bộ của các nước trong khối. Riêng về mặt kinh tế, vai trò của các nước Đông Nam Á cũng khác hẳn vai trò của Mãn Châu quốc và Bắc Trung Hoa. Ở miền bắc Đông Á, Nhật muốn xây dựng một khu công nghiệp trong khi miền Nam châu Á thì lại trở thành thị trường và nơi cung cấp nguyên liệu.
Nhật Bản đưa ra chiêu bài Đại Đông Á, tuyên bố giúp các dân tộc da vàng đánh đổ ách thống trị của thực dân da trắng để lập nên khu vực thịnh vượng chung này. Thực ra, đó chỉ là một biện pháp ngụy biện cho sự xâm lược. Khi quân Nhật đang thắng, chiêu bài này ít được nói đến nhưng khi tình thế bắt đầu khó khăn từ năm 1943, thủ tướng Hideki Tojo nhận thấy phải nâng cao lại chiêu bài này. Tháng 7 năm 1943, ông đã đến Singapore, gặp gỡ các lãnh tụ dân tộc Đông Nam Á.
Sau cuộc gặp này, Tojo đã tuyên bố trả lại phần lớn lãnh thổ Shan lại cho Miến Điện. Ngày 1 tháng 8 năm 1943, tướng Masakazu Kawabe làm lễ trao trả "độc lập" lại cho Ba Maw, chủ tịch nhà nước Miến Điện. Đến ngày 14 tháng 10 năm 1943, Nhật tiếp tục trả "độc lập" cho Philippines, với José P. Laurel làm quốc trưởng. Một tuần lễ sau, chính phủ lâm thời giải phóng Ấn Độ do Chandra Bose đứng đầu, được hình thành ở Singapore. Riêng Indonesia có quá nhiều tài nguyên nên Nhật chưa trao trả độc lập ngay được.
Tuy nhiên trái với những gì tuyên bố, Nhật Bản đã thiết lập một ách thống trị bằng bạo lực và khủng bố đồng thời thẳng tay bóc lột các vùng chiếm đóng để phục vụ cho chiến tranh. Theo tài liệu của Trung Quốc, cuộc xâm lược của Nhật Bản đã làm cho hơn 11 triệu người Trung Quốc chết, tổng số thiệt hại vật chất hơn 56 tỉ dollar. Ở Triều Tiên, hơn một triệu người bị bắt đi lao động ở các hầm mỏ ở Nhật và hàng chục vạn người bị bắt lính đưa sang Đông Nam Á. Ngày 1 tháng 11, chính quyền Nhật Bản thành lập Bộ Các vấn đề Đại Đông Á để khai thác tài nguyên và duy trì guồng máy cai trị của Nhật. Hậu quả là ở miền Bắc Việt Nam, gần 2 triệu người bị chết đói vì nạn đói vào đầu năm 1945. Các nước Đông Nam Á khác như Mã Lai, Miến Điện, Philippines, Indonesia,... số phận của người dân bản xứ cũng không có gì may mắn hơn dưới chính sách bóc lột của "người anh cả da vàng" với 2 triệu người chết ở Indonesia và 1,1 triệu người ở Philippines. Những mô hình về tổ chức của Nhật Bản, như mô hình hàng xóm liên kết để địa phương kiểm soát, giờ cũng được thi hành ở vùng chiếm đóng. Những nhu cầu của người Nhật được đáp ứng ưu tiên, có nghĩa là dầu mỏ, bauxite, thiếc, kẽm,... đều phải được chuyển từ Đông Nam Á sang Nhật Bản, khát vọng của dân địa phương không hề được đếm xỉa đến.

### Hội nghị Đại Đông Á
Đầu tháng 11 năm 1943, "Hội nghị Đại Đông Á" đã được triệu tập tại Tokyo gồm Thái Lan, Miến Điện, Philippines, Mãn Châu quốc, chính quyền Uông Tinh Vệ ở Trung Hoa. Ấn Độ đến với tư cách là quan sát viên.
Mở đầu hội nghị, thủ tướng Nhật Bản Hideki Tojo đã phát biểu về nhiệm vụ của khối thịnh vượng chung là "xây dựng một trật tự mới, tiền đề để phát huy sự sung túc của nhân dân trong vùng". Sau đó, lần lượt đại biểu các nước phát biểu, trong đó riêng có bài diễn văn của Ba Maw (Miến Điện) và Chandra Bose (Ấn Độ) gây ấn tượng sâu sắc. Ba Maw kêu gọi:
| “ | Trong nhiều thế hệ qua, mẹ châu Á đã đánh mất bầy con. May nhờ nước Đại Nhật Bản, người anh cả, chúng ta đã tìm lại được mẹ. Vậy từ đây, chúng ta hãy nắm tay nhau. Một ngàn triệu người châu Á tiến về phía trước xây dựng một thế giới mới, thế giới của tự do, hạnh phúc và sung túc. | ” |
|   | |   |

Về góc độ ngoại giao, hội nghị là một thành công của Tojo nhưng tư tưởng giới quân phiệt Nhật lại đối chọi với mục đích hội nghị. Cho nên, khi các đại biểu ra về, tinh thần hội nghị cũng tan theo.

### Phong trào kháng chiến chống Nhật của nhân dân châu Á
Ách thống trị của Nhật Bản tại những vùng chiếm được của châu Á quá tàn bạo và chỉ phục vụ lợi ích riêng nước Nhật đã làm cho phong trào kháng chiến ở các vùng này lên cao. Tại Trung Quốc, hàng triệu quân du kích của Đảng Cộng sản và quân Quốc dân Đảng của Tưởng Giới Thạch đã đánh tiêu hao lực lượng, quấy phá hậu phương quân Nhật, kiềm chế hơn 1 triệu quân Nhật trên đất Trung Quốc. Tại Triều Tiên, dưới sự lãnh đạo của Kim Nhật Thành, nhân dân Triều Tiên đã có những hoạt động chống Nhật bí mật.
Tại Mã Lai, dưới sự lãnh đạo của Đảng Cộng sản, quân du kích chống Nhật đã phát triển lên đến 10.000 người, giải phóng được hơn ½ lãnh thổ ở nông thôn trên toàn quốc. Tại Philippines, vào cuối tháng 2 năm 1942, đã thành lập đội quân nhân dân chống Nhật mang tên Hukbalahap. Đến tháng 2 năm 1945, đội quân này đã lên tới 7 vạn người.
Trong khi đó, phong trào ở Miến Điện và Indonesia do giới trí thức dẫn dắt, có sự hợp tác của Đảng Cộng sản. Còn Thái Lan có "Phong trào Thái Lan tự do" có 50.000 người tham gia và được Mỹ viện trợ vũ khí để tổ chức thành lực lượng vũ trang đông gần 10.000 người.
Ở Việt Nam, vào tháng 5 năm 1941, Mặt trận Việt Nam độc lập đồng minh (gọi tắt là Việt Minh) đã ra đời. Dưới sự lãnh đạo của Đảng Cộng sản Đông Dương, mặt trận đã chỉ đạo cuộc kháng chiến giải phóng dân tộc khỏi hai tầng áp bức Pháp-Nhật. Các căn cứ địa cách mạng được xây dựng ở vùng núi Cao-Bắc-Lạng.

## Đồng Minh phản công ở tây nam Thái Bình Dương

### Đánh chiếm quần đảo Gilbert và Marshall
Sau khi chiếm xong quần đảo Solomon, đô đốc Chester W. Nimitz quyết định đánh chiếm tiếp hai quần đảo Gilbert và Marshall nằm ở phòng tuyến ngoài cùng của Nhật Bản trên Thái Bình Dương. Sáng ngày 20 tháng 11 năm 1943, Sư đoàn 27 Lục quân Hoa Kỳ đổ bộ lên đảo Makin thuộc quần đảo Gilbert và mất 4 ngày để làm chủ đảo sau khi mất 66 người. Cùng ngày đó, Sư đoàn 2 Thủy Quân Lục Chiến đổ bộ lên Tarawa, một đảo nhỏ có 5.000 quân Nhật do chuẩn đô đốc Keiji Shibazaki chỉ huy. Tại đây, Hải quân và Thủy Quân Lục Chiến phạm một số sai lầm: không đánh giá đúng mức thủy triều ở các rặng đá ngầm vì vậy họ phải vượt qua hơn 600m nước dưới hỏa lực dữ dội của đối phương và hệ thống liên lạc bị cắt đứt.
Phải mất 1 tuần sau, quân Mỹ mới chiếm được đảo với tổn thất trên 1.000 thủy quân lục chiến tử trận và hơn 2.000 khác bị thương. Người Mỹ chỉ bắt được 17 tù binh Nhật và 129 nhân công Triều Tiên. Qua trận đánh này, quân Mỹ đã học được nhiều kinh nghiệm quý giá.
Đầu năm 1944, trong kế hoạch đánh chiếm quần đảo Marshall, đô đốc Nimitz buộc các tư lệnh hạm đội phải bắn phá trung tâm quần đảo và liên kết các tàu sân bay để vô hiệu hóa không quân địch. Tại quần đảo này, người Nhật đã xây dựng những cứ điểm phòng thủ kiên cố nhưng chưa sẵn sàng để đối đầu. Ngày 1 tháng 2, quân Mỹ tiến đánh Kwajalein và chiếm đảo này sau 1 tuần với một tổn thất không đáng kể.
Để đánh chiếm Marshall, đô đốc Nimiz đã tạo ra chiến thuật tấn công mới, gọi là "Nhảy đảo", bỏ qua một số vị trí địch để đánh thẳng vào mục tiêu chính. Với điều kiện có ưu thế lớn về không quân để có thể ngăn chặn sự hỗ trợ lẫn nhau của các vị trí địch, lại có thể vô hiệu hóa các vị trí được bỏ qua, chiến thuật này sẽ được áp dụng rộng rãi trong hải quân cũng như lục quân Đồng Minh trên chiến trường Thái Bình Dương, giúp rút ngắn thời gian các chiến dịch.
1 tuần sau, Hoa Kỳ tiến đánh Eniwetok ở phía bắc Marshall trong khi dùng không quân để vô hiệu hóa và đe dọa quân cảng Truk, căn cứ chính của Hạm đội Liên hợp. Đô đốc Mineichi Koga đành phải dời bộ tư lệnh về Palau rồi Philippines. Ngày 31 tháng 3, máy bay của ông trên đường đi Philippines gặp giông bão rồi biến mất. Sau khi đô đốc Koga mất tích, Bộ tư lệnh hải quân chọn đô đốc Soemu Toyoda lên thay.

### Chiến sự ở quần đảo Marianas và Palau

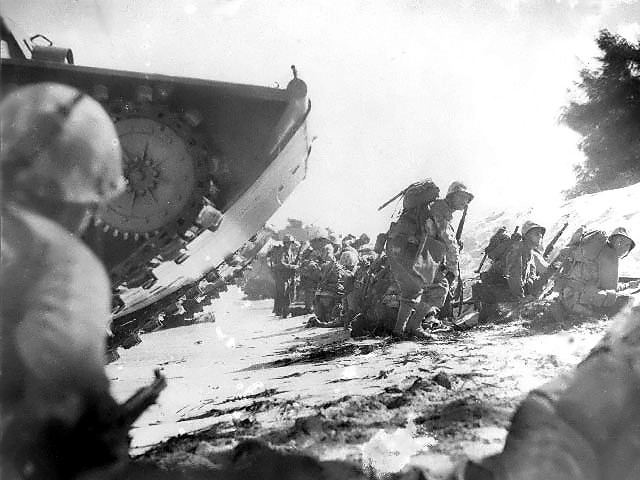
Đợt đổ bộ đầu tiên của thủy quân lục chiến Hoa Kỳ lên đảo Saipan vào ngày 15 tháng 6 năm 1944

Quần đảo Mariana nằm giữa con đường từ quần đảo Marshall đi Philippines, Đài Loan hay Nhật Bản. Hòn đảo lớn nhất và nằm ngay giữa quần đảo là Saipan. Saipan cũng là trung tâm tiếp vận và hậu cần cho hải quân và lục quân Nhật tham chiến ở Nam Thái Bình Dương. Trung tướng Hideyoshi Obata, tư lệnh quân đoàn 31, chịu trách nhiệm toàn thể quần đảo Mariana.
Ngày 15 tháng 6 năm 1944, Thủy quân lục chiến Hoa Kỳ và Lục quân Hoa Kỳ, được sự yểm trợ của Hải quân Hoa Kỳ, đã thực hiện cuộc đổ bộ lên Saipan. Chỉ huy quân Nhật phòng thủ tại Saipan là tướng Yoshitsugu Saito và phó đô đốc Chuichi Nagumo. Để chống lại cuộc đổ bộ này, Hải quân Nhật Bản đã vạch ra "Chiến dịch A" (あ号作戦), theo đó các máy bay trên hàng không mẫu hạm kết hợp với các máy bay từ căn cứ mặt đất sẽ tấn công và tiêu diệt hạm đội Mỹ, sau đó tiến đến tiêu diệt lực lượng đổ bộ. Tuy nhiên, trong trận hải chiến biển Philippines từ 19 đến 20 tháng 6, trận hải chiến bằng hàng không mẫu hạm lớn nhất trong lịch sử, hạm đội Nhật Bản bị đánh bại với tổn thất nặng nề là 3 hàng không mẫu hạm bị đánh chìm và mất 475 máy bay. Thất bại này là do phía Nhật đã không đánh giá đúng sự hữu hiệu của radar, tài năng của các phi công đối phương, loại máy bay tiêm kích mới của Mỹ Grumman F6F Hellcat và nhất là cũng không nắm vững khả năng của các phi công Nhật, những người hầu hết là còn trẻ và thiếu kinh nghiệm. Sau trận đánh, hạm đội cơ động Nhật mất 92% số máy bay và 50% số máy bay của đảo Guam bị phá hủy còn phía Hoa Kỳ chỉ mất khoảng 130 máy bay và 2 tàu chở dầu. Không còn được hải quân yểm trợ, Saipan thất thủ vào ngày 9 tháng 7. Cả Saito lẫn Nagumo đều tự sát sau khi không giữ được đảo. Hầu hết quân Nhật trú phòng khoảng 30.000 người chết trận hoặc tự sát, còn phía Mỹ chịu thương vong 14.111 người.
Sau đó, các lực lượng Hoa Kỳ tiếp tục đổ bộ lên đảo Guam và Tinian. Sau những cuộc giao tranh ác liệt, Guam và Tinian đã bị quân Mỹ chiếm vào tháng 8, 1944. Các sân bay ở Saipan, Tinian và Guam trở thành căn cứ của Tập đoàn không quân thứ 20 gồm toàn các oanh tạc cơ hạng nặng B-29 để tiến hành các phi vụ ném bom chiến lược trên đất liền Nhật Bản cho đến khi kết thúc Chiến tranh thế giới thứ hai, bao gồm các cuộc tấn công bằng bom hạt nhân xuống Hiroshima và Nagasaki.
Trong khi đó, nhằm bảo vệ cánh sườn cho lực lượng Hoa Kỳ đang chuẩn bị tấn công quân Nhật tại Philippines, vào tháng 9 năm 1944, thủy quân lục chiến và lục quân Mỹ đã đổ bộ lên Peleliu và Angaur ở Palau. Sau một trận chiến khốc liệt và kéo dài, hòn đảo đã được tuyên bố "an toàn" bởi quân đội Hoa Kỳ vào tháng 11 năm 1944, kết thúc chiến sự tại Palau.

## Nhật Bản phản công trên đất liền châu Á - Đồng Minh giành lại Miến Điện và Borneo

### Nhật Bản tấn công ở Trung Hoa
Mùa xuân năm 1944, đường giao thông trên biển của Nhật Bản đến các quốc gia vùng Đông Nam Á đã bị không quân và hải quân Đồng Minh phong tỏa. Bộ tổng tư lệnh Nhật Bản quyết định sử dụng con đường lục địa thay thế cho đường biển. Con đường bộ này qua eo biển Triều Tiên, nối liền Nhật Bản với Triều Tiên, Mãn Châu, xuyên suốt lãnh thổ Trung Quốc từ Bắc đến Nam tới Đông Dương, qua Thái Lan, Mã Lai và Singapore, rồi qua eo biển Malacca tới Indonesia. Tuy nhiên, con đường này đã bị đứt đoạn tại một số tỉnh thuộc vùng Hoa Trung và Hoa Nam vẫn do quân Trung Hoa Dân Quốc kiểm soát. Bởi vậy, bộ tư lệnh Nhật quyết định mở chiến dịch Ichi-Go nhằm đánh chiếm các tỉnh này. Nhiệm vụ chủ yếu của chiến dịch này là chiếm đóng các sân bay Mỹ và 3 tuyến đường sắt quan trọng tại đây.
Đêm 17 tháng 4, sư đoàn bộ binh 37 của Nhật vượt sông Hoàng Hà, mở đầu chiến dịch tấn công. Quân Trung Hoa trở nên bạc nhược sau mấy năm hưu chiến và bị ảnh hưởng bởi bộ máy tuyên truyền Nhật nên tan rã nhanh chóng. Trong khi đó, ngày 5 tháng 6, tướng Claire Lee Chennault cho máy bay B-29 xuất phát từ Thành Đô ném bom Bangkok và đến ngày 15 là thành phố Yawata trên đảo Kyushu.
Nhưng mọi hoạt động của không quân Mỹ cũng không cứu được tình thế Trung Hoa. Ngày 18 tháng 6, Trường Sa thất thủ. Ngày 29 tháng 6, đến lượt Hành Dương cũng thất thủ. Bộ trưởng Quốc phòng Trung Hoa dân quốc Hà Ứng Khâm đã ra lệnh xử bắn nhiều tướng lĩnh chịu trách nhiệm về thất bại này. Đầu tháng 8, quân Nhật tiếp tục tấn công. Hàng chục binh đoàn Quốc dân Đảng rút chạy không chiến đấu. Tư lệnh quân đoàn 62 và một số sĩ quan cao cấp khác bị xử bắn theo lệnh Tưởng Giới Thạch.
Trước tình hình đó, tổng thống Hoa Kỳ Roosevelt đã phải cử đặc phái viên Patrick Jay Hurley đến Trung Quốc để thị sát tình hình. Trước khi đến Trung Quốc, Hurley đã ghé qua Moskva và được ngoại trưởng Vyacheslav Molotov cho hay rằng Liên Xô muốn có quan hệ hữu nghị với Trung Hoa dân quốc và đối với Đảng cộng sản Trung Quốc, Liên Xô chỉ xem họ là cộng sản "trên danh nghĩa". Hurley quyết định giúp Trung hoa dân quốc củng cố lực lượng và cố gắng liên kết Quốc dân Đảng với Đảng cộng sản. Sau đó, theo yêu cầu của Tưởng, tổng thống Roosevelt cũng triệu hồi tướng Joseph Stilwell về Mỹ và thay bằng tướng Albert C. Wedemeyer.
Ngày 10 tháng 11, sau 2 tháng giao tranh, thành phố Quế Lâm thất thủ. Ngày 26 tháng 11, quân Nhật từ Quảng Đông kéo xuống đã thẳng tiến đến tận biên giới Đông Dương. Như vậy, con đường trên bộ của quân Nhật đã thông suốt và mọi mục tiêu của chiến dịch Ichi-Go đều thành công. Chiến thắng trong cuộc tiến công năm 1944 trên chiến trường Trung Quốc đã cứu vãn phần nào uy danh của quân đội Thiên hoàng đang thảm bại trên hàng loạt chiến trường khác.

### Nhật Bản đảo chính Pháp ở Đông Dương
Trước tình hình quân Nhật thất bại liên tiếp trên chiến trường Thái Bình Dương, lực lượng Pháp ở Đông Dương theo phái Charles de Gaulle ráo riết hoạt động chờ Đồng Minh đổ bộ lên Đông Dương
sẽ nổi dậy chống Nhật. Quân Nhật biết rõ hoạt động của người Pháp nên quyết định hành động trước.
Vào lúc 21 giờ 20 phút ngày 9 tháng 3 năm 1945, quân Nhật tấn công Pháp ở Sài Gòn, chiếm Phủ toàn quyền và bắt giữ Toàn quyền. Tại các nơi khác trên lãnh thổ Đông Dương, quân Nhật nhanh chóng làm chủ tình hình, một số ít quân Pháp chạy thoát được sang Trung Quốc. Với sự kiện này, toàn bộ Đông Dương đã trở thành thuộc địa của Nhật.

### Đồng Minh giành lại Miến Điện

Thủy quân lục chiến Hoàng gia Anh đổ bộ lên đảo Ramree

Cuối năm 1944, đầu năm 1945, Bộ tư lệnh các lực lượng Đồng Minh tại Đông Nam Á (SEAC) do phó đô đốc Anh Louis Mountbatten đứng đầu gồm 750.000 quân, sẵn sàng phản công giành lại tất cả những đất đai đã bị quân Nhật chiếm ở lục địa Đông Nam Á. Cùng với sự vượt trội hơn hẳn về quân số, Đồng Minh có ưu thế tuyệt đối về không quân, chiến xa và các phương tiện cơ giới khác. Trong khi đó, bộ tư lệnh quân Nhật nhận thức được sự yếu kém của mình quyết định cố đánh cầm chừng chờ mùa mưa tới và dự định sử dụng Quân đội Quốc gia Miến Điện của chính phủ Ba Maw do người Nhật dựng lên.
Quân đoàn XV Ấn Độ tiến dọc theo bờ biển tỉnh Arakan, sau cùng đã chiếm được hải cảng Akyab, mục tiêu hai năm về trước họ đã thất bại. Quân đoàn 28 Nhật rút lui không kháng cự, rời khỏi Arakan. Ngày 22 tháng 1, quân Anh chiếm đảo Ramree và hải cảng Cheduba 5 ngày sau đó. Sau khi quét sạch quân Nhật khỏi Arakan, quân Đồng Minh bắt đầu xây dựng các sân bay chuẩn bị cho các trận đánh sắp tới.
Khác với mặt trận Arakan, tại vùng biên giới Trung-Miến gần tỉnh Vân Nam, tập đoàn quân 13 Nhật đã kháng cự rất mãnh liệt. Từ tháng 10 năm 1944, quân Nhật đã tiến đánh trước, đẩy lùi cánh quân của Quốc dân Đảng. Ngày 2 tháng 11, quân Trung Quốc phá được vòng vây và lại bắt đầu phản công. Ngày 25 tháng 1, quân Nhật mất Wanting, buộc phải rời biên giới lui về phía sau. Thế là Đồng Minh kiểm soát hoàn toàn "con đường Ledo" qua Myitkyna, Bhamo, Nankhan đến tận Wanting, giờ đây trở thành "con đường Stilwell". Đầu tháng 2 năm 1945, quân Trung Hoa tràn vào Miến Điện nhằm chiếm phần còn lại của "Con đường Miến Điện" đi sâu vào đất Miến đến tận Lashio. Ngày 9 tháng 3, quân đội Trung Hoa Dân quốc đã đánh chiếm Lashio và con đường Miến Điện từ Lashio qua Wanting, Lungling đến tận Trùng Khánh đã trở về tay Đồng Minh.
Trong khi đó, vào tháng 11 năm 1944, Tập đoàn quân 14 Anh-Ấn do tướng William Slim chỉ huy đã mở cuộc đột phá phòng tuyến quân Nhật trên sông Chindwin. Sau khi Đồng Minh vượt được sông, quân Nhật vội vã rút lui về bờ đông sông Irrawaddy, lập phòng tuyến mới mà trọng điểm chiến lược là cố đô Mandalay. Lực lượng phòng thủ ở đây là Tập đoàn quân 15 đã suy yếu nhiều sau cuộc hành quân thất bại tại Ấn Độ. Trung tướng Heitarō Kimura, tổng tư lệnh mới của quân Nhật tại Miến Điện, hi vọng phòng tuyến này sẽ cản được bước tiến Đồng Minh.
Ngày 1 tháng 3, quân đoàn IV Anh đã chiếm Meiktila, là trung tâm hàng tiếp liệu. Ngày 9 tháng 3, khi quân Trung Hoa tiến vào Lashio thì cũng là lúc sư đoàn bộ binh số 18 Anh mở màn trận tấn công vào Mandalay bằng cách vượt sông Irrawaddy. Ngày 20 tháng 3, cố đô Mandalay đã hoàn toàn lọt về tay Đồng Minh sau 3 năm bị quân Nhật chiếm đóng.
Sau khi tiến vào Mandalay, bộ tư lệnh quân Anh hạ lệnh cho tập đoàn quân 14 dừng lại một tháng để củng cố lực lượng. Trong khi đó, máy bay Anh, Mỹ liên tục thả bom xuống Rangoon, thủ đô của chính phủ thân Nhật. Ngày 27 tháng 3, dưới sự thúc ép của bộ tư lệnh Nhật, chính phủ Miến Điện thân Nhật đã buộc phải điều 1 sư đoàn "Quân đội quốc gia Miến Điện" ra tiền tuyến nhưng vừa ra khỏi thủ đô, nhiều quân lính đã chạy sang hàng ngũ quân Anh, quay súng chống lại quân Nhật. Ngày 15 tháng 4, quân Anh bắt đầu cuộc tiến quân từ Mandalay xuống Rangoon. Nhưng khi tiến đến Pegu cách Rangoon hơn 80 km thì bị chặn đánh quyết liệt. Mãi đến ngày 3 tháng 5, quân Anh mới chiếm được thành phố này trong cảnh đổ nát hoang tàn. Tổng cộng Nhật thiệt hại 347.000 người.
Mặc dù chiến cuộc tại Miến Điện gần như đã kết thúc nhưng một số lực lượng Nhật vẫn còn kháng cự. Đầu tháng 8 năm 1945, bộ tư lệnh Đồng Minh tiêu diệt hoàn toàn 2 cánh quân Nhật ở tây sông Sittang với 10.500 quân Nhật bị giết và 700 bị bắt làm tù binh. Nhiều đơn vị Nhật lẻ tẻ vẫn còn kháng cự đến đầu tháng 9 năm 1945. Sau khi giành lại được Miến Điện, bộ tư lệnh quân Anh thành lập thêm tập đoàn quân 12 Anh-Miến dự định tiến công giành lại Thái Lan, Mã Lai và Singapore nhưng công việc tổ chức chưa hoàn thành thì Nhật đã đầu hàng.

### Đồng Minh giải phóng Borneo
Chiến dịch Borneo 1945 là chiến dịch lớn cuối cùng tại mặt trận tây nam Thái Bình Dương. Chiến dịch là một loạt các cuộc đổ bộ bằng đường biển tấn công lực lượng quân Nhật đồn trú đảo từ ngày 1 tháng 5 đến 21 tháng 7 do quân đoàn I của Úc do tướng Leslie Morshead chỉ huy thực hiện. Các lực lượng hải quân và không quân Đồng Minh, như Đệ thất hạm đội Hoa Kỳ dưới quyền đô đốc Thomas Kinkaid, Lực lượng Không quân Chiến thuật số 1 của Úc và Phi đoàn 13 Hoa Kỳ cũng đóng một vai trò quan trọng trong chiến dịch.
Chiến dịch mở màn với cuộc đổ bộ của quân Đồng Minh lên hòn đảo nhỏ Tarakan vào ngày 1 tháng 5. Tiếp đó, vào ngày 1 tháng 6 là hai cuộc đổ bộ đồng thời lên Labuan và bờ biển Brunei. 1 tuần sau, quân Úc bắt đầu tấn công các vị trí quân Nhật tại miền Bắc Borneo. Sau cùng, quân Đồng Minh kết thúc chiến dịch bằng cuộc đổ bộ đường biển lớn cuối cùng tại Balikpapan, bờ biển phía đông Borneo vào ngày 1 tháng 7.
Mặc dù chiến dịch này vào thời điểm đó và nhiều năm về sau đã bị chỉ trích tại Úc là một sự phí phạm vô ích sinh mạng những người lính, nhưng nó cũng đã đạt được nhiều thành quả, như cô lập các lực lượng quân Nhật còn đang chiếm giữ phần lớn Indonesia, chiếm được các nguồn cung cấp dầu mỏ và giải thoát tù binh Đồng Minh, những người đang phải ở trong tình trạng ngày càng tồi tệ.

## Chiến cuộc quần đảo Phillipines 1944-45
Sau khi đánh chiếm thành công New Guinea và quần đảo Mariana, trong lúc quan điểm của tướng Douglas MacArthur là tiến đánh và giải phóng Philippines, giới lãnh đạo lục quân và hải quân Hoa Kỳ lại cho rằng đổ bộ lên Đài Loan rồi tấn công Okinawa là con đường ngắn nhất tiến đến Nhật Bản. MacArthur kiên quyết bảo vệ quan điểm của mình vì cho rằng nếu Mỹ bỏ rơi Philippines, "đó sẽ là một thất bại quan trọng về tâm lý và chính trị đối với Hoa Kỳ trong nhiều năm sau." và đến ngày 26 tháng 7, ông và đô đốc Nimitz được mời đến Hawaii gặp tổng thống Franklin D. Roosevelt.
Tại đây, sau khi MacArthur trình bày tỉ mỉ kế hoạch chiếm Philippines, cả đô đốc Nimitz cũng thừa nhận danh dự quốc gia cũng như yêu cầu chiến lược đòi hỏi phải giải phóng Philippines và kế hoạch đã được tổng thống Roosevelt phê chuẩn. MacArthur sẽ lãnh đạo toàn bộ việc thực hiện kế hoạch phối hợp cùng lực lượng hải quân của đô đốc Nimitz.
Trong khi đó, Bộ tổng tham mưu Lục quân và Hải quân Hoàng gia Nhật Bản đã cho ra đời kế hoạch mang tên Sho-Go (Chiến thắng) thực chất là kế hoạch phòng thủ. Phần 1 của kế hoạch, gọi là Sho-1, là chiến dịch phòng thủ Philippines. Việc phòng thủ Philippines được giao cho tập đoàn quân số 14 Nhật Bản với quân số 450.000 người trong đó 250.000 quân đóng trên đảo Luzon và 200.000 quân đóng tại Leyte. Tổng số máy bay trên các đảo ở Philippines là 600 chiếc. Nguyên soái Terauchi đề nghị tập trung lực lượng đánh tan quân Mỹ vừa đổ bộ nhưng bị bác bỏ vì không biết quân Mỹ sẽ đổ bộ chính xác ở đâu nên khó điều động tập trung binh lực và do đó Bộ tư lệnh tối cao chỉ thị cho Terauchi thực hiện kế hoạch phòng thủ chiều sâu. "Người hùng Mã Lai", trung tướng Tomoyuki Yamashita được điều đến Philippines làm tư lệnh thay tướng Shigenori Kuroda. Trung tướng Sosaku Suzuki được trao nhiệm vụ bảo vệ đảo Midanao và chiến trường phía nam Philippines bằng quân đoàn 35.

### Hải chiến vịnh Leyte

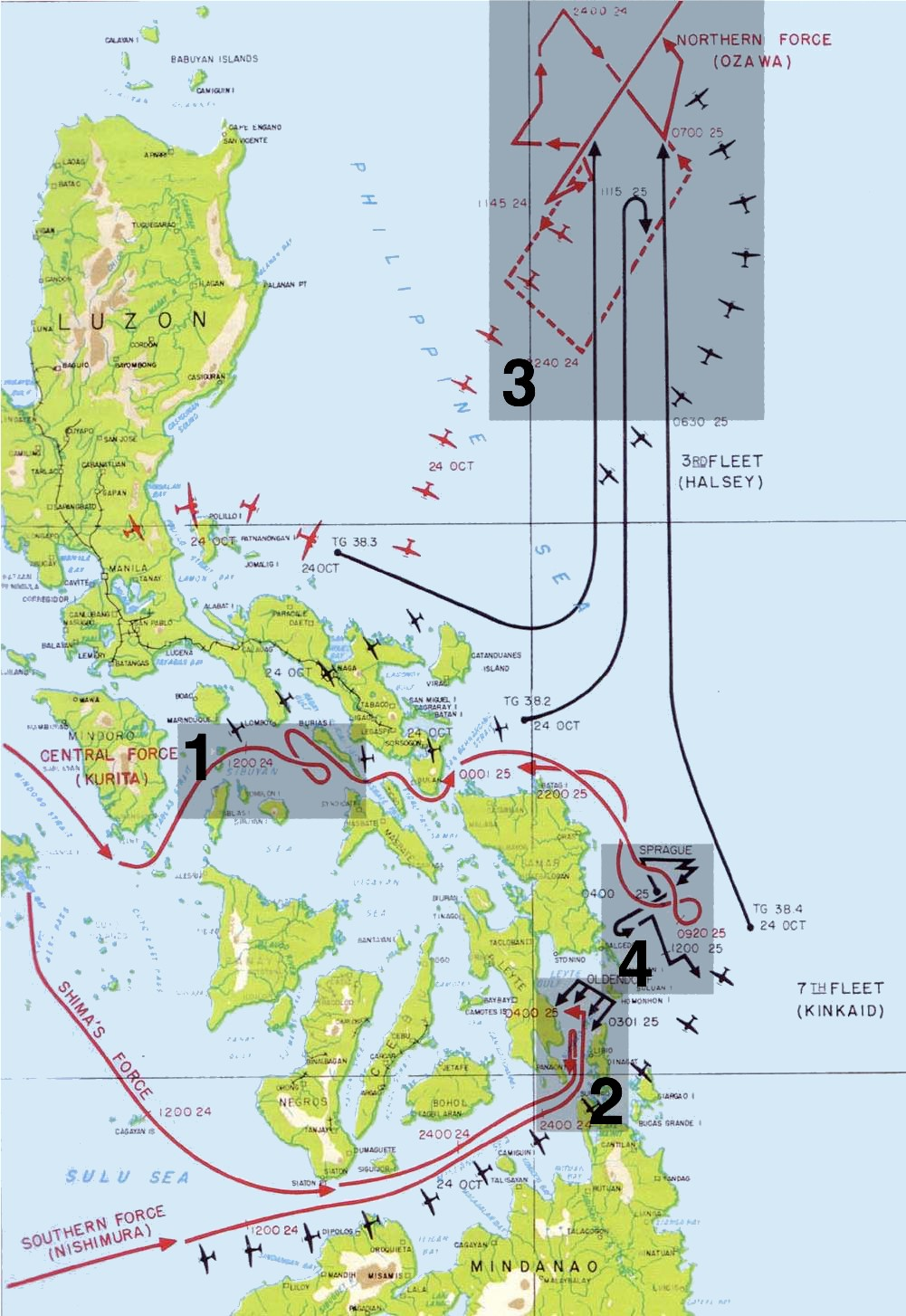
Bốn hoạt động chính trong Trận chiến vịnh Leyte.
1: Trận chiến biển Sibuyan,
2: Trận chiến eo biển Surigao,
3: Trận chiến mũi Engaño,
4: Trận chiến ngoài khơi Samar.

Hải chiến vịnh Leyte, được xem là trận hải chiến lớn nhất của Chiến tranh thế giới thứ hai cũng như là một trong những trận hải chiến lớn nhất lịch sử. Trận hải chiến này là một chuỗi 4 trận hải chiến nhỏ diễn ra quanh đảo Leyte từ ngày 23 đến ngày 26 tháng 10 năm 1944. Trận chiến này cũng ghi nhận lần đầu tiên mà máy bay Nhật thực hiện các cuộc tấn công tự sát kiểu Kamikaze. Ngày 20 tháng 10, quân Mỹ đổ bộ lên Leyte. Bộ chỉ huy Mỹ đã sử dụng Đệ Tam hạm đội và Đệ Thất hạm đội gồm 25 hàng không mẫu hạm, 20 tuần dương hạm, 144 khu trục hạm yểm trợ cuộc đổ bộ. Còn Nhật Bản huy động được 4 hàng không mẫu hạm, 9 thiết giáp hạm, 21 tuần dương hạm chia làm 3 lực lượng tác chiến tiến về Leyte. Theo kế hoạch của người Nhật, lực lượng phía bắc của đô đốc Jisaburo Ozawa tiến từ các căn cứ hải quân Nhật Bản sẽ làm lực lượng "chim mồi" nhử Đệ Tam hạm đội tiến về phía bắc, để cho lực lượng Trung tâm của đô đốc Takeo Kurita từ Singapore vượt qua eo biển San Bernardino tiến đến vịnh Leyte từ phía bắc tiêu diệt quân đổ bộ; trong khi lực lượng còn lại của chuẩn đô đốc Shoji Nishimura vượt qua eo biển Surigao (nằm giữa Midanao và Leyte) để vào vịnh Leyte từ phía nam.
Lực lượng trung tâm của Kurita bao gồm 4 thiết giáp hạm, 13 tuần dương hạm và 19 khu trục hạm trong đó có 2 thiết giáp hạm lớn nhất thế giới là Yamato và Musashi nhưng lại không hề có máy bay yểm trợ. Sáng ngày 23 tháng 10, khi lực lượng này đến phía tây Palawan, đã bị tàu ngầm của Đệ thất hạm đội Hoa Kỳ phát hiện. 2 tàu ngầm Darter và Dace đã phóng ngư lôi đánh chìm 2 tuần dương hạm Nhật trong đó có chiếc Atago là kì hạm của Kurita buộc ông phải phải chuyển soái kì qua thiết giáp hạm Yamato.
Vào khoảng 8 giờ sáng ngày 24 tháng 10, Lực lượng Trung tâm bị phát hiện trong khi đang di chuyển qua biển Sibuyan. Kurita điện về Manila xin không quân yểm trợ nhưng 180 máy bay tại đây đã bay đi tấn công Đệ Tam hạm đội ở vùng biển đông Philippines, đánh chìm được tàu sân bay nhẹ Princeton nhưng bị bắn rơi gần hết. Kết quả là Lực lượng trung tâm của Kurita phải chịu 5 đợt tấn công của các máy bay Hoa Kỳ trong suốt hơn 5 tiếng đồng hồ mà không hề có một máy bay Nhật nào bay tới ứng cứu. Kết quả là siêu thiết giáp hạm Musashi bị đánh chìm sau khu trúng 17 quả bom và 9 quả ngư lôi trúng đích, Yamato cũng bị thương nhẹ. Tuy nhiên, lực lượng của Kurita đã vượt qua thành công eo biển San Bernardino trong đêm hôm đó.
Trong lúc Kurita vượt qua eo San Bernadino một cách khó khăn, phân hạm đội của phó đô đốc Nishimura gồm 2 thiết giáp hạm, 1 tuần dương hạm và 4 khu trục hạm gần như an toàn suốt chuyến đi và tiến vào eo biển Surigao. Tuy nhiên tại đây vào đêm ngày 24 tháng 10, lực lượng này đã giao tranh với lực lượng thuộc Đệ thất hạm đội Hoa Kỳ của chuẩn đô đốc Jesse Oldendorf, bao gồm 6 thiết giáp hạm, 8 tuần dương hạm, 29 khu trục hạm và 29 tàu phóng lôi. Trong số bảy chiến hạm của Nishimura, chỉ còn lại khu trục hạm Shigure sống sót; Nishimura cũng chết cùng kì hạm Yamashiro của mình. Trong khi đó, một lực lượng khác của phó đô đốc Kiohyde Shima cũng tiến vào vịnh Leyte theo con đường phân hạm đội Nishimura đã đi, và đi sau 30 dặm. Khi chiến trận giữa Nishimua và hạm đội Mỹ vừa tàn thì Shima đến nơi. Nhìn thấy những thứ mà ông nghĩ là phần còn lại của cả hai chiếc thiết giáp hạm của Nishimura (đúng ra là hai nửa của chiếc Fusō), Shima ra lệnh rút lui vì không muốn chịu chung số phận.
Lực lượng phía bắc của Ozawa nhận được tín điện cầu cứu của Kurita đã xả hết tốc lực xuôi về Nam để hi sinh biến mình thành "mồi nhử" thu hút hạm đội Mỹ giúp cho lực lượng của Kurita vượt qua eo San Bernadino an toàn. Ozawa có trong tay 4 hàng không mẫu hạm, 2 thiết giáp hạm được cải biến thành hàng không mẫu hạm, 3 tuần dương hạm, 9 khu trục hạm và vỏn vẹn 108 máy bay, còn Đệ tam Hạm đội có đến 9 hàng không mẫu hạm nặng, 8 hàng không mẫu hạm nhẹ, 6 thiết giáp hạm, 17 tuần dương hạm và 1.000 máy bay. Chỉ huy Đệ tam hạm đội, đô đốc William Halsey, Jr sau phi phát hiện ra lực lượng phía bắc đã cho rằng đây là mối đe dọa chủ yếu nên ông đã cho thành phần chủ yếu của hạm đội là Lực lượng đặc nhiệm 38 tiến về phía bắc. Hành động khiến cho Halsey bị nhiều chỉ trích sau này đã giúp lực lượng Kurita được "giải thoát". Nhưng không may cho phía Nhật, bức điện miêu tả kế hoạch "mồi nhử" của Ozawa đã không đến tay Kurita.
Vào thời điểm đó, phó đô đốc Kurita đã đưa đoàn tàu qua eo San Bernadino không gặp sự kháng cự nào trong đêm ngày 24 rạng ngày 25 vì đô đốc Hoa Kỳ Hasley đã tung toàn lực lượng của Đệ Tam hạm đội lên phía bắc để tấn công các tàu sân bay Nhật thuộc Lực lượng phía bắc của Ozawa đã bỏ trống eo biển San Bernardino. Kurita cho đoàn tàu di chuyển về phía nam dọc theo bờ biển phía đông đảo Samar, nơi lực lượng Hoa Kỳ phòng thủ là Đơn vị Đặc nhiệm tàu sân bay hộ tống của Đệ Thất hạm đội dưới tên các gọi Taffy 3 gồm 6 tàu sân bay hộ tống loại nhỏ và 7 khu trục hạm do chuẩn đô đốc Clifton Sprague chỉ huy. Trông thấy các tàu sân bay Mỹ, Kurita hạ lệnh tấn công. Sprague lệnh cho 3 khu trục hạm tấn công tàu Nhật để tàu sân bay bỏ chạy đồng thời máy bay từ các tàu sân bay của Sprague cũng lao vào tấn công. Tàu sân bay Gambier Bay bị đạn pháo bắn nổ buồng máy và chìm. Mỹ còn bị chìm thêm 2 khu trục hạm khác trong khi phía Nhật có 3 tuần dương hạm bị thương nặng vì máy bay Mỹ. Đoàn tàu sân bay Mỹ đã rút lui khỏi chiến trường và Kurita hạ lệnh bỏ các mục tiêu này tiến về phía đảo Leyte để tiêu diệt quân đổ bộ Mỹ. Đến khoảng 10 giờ 50 phút, Sprague phát hiện một tốp máy bay Nhật tiến về tàu sân bay của mình. Một chiếc Zero do trung úy Yukio Seki đã đâm vào tàu sân bay USS St. Lo làm nổ tung kho chứa bom, đánh chìm tàu sân bay này. Đây được xem là cuộc tấn công chính thức đầu tiên của các Kamikaze (Thần phong) trong Chiến tranh Thái Bình Dương.
Gần trưa ngày 25 tháng 10, đoàn chiến hạm của Kurita tiến sát đến ngưỡng cửa vịnh Leyte. Ông bỗng nhận được tin một hạm đội tàu sân bay Mỹ đang ở cách vịnh Leyte 113 dặm về phía bắc. Đồng thời, qua bức điện nhận được từ khu trục hạm Shigure còn sống sót của phân đội Nishimura, ông biết được lực lượng không quân và hải quân Hoa Kỳ ở đây rất mạnh, đủ khả năng tiêu diệt lực lượng của ông. Kurita còn đoán rằng đoàn tàu đổ bộ Mỹ đã chuyển hết quân trang, quân dụng lên bờ. Sau khi cân nhắc, Kurita hạ lệnh rút lui, quay về phía bắc để tiêu diệt tàu sân bay Mỹ.
Quyết định của Kurita về sau được chứng minh là sai lầm lớn: Đệ tam hạm đội của Hasley đang bận truy đuổi Lực lượng phía bắc của Nhật nên không thể về cứu viện kịp; chủ lực Đệ thất hạm đội còn ở eo Surigao phía nam Leyte, không đề phòng một cuộc đột kích từ phía bắc và đoàn tàu đổ bộ tại vịnh Leyte còn chưa chuyển hết quân trang, quân dụng lên bờ. Các chiến hạm của Kurita có thể lọt vào vịnh Leyte và tiêu diệt xong đoàn tàu đổ bộ Mĩ trong vịnh rồi mới phải quay ra đối phó với hạm đội thứ 7 Hoa Kỳ. Quân Nhật sẽ rất tiếc nuối khi biết rằng đoàn tàu đổ bộ Mĩ ở vịnh Leyte lúc bấy giờ vẫn chưa chuyển hết số vũ khí quân trang lên bờ. Trong số đó có 23 tàu đổ bộ LST chở xe tăng, 28 tàu vận tải cỡ 22.000 tấn chở các vỉ sắt lót đường băng và các vật liệu khác để lập sân bay dã chiến. Nếu số tàu này bị đánh chìm thì - như tướng Mac Arthur đã thừa nhận - đạo quân Mĩ đã đổ bộ sẽ "bị đặt vào tình thế nguy hiểm".

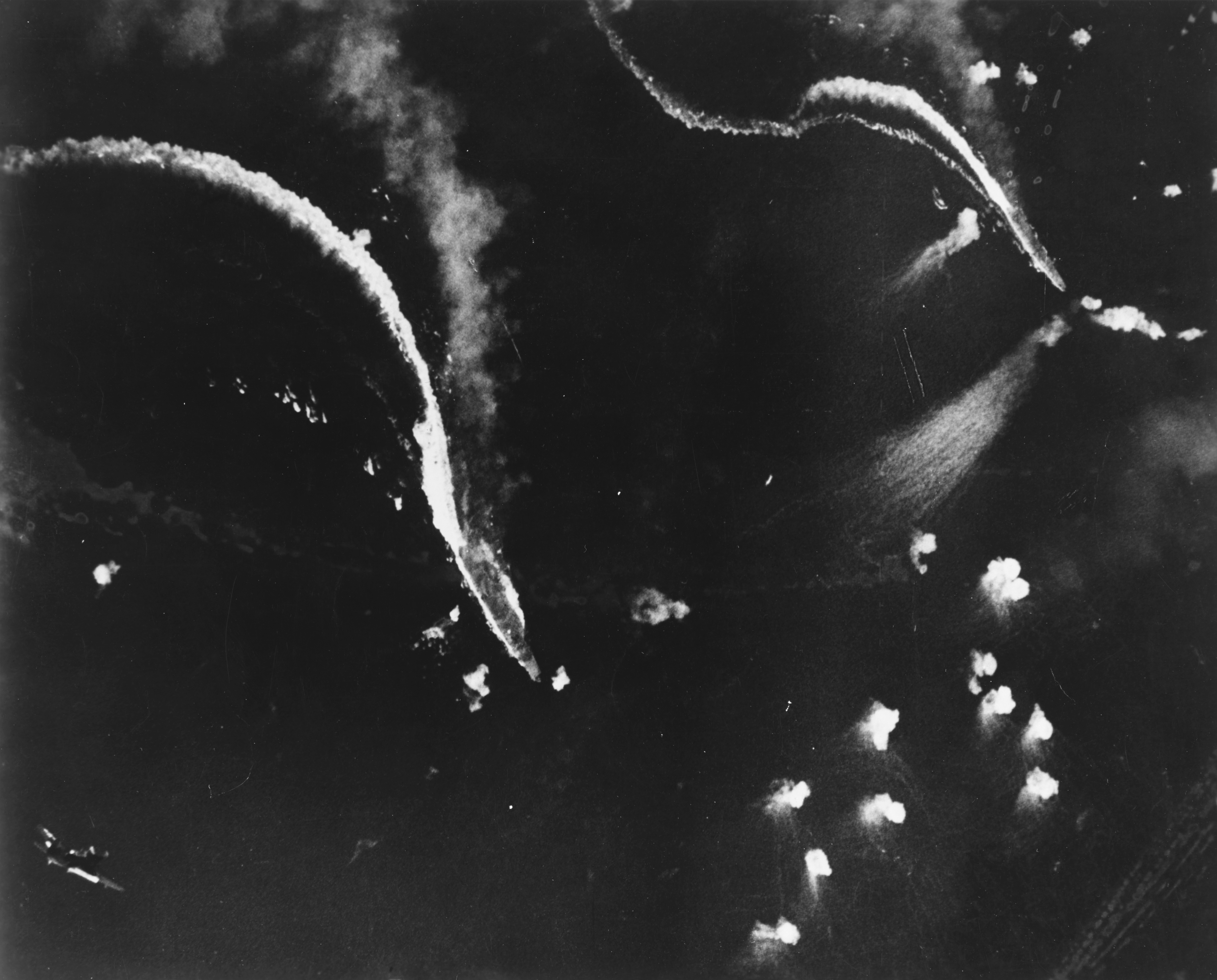
Tàu sân bay Nhật Zuikaku (bên trái ở giữa), và có thể là tàu sân bay Zuihō (góc trên bên phải) đang bị máy bay ném bom bổ nhào tấn công trong trận chiến ngoài khơi mũi Engaño.

Trở lại với lực lượng phía bắc của Ozawa, từ sáng ngày 25 tháng 10, ông đã phóng khoảng 75 máy bay tấn công Đệ Tam hạm đội. Đa số bị các máy bay Mỹ làm nhiệm vụ tuần tra chiến đấu trên không bắn rơi, không gây thiệt hại gì cho các tàu Mỹ. Vào lúc 8 giờ, đô đốc Hasley tung đợt tấn công đầu tiên gồm 180 máy bay. Ozawa đưa các chiến đấu cơ của mình lên ngăn chặn nhưng đều bị bắn rơi. Sau 4 đợt tấn công của máy bay Mỹ, Nhật Bản mất 3 hàng không mẫu hạm Zuikaku, Zuiho và Chiyoda. Chiếc hàng không mẫu hạm thứ tư, Chitose và một khu trục hạm bị vô hiệu hóa và chìm sau đó. Sự hi sinh này của Lực lượng phía bắc đã trở nên vô ích khi Kurita không hoàn thành nhiệm vụ tiêu diệt đoàn tàu đổ bộ Hoa Kỳ ở vịnh Leyte. Sau khi Kurita rời vịnh Leyte, đoàn tàu của ông bị các máy bay từ các tàu sân bay hộ tống cỡ nhỏ của Sprague đánh bị thương 2 chiến hạm. Tiếp đó, là đợt tấn công của 147 máy bay thuộc phân đội tàu sân bay thứ tư của Hasley. Đến 6 giờ tối, khi không còn đủ nhiên liệu để truy lùng đoàn tàu sân bay chủ lực của Hasley, Kurita đành hạ lệnh thẳng tiến tới eo San Bernadino trở về căn cứ. Trên đường về, lực lượng của ông còn bị máy bay Mỹ truy kích đánh chìm 1 thiết giáp hạm và 2 tuần dương hạm.
Kết thúc trận đánh tại vịnh Leyte, hải quân Nhật bị tổn thất nặng: 4 hàng không mẫu hạm, 3 thiết giáp hạm, 9 tuần dương hạm và 10 khu trục hạm bị đánh chìm, nhiều chiến hạm khác bị hư hỏng. Còn hải quân Mỹ chỉ thiệt hại nhẹ: 1 hàng không mẫu hạm nhẹ, 2 hàng không mẫu hạm hộ tống và 3 khu trục hạm bị đánh chìm. Sau 4 ngày chiến đấu, hải quân Nhật mất 300.000 tấn trọng tải tàu, bằng 1/4 tổng khối lượng tàu Nhật chìm kể từ đầu chiến tranh. Tổn thất không thể bù đắp này khiến hải quân Nhật chỉ còn đóng vai trò thứ yếu trong giai đoạn còn lại của cuộc chiến. Kèm theo đó, lục quân Nhật phòng thủ Philippines hết hi vọng ở sự trợ giúp của hải quân.

### Trận Leyte
Cuộc đổ bộ lên đảo Leyte bắt đầu vào 10 giờ sáng ngày 20 tháng 10 năm 1944. Sau 3 ngày, lực lượng đi đầu của Mỹ gồm 4 sư đoàn bộ binh trước sự kháng cự yếu ớt và thiếu tổ chức của quân Nhật đã chiếm một dải đất dài 20 km, sâu 17 km và lập tức xây dựng ngay các sân bay dã chiến cho quân đoàn không quân số 5 từ đảo Morotai bay tới. Tại Manila, tướng Yamashita nhận được lệnh từ Tổng hành dinh ở Tokyo là tập đoàn quân 14 phải đánh trận quyết định ở Leyte. Nhận thấy khó thực hiện được mệnh lệnh này, ông cố gắng thuyết phục nguyên soái Terauchi cho lui quân về Luzon nhưng bị từ chối.
Ngày 25 tháng 10, khi trận hải chiến ở vùng biển Leyte còn đang quyết liệt, quân Mỹ đã đổ bộ lên đảo Samar phía đông bắc Leyte, cắt đứt tuyến giao thông liên lạc của quân Nhật từ đảo Leyte tới đảo Luzon là nơi đặt sở chỉ huy. Ngày 1 tháng 11, sư đoàn 1 Nhật đã được điều từ Manila xuôi xuống phía nam cứu viện cho Leyte. Khi sư đoàn này cập cảng Ormoc đã chạm trán sư đoàn bộ binh 24 Mỹ. So với sư đoàn 1 Nhật, sư đoàn 24 Mỹ hơn hẳn về quân số, trang bị, pháo binh và xe tăng nhưng quân Nhật biết dựa vào công sự kiên cố và địa hình hiểm trở đã chống cự quyết liệt gây cho Mỹ nhiều thiệt hại. Vì vậy bộ tư lệnh Mỹ đã điều thêm sư đoàn kị binh số 1 đến tăng viện cho sư đoàn 24. Phía Nhật cũng đưa thêm sư đoàn 26 vào tham chiến và hai bên cứ tiếp tục điều thêm quân đến Leyte cho đến lúc quân Mỹ chiếm được đảo ngày 22 tháng 12.
Thất bại ở Leyte đưa đến sự mất uy tín của thủ tướng Kuniaki Koiso khi trước đó ông đã tuyên bố là Nhật sẽ thắng ở đây. Lục quân Nhật mất 1 quân đoàn tinh nhuệ. 3.500 lính và sĩ quan Hoa Kỳ và hơn 12.000 người khác bị thương trong khi chỉ có 5.000 lính Nhật sống sót trong số 70.000 quân ban đầu.

### Chiến sự ở Luzon
Lực lượng Mỹ huy động đánh chiếm Luzon có tập đoàn quân số 6 gồm 2 quân đoàn, mỗi quân đoàn có 5 sư đoàn bộ binh, 1 sư đoàn đổ bộ đường không và một sư đoàn tăng gồm 80 chiếc. Phía sau tập đoàn quân 6 còn có 4 sư đoàn bộ binh. Tổng cộng lực lượng đổ bộ của Mỹ có 250.000 quân đối đầu với 120.000 quân phòng thủ thuộc tập đoàn quân 14 Nhật.
Vào ngày 15 tháng 12, quân Mỹ đã đổ bộ lên đảo Mindoro, phía nam đảo Luzon. Chỉ có khoảng 1.000 quân Nhật tại đây nhưng quân Mỹ cũng phải mất hơn 3 tuần giao tranh mới chiếm được đảo và thiết lập tại đây một sân bay. Ngày 9 tháng 1 năm 1945, Tập đoàn quân số 6 Hoa Kỳ do tướng Walter Krueger chỉ huy đổ bộ lên bờ vịnh Lingayen, đúng nơi người Nhật đổ bộ 3 năm về trước. Quân Nhật buộc phải rút lui về phòng thủ Bataan và Corregidor.
Ngày 11 tháng 1, quân Mỹ bắt đầu hành quân về hướng nam tiến đến Manila. Mặc cho những bước tiến khả quan ban đầu, các cuộc đụng độ tiếp theo ở Manila diễn ra ác liệt. Ngày 25 tháng 2, lực lượng đi đầu của Mỹ tiến vào Manila đã bị bom đạn tàn phá hầu như hủy diệt. Phải đến ngày 3 tháng 3, quân Mỹ mới quét sạch tất cả quân Nhật trong thành phố. Khi vòng vây đối với thành phố Manila ngày càng khép chặt, bán đảo Bataan nhanh chóng bị quân Mỹ chiếm giữ. Còn tại Corregidor, chiến cuộc đã diễn ra trong 11 ngày đêm và đến ngày 17 tháng 2, quân Mỹ chiếm được nơi đây khi chỉ còn vỏn vẹn 20 quân Nhật sống sót.
Cùng lúc đó, hải quân Hoa Kỳ dù gặp nhiều thiệt hại từ các cuộc tấn công Kamikaze nhưng vẫn đủ sức yểm trợ cho lực lượng trên bờ và ngăn chặn hải quân Nhật tiếp viện cho chiến trường Philippines. Ngày 12 tháng 1, hạm đội tàu sân bay của đô đốc Halsey đã cho máy bay đi oanh tạc sân bay Tân Sơn Nhất ở Sài Gòn cùng các căn cứ thủy phi cơ Nhật tại Cát Lái và Quy Nhơn. Tiếp đó trong hai ngày 13 và 14 tháng 1, đến lượt Hồng Kông, Áo Môn, Sa Đầu và Đài Loan bị oanh tạc.
Phần còn lại của Philippines chỉ được giải phóng vào tháng 7 năm 1945 sau các cuộc hành quân phối hợp thủy bộ và không vận. Tuy nhiên, vẫn còn nhiều nhóm nhỏ quân Nhật lẩn quất trong rừng rậm không chịu ra hàng. Kết thúc chiến dịch Philippines, ước tính 250.000 quân Nhật đã chết trong khi tổn thất của Mỹ cũng lên đến 60.000 người, chưa kể du kích quân Philippines. Chiến cuộc tại Philippines là một đòn nặng nề cho cả hải quân lẫn lục quân Nhật. Tuy nhiên, tốc độ tiến quân của quân Mỹ vẫn rất chậm so với khi lục quân Nhật đánh chiếm Philippines năm 1942.

## Chiến tranh trên lãnh thổ Nhật

### Iwo Jima

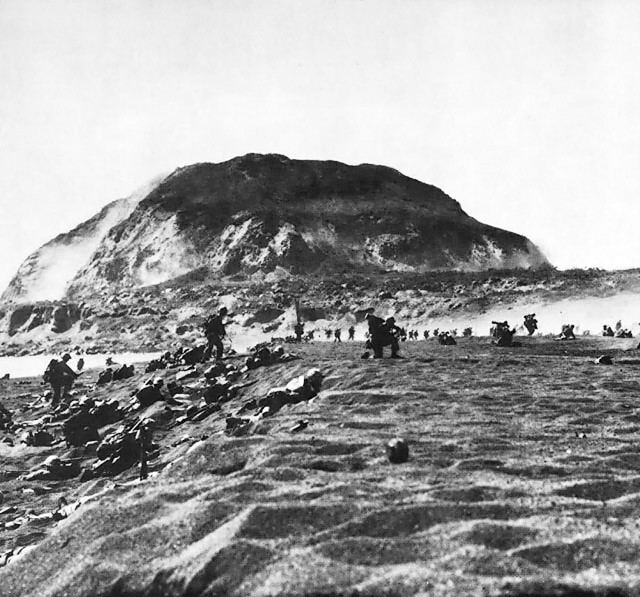
Thủy quân lục chiến Mỹ trên bãi biển Iwo Jima ngày 19 tháng 2 năm 1945

Theo phương án tác chiến của hội đồng tham mưu Hoa Kỳ, sau khi giành được Philippines và Indonesia sẽ đổ bộ đánh chiếm Đài Loan. Tuy nhiên, sau những thắng lợi liên tiếp trên chiến trường Thái Bình Dương, họ quyết định thay đổi kế hoạch tấn công: bỏ qua Đài Loan và tiến đánh Iwo Jima là lãnh thổ cực nam Nhật Bản có tác động tâm lý lớn hơn. Ngoài ra, trên đảo còn có 3 sân bay có thể được người Mỹ sử dụng cho các cuộc oanh kích vào lãnh thổ Nhật Bản bằng các máy bay ném bom hạng nặng B-29 hay tiếp nhận hạ cánh khẩn cấp những máy bay Mỹ đi ném bom trở về và còn nhằm triệt hạ các căn cứ radar Nhật trên đảo.

Thủy quân lục chiến Mỹ cắm cờ chiến thắng trên đỉnh Suribachi

Lực lượng Nhật phòng thủ tại Iwo Jima khoảng 22.000 quân do trung tướng Tadamichi Kuribayashi chỉ huy. Còn bên phía Hoa Kỳ, để tiến đánh Iwo Jima, họ đã huy động 3 sư đoàn thủy quân lục chiến và 192 xe tăng lội nước Trung tướng Holland Smith được chọn làm tư lệnh hành quân các lực lượng thủy quân lục chiến. Toàn bộ lực lượng bộ binh, thủy quân lục chiến là 110.000 người được yểm trợ bởi 700 chiến hạm của hải quân Hoa Kỳ, trong đó có 28 hàng không mẫu hạm mang 1.172 máy bay.
Sau một loạt đợt oanh kích dọn đường bằng hải pháo và máy bay trong ba ngày 16, 17 và 18 tháng 2, sáng ngày 19 tháng 2, lính Mỹ đổ bộ lên Iwo Jima và nhanh chóng gặp phải sự kháng cự quyết liệt của quân trú phòng Nhật. Núi Suribachi, điểm cao nhất trên hòn đảo và cũng là một vị trí phòng thủ quan trọng, bị lính thủy đánh bộ Mỹ đánh chiếm vào ngày 23 tháng 2. Tuy nhiên, địa hình hiểm trợ cộng với sức chống trả ngoan cường của người Nhật khiến lính Mỹ tiến quân rất chậm. Phải đến ngày 16 tháng 3, hòn đảo mới chính thức được Hoa Kỳ tuyên bố an toàn và chiến sự chính thức chấm dứt vào ngày 26 tháng 3.
Trong số khoảng 22.000 quân trú phòng Nhật, chỉ còn khoảng 3.000 người sống sót và 216 người bị bắt làm tù binh. Một số còn lại ẩn náu trong các hang động, tiếp tục chiến đấu cho đến nhiều năm sau chiến tranh. Quân Mỹ cũng tổn thất nặng với 6.821 lính thủy đánh bộ chết và gần 20.000 người bị thương. Iwo Jima là nơi đổ bộ duy nhất tại Thái Bình Dương mà thương vong của phía Mỹ vượt hơn cả Nhật. Với giá đó, người Mỹ đã tiến bước đầu tiên tới ngưỡng cửa Nhật Bản.

### Okinawa

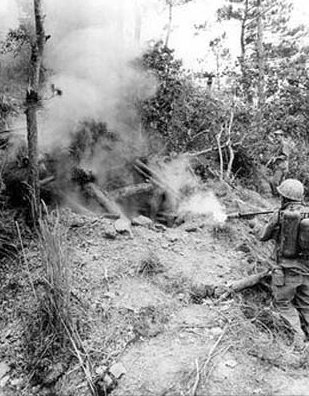
Lính Mĩ sử dụng súng phun lửa tại Okinawa để tiêu diệt quân Nhật trong các hang động

Mục tiêu kế tiếp của người Mỹ sau Iwo Jima là Okinawa, hòn đảo lớn nhất trong quần đảo Ryukyu, nằm về phía nam đảo Kyushu, dài gần 100 km. Đảo có một vị trí chiến lược quan trọng vì nằm trên ngã tư quốc tế ở Đông Á, giữa Trung Quốc, Đài Loan và Nhật Bản. Trên đảo còn có thể xây dựng các sân bay lớn và quân cảng.
Lực lượng Nhật Bản trấn giữ Okinawa bao gồm Quân đoàn 32 và một số đơn vị hỗ trợ, kể cả dân quân, tổng cộng là hơn 100.000. Chỉ huy trưởng lực lượng phòng thủ trên đảo là trung tướng Mitsuru Ushijima, tham mưu trưởng là trung tướng Isamu Chō và trưởng phòng tác chiến là đại tá Hiromichi Yahara. Trong khi đó, lực lượng chủ yếu của Mỹ tham gia đánh chiếm Okinawa là Tập đoàn quân số 10 do trung tướng Simon Bolivar Buckner chỉ huy, được yểm trợ bởi 1.317 tàu chiến và 1.727 máy bay.
Máy bay, chiến hạm hoa Kỳ bắt đầu ném bom, bắn phá Okinawa từ ngày 24 tháng 3 và ác liệt nhất là vào ngày 31. Ngày 1 tháng 4, quân Mỹ bắt đầu cuộc đổ bộ mà không sự kháng cự nào đáng kể. Trước tình thế đó, ngày 5 tháng 4, đô đốc Soemu Toyoda, tư lệnh Hạm đội Liên hợp ra lệnh cho phó đô đốc Seiichi Ito, tư lệnh Đệ nhị hạm đội tiến đánh hạm đội Đồng Minh đang thả neo tại Okinawa. Cuộc tổng tấn công này của hải quân được gọi là Cuộc hành quân Ten-Go. Đệ nhị hạm đội lúc này còn trong tay 10 chiến hạm, trong đó có thiết giáp hạm lớn nhất thế giới Yamato. Đây được xem là một nhiệm vụ tự sát nếu so sánh lực lượng hạm đội Nhật và Đồng Minh nhưng thực chất là một nhiệm vụ nhử địch giúp các máy bay Kamikaze tấn công hạm đội Hoa Kỳ.
Chiều ngày 6 tháng 4, hạm đội bắt đầu nhổ neo đi chiến đấu. Tuy nhiên đến trưa ngày 7 tháng 4, trong khoảng thời gian hơn 2 giờ đồng hồ, hạm đội Nhật đã bị các máy bay xuất phát từ các hàng không mẫu hạm Hoa Kỳ tấn công và kết quả là 6 chiến hạm bị đánh chìm, trong đó có Yamato. Với việc thiết giáp hạm Yamato bị đánh chìm, hải quân Hoàng gia Nhật xem như cũng chìm theo.
Sau một tuần đổ bộ, quân Mỹ không gặp bất kì một sự kháng cự đáng kể nào. Tuy nhiên, khi tiến xuống phía nam, đến chân dãy núi Shuri, họ đã vấp phải lực lượng quân Nhật đang chờ đón họ trong những vị trí phòng thủ được chuẩn bị chu đáo. Từ ngày 14 tháng 4 đến ngày 3 tháng 5, nỗ lực đánh chiếm phòng tuyến Shuri của quân Mỹ đã thất bại. Tuy nhiên, sau cuộc phản công bất thành của quân Nhật, ngày 11 tháng 5, Tập đoàn quân số 10 bắt đầu lại cuộc đột phá phòng tuyến.
Trước những cuộc đột phá phòng tuyến của quân Mỹ cộng với quân lực ngày càng giảm sút, đến cuối tháng 5, tướng Ushijima đã phải ra lệnh cho rút dần quân ra khỏi phòng tuyến Shuri. Đêm ngày 26 tháng 5, bộ tư lệnh của tướng Ushijima cũng rời khỏi hang động dưới chân lâu đài Shuri. Phòng tuyến Shuri xem như sụp đổ và đến ngày 31 tháng 5 thì thành phố Shuri bị quân Mỹ chiếm.
Tại Okinawa, các máy bay Kamikaze đã gây ra cho người Mỹ rất nhiều khó khăn nhưng vẫn không ngăn được bước tiến, dù chậm chạp của quân Mỹ tại Okinawa. Tuy nhiên, vào ngày 18 tháng 6, 4 ngày trước khi trận đánh kết thúc, tướng Simon Bolivar Buckner, tư lệnh quân Mỹ tại Okinawa bị quân Nhật phục kích bằng súng cối làm ông chết trước giờ thắng lợi cuối cùng. Ngày 22 tháng 6, tướng Ushijima, tướng Cho và 7 sĩ quan khác trong ban tham mưu của quân Nhật tại Okinawa đã tự sát. Ngày 2 tháng 7, chiến sự trên đảo Okinawa chấm dứt sau 3 tháng giao tranh.
Trong trận này, Nhật Bản bị loại khỏi vòng chiến hơn 100.000 quân (gồm hơn 77.000 tử trận, gần 10.000 bị bắt làm tù binh và gần 20.000 ra hàng sau khi chiến tranh kết thúc), chưa kể hơn 150.000 dân đảo Okinawa chết vì nhiều nguyên nhân. Phía Mỹ có 20.195 lính chết (bao gồm 12.520 chết tại trận, gần 7.800 chết tại bệnh viện vì bị thương hoặc bị bệnh), 55.162 người bị thương. Trận Okinawa là một chương đẫm máu nhất của chiến tranh Thái Bình Dương.

### Ném bom chiến lược trên lãnh thổ Nhật

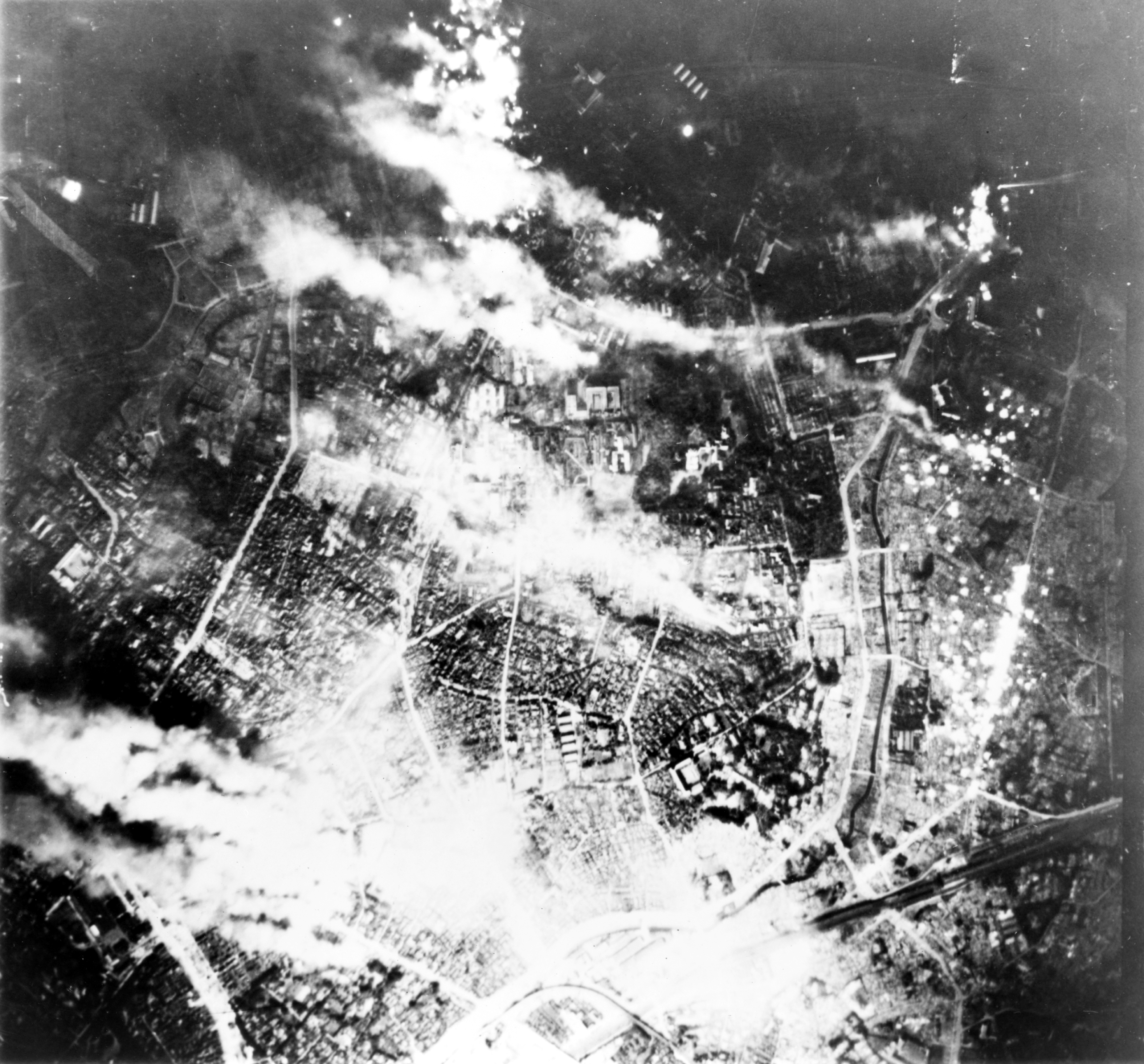
Cảnh thành phố Tokyo trong biển lửa khi bị tấn công bằng bom lửa ngày 26 tháng 5 năm 1945.

Từ tháng 6 năm 1944, Hoa Kỳ đã tiến hành những cuộc ném bom lẻ tẻ trên lãnh thổ Nhật Bản. Mãi đến cuối năm 1944, khi tuyến phòng thủ của Nhật ngày càng bị đẩy lùi, các cuộc oanh tạc Nhật Bản mới được tiến hành với quy mô ngày càng lớn và tính chất ngày càng ác liệt. Đó không chỉ là một đòn tâm lý mà còn là bộ phận quan trọng trong chiến lược của Đồng Minh nhằm hủy diệt tiềm lực công nghiệp quân sự Nhật; tiêu diệt các căn cứ hải, lục, không quân; ngăn cản sự chi viện của Nhật đến các chiến trường xa và phong tỏa nước Nhật. Sau cùng, không quân, lục quân, hải quân Đồng Minh sẽ phối hợp tấn công buộc Nhật Bản đầu hàng. Tuy nhiên, vào đầu năm 1945, nhiều nhà máy Nhật đã đóng cửa hoặc hoạt động dưới công suất vì thiếu nguyên liệu ngay trước cuộc ném bom của Đồng Minh.
Từ tháng 12 năm 1944 đến tháng 5 năm 1945, 19.500 tấn bom của Đồng Minh đã được thả xuống chiến trường Thái Bình Dương, phần lớn rơi vào lãnh thổ Nhật Bản. Trong đó, vào đêm ngày 9 tháng 3, Tokyo bị oanh tạc bởi bom napan, khoảng 100.000 người được ước tính đã chết ngay lập tức trong biển lửa, hơn cả con số thương vong do bom gây ra ở Hiroshima hay Nagasaki. Cuộc ném bom này là sáng kiến của thiếu tướng Curtis LeMay, tư lệnh sư đoàn oanh tạc cơ số 3, người cho rằng có thể buộc Nhật Bản đầu hàng mà không cần phải đổ bộ lên đất Nhật bằng cách tiến hành liên tục những cuộc ném bom hủy diệt trên quy mô lớn. Ngay trong đêm 10 rạng ngày 11, Hoa Kỳ lại huy động hơn 300 máy bay ném bom Napalm xuống Nagoya là thành phố lớn thứ ba của nước Nhật. Tiếp sau đó, lần lượt là Osaka, Kobe, Yokohama đều bị ném bom dữ dội. Từ đầu tháng 6 đến 15-8-1945, Đồng minh đã dùng hết 135.000 tấn bom ở chiến trường Thái Bình Dương, hầu hết số đó rơi xuống chính quốc Nhật Bản, số bom ném trong hai tháng rưỡi cuối cùng của chiến tranh nhiều hơn gấp 7 lần số bom dùng trong 6 tháng trước đó.

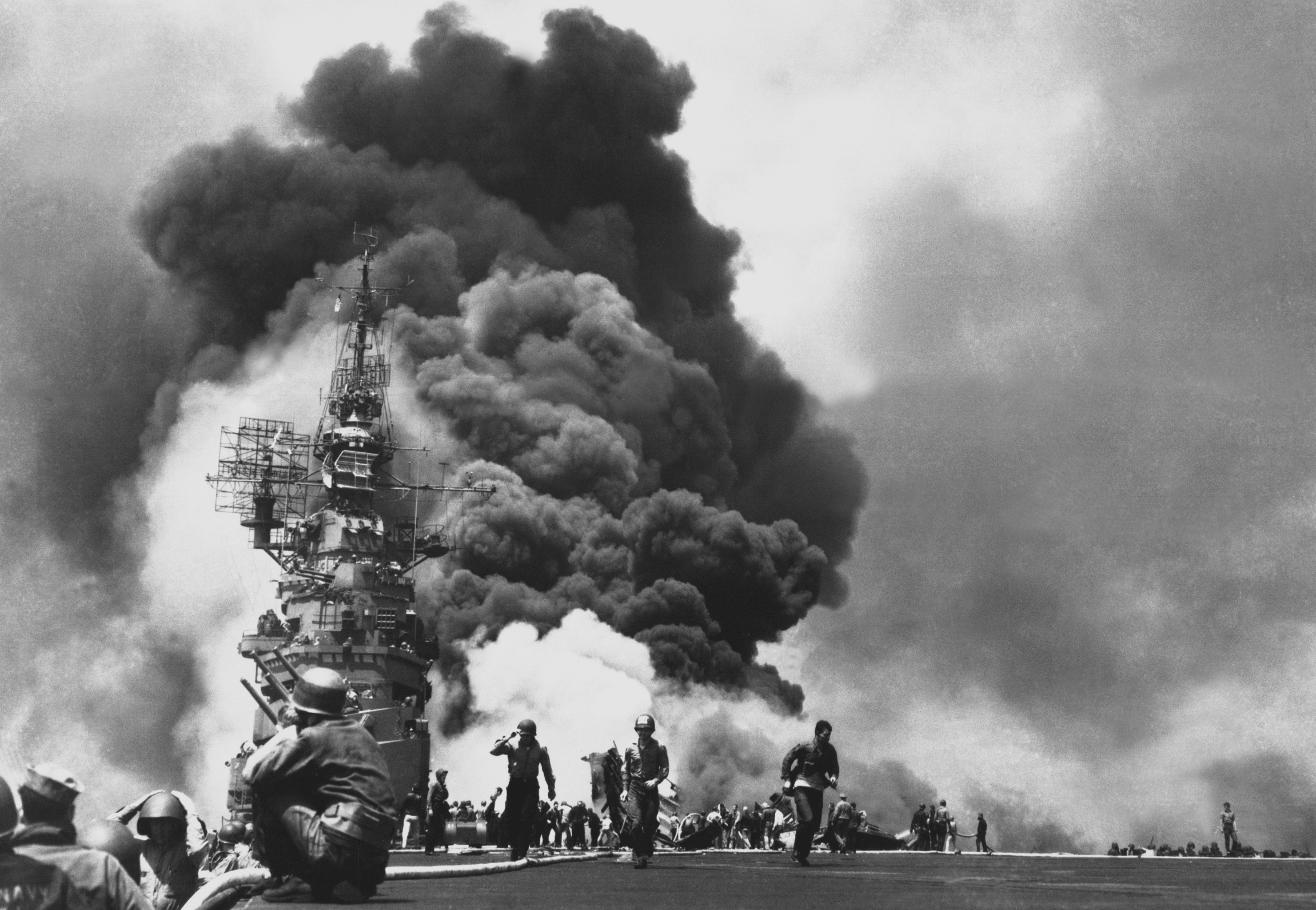
Hàng không mẫu hạm Bunker Hill của Hoa Kỳ bốc cháy do bị máy bay cảm tử Nhật lao trúng

Đến mùa hè, Nhật Bản đã hoàn toàn bị cô lập, hạm đội Nhật bị đánh chìm, không quân không tự lo liệu được, nền công nghiệp bị tê liệt. Sau khi Hoa Kỳ chiếm được Okinawa, các cuộc oanh kích đã gia tăng cường độ rất nhiều, hơn cả sự tàn phá nước Đức trước đó. Từ tháng 3 đến tháng 6, Nhật mất 4.000 máy bay và từ ngày 4 tháng 7, không còn thấy máy bay Nhật nghênh chiến. Một số phi đội sống sót phải kéo sang Triều Tiên trú ẩn chờ ngày xuất kích khi Đồng minh đổ bộ lên Nhật Bản.
Phía Nhật Bản cũng đề ra chiến lược kháng cự mới, đó là các phi công Thần phong. Họ là các phi công cảm tử chuyên lái máy bay chở đầy thuốc nổ, bom đâm thẳng vào tàu địch. Đó là một nỗ lực cảm tử nhằm tăng tối đa độ chính xác và tổn thất cho địch so với việc ném bom thông thường. Trong 6 tháng đầu năm 1945, các máy bay Thần phong (máy bay cảm tử mang bom lao thẳng vào tàu chiến địch) của không quân Nhật cũng đã đánh đắm hoặc đánh trọng thương được 264 tàu chiến các loại của Mỹ, trong đó có 4 tàu sân bay lớn là các chiếc Ticonderoga, Saratoga, Intrepid và Bunker Hill. Trận bão ngày 5/6 cũng gây hư hại hư hại cho 5 tàu sân bay, 2 thiết giáp hạm, 1 tuần dương hạm và 13 hạm tàu khác của Mỹ, khiến Hạm đội 3 của Mỹ phải quay về căn cứ sửa chữa mất 1 tháng.
Hải quân Nhật bước sang tháng 8 chỉ còn lại 2 hàng không mẫu hạm, 4 tuần dương hạm, 26 khu trục hạm, 16 tàu ngầm; nhiều chiếc trong số này cũng phải nằm tại cảng do không có đủ nhiên liệu hoặc đạn dược Trong khi đó, lực lượng hải quân Đồng Minh do Hoa Kỳ làm nòng cốt dù chịu nhiều thiệt hại song vẫn có số lượng áp đảo. Tới tháng 8 năm 1945, hải quân Mỹ có trong tay 6.768 tàu các loại, gồm 28 tàu sân bay cỡ lớn và hàng chục tàu sân bay cỡ nhỏ, 23 thiết giáp hạm, 71 tàu sân bay hộ tống, 72 tuần dương hạm, 232 tàu ngầm, 377 khu trục hạm cùng hàng ngàn tàu chở hàng, chở dầu, tàu đổ bộ các loại; phần lớn số này đã được huy động cho mặt trận Thái Bình Dương.
Kết quả 7 tháng của năm 1945, không quân và hải quân Đồng minh đã đánh đắm hoặc làm trọng thương 2.700.000 tấn trọng tải tàu các loại, tiêu diệt 11.375 máy bay các loại của Nhật. Các tàu vận tải tới Trung Quốc, Đông Dương, Triều Tiên liên tục bị máy bay và tàu ngầm Đồng Minh đánh chìm. Chính quốc Nhật Bản hầu như bị cô lập với các vùng lãnh thổ trải dài từ Triều Tiên, Mãn Châu qua Trung Quốc đến tận Đông Dương, Mã Lai, Singapore.
Mọi lĩnh vực thuộc đời sống Nhật Bản, dân sự cũng như quân sự, bị ảnh hưởng nặng bởi tình trạng thiếu thốn nguyên liệu thô cơ bản. Sản xuất thép chỉ còn không tới 100.000 tấn mỗi tháng. Tương tự, sản lượng máy bay đã rớt xuống chỉ bằng 1/3 chỉ tiêu vì thiếu nhôm, bauxit, và sự khan hiếm than đã làm giảm mức sản xuất quân nhu xuống còn 50%. Đội tàu vận tải chỉ còn 1.000.000 tấn, và hệ thống vận tải toàn bộ đã bị tê liệt vì thiếu xăng dầu và nhân lực để chuyên chở hàng. Đến cuối năm 1945 sẽ không còn có lưu thông tàu hỏa giữa các thành phố, việc xây dựng tàu sắt sẽ ngưng lại và công nghiệp hóa học sẽ sụp đổ.
Vì nạn đói đang tới (lượng thu hoạch gạo tụt xuống mức thấp nhất kể từ năm 1905), chính phủ Nhật soạn thảo một kế hoạch biến các loại hạt (hạt dẻ, hạt sồi...) thành lương thực. Toàn thể dân chúng, học sinh và người tản cư sẽ tham gia để thu nhặt đủ chỉ tiêu tối đa là năm triệu koku (giạ) quả hạt. Khẩu phần lương thực chính thức mỗi ngày – khi đạt được mục tiêu đó – cũng sẽ xuống thấp dưới 1.500 calo, chỉ bằng 2/3 tiêu chuẩn tối thiểu của người trưởng thành. Những cư dân thành phố chịu nhiều khó khăn nhất, và hàng triệu người di tản về miền quê mỗi chủ nhật để đổi chác kimono, nữ trang, đồ đạc, bất cứ thứ gì quí giá của họ để lấy khoai lang, rau cải và trái cây.
68 thành phố của Nhật Bản đã bị không kích và tất cả đều bị hủy diệt một phần hoặc toàn bộ. Ước tính khoảng 1,7 triệu người đã mất nhà cửa, 300.000 người chết và 750.000 người bị thương. 66 trong tổng số những vụ tấn công đó được thực hiện bằng bom thông thường, 2 vụ bằng bom nguyên tử. Sự hủy diệt từ những vụ tấn công thông thường là rất lớn. Hết đêm này qua đêm khác, suốt cả mùa hè, các thành phố đều chìm trong khói lửa.
Nhưng Nhật Bản vẫn không có ý định đầu hàng. Hai ngày sau khi Tokyo bị không kích, cựu Ngoại trưởng Shidehara Kijuro đã bày tỏ quan điểm mà nhiều thành viên cấp cao trong chính phủ Nhật Bản chia sẻ, rằng "người dân sẽ quen dần với việc ngày nào cũng phải hứng chịu bom. Dần dần tinh thần đoàn kết và quyết tâm của họ sẽ mạnh mẽ hơn nữa". Trong một lá thư gửi một người bạn ông viết rằng quan trọng là người dân phải cam chịu khổ cực vì "kể cả nếu hàng trăm ngàn người không trực tiếp tham chiến bị giết, bị thương, hoặc chết đói, kể cả nếu hàng triệu tòa nhà bị phá nát hay thiêu hủy", thì vẫn cần phải cam chịu để có thêm thời gian đàm phán sao cho Nhật Bản có thể kết thúc chiến tranh với những điều khoản có lợi

### Những kháng cự cuối cùng của Nhật Bản
Như vậy, đến đầu tháng 8 năm 1945, hải quân và không quân Nhật - lực lượng chủ yếu đem đến chiến thắng liên tiếp cho họ vào thời kì đầu chiến tranh Thái Bình Dương - đã bị loại khỏi vòng chiến, tiềm lực công nghiệp chiến tranh của Nhật Bản bị tàn phá nặng nề và chính quốc bị bao vây, phong tỏa gay gắt. Tokyo giờ chỉ còn trông cậy vào lục quân trên đất liền châu Á và tinh thần hi sinh quên mình của 100 triệu thần dân của Thiên hoàng.
Do không còn nhiều vũ khí để chống cự lại Đồng Minh, các tướng lĩnh Nhật Bản quyết định sử dụng thứ "vũ khí" duy nhất mà họ vẫn còn ưu thế hơn đối thủ, đó là tinh thần võ sĩ đạo, sẵn sàng quyết tử vì Thiên Hoàng của người Nhật. Thực tế chiến sự đầu năm 1945 cho thấy máy bay cảm tử Kamikaze là một vũ khí hiệu quả, tuy phải hy sinh hơn 3.900 phi công kèm máy bay nhưng đã gây thiệt hại nặng cho hải quân địch. Các tướng lĩnh Nhật Bản quyết định mở rộng quy mô chiến thuật cảm tử này, họ dự tính nếu hàng trăm nghìn người Nhật hy sinh cảm tử, mang bom cùng chết với địch thì rất có thể quân Mỹ-Anh sẽ không chịu nổi thương vong quá nặng, phải bỏ cuộc và đồng ý đàm phán hòa bình với điều kiện có lợi cho Nhật.
Phe quân sự Nhật đã phác thảo kế hoạch hành quân "Ketsu-Go" (Chiến dịch "Quyết định"), có thể xem như kế hoạch tử chiến tới cùng của toàn dân Nhật. Hơn 10.000 máy bay được tập trung, 2/3 được dùng để làm máy bay cảm tử đối đầu với quân Mĩ đổ bộ ở các đảo phía nam (Kyushu, Shikoku). Họ chỉ cần bay lên một chuyến, mang bom theo, lao vào hạm đội Hoa Kỳ. Thuốc nổ tối đa nhưng xăng chỉ đủ cho một chuyến bay đi, không trở lại. Một phần còn lại đón đánh Mĩ ở vùng phụ cận Tokyo. Đến tháng 7/1945, Nhật vẫn còn trong tay 12.725 máy bay các loại (ngoài ra, mỗi tháng lại chế tạo mới được khoảng 1.500 chiếc), gần như tất cả sẽ được dùng như máy bay cảm tử

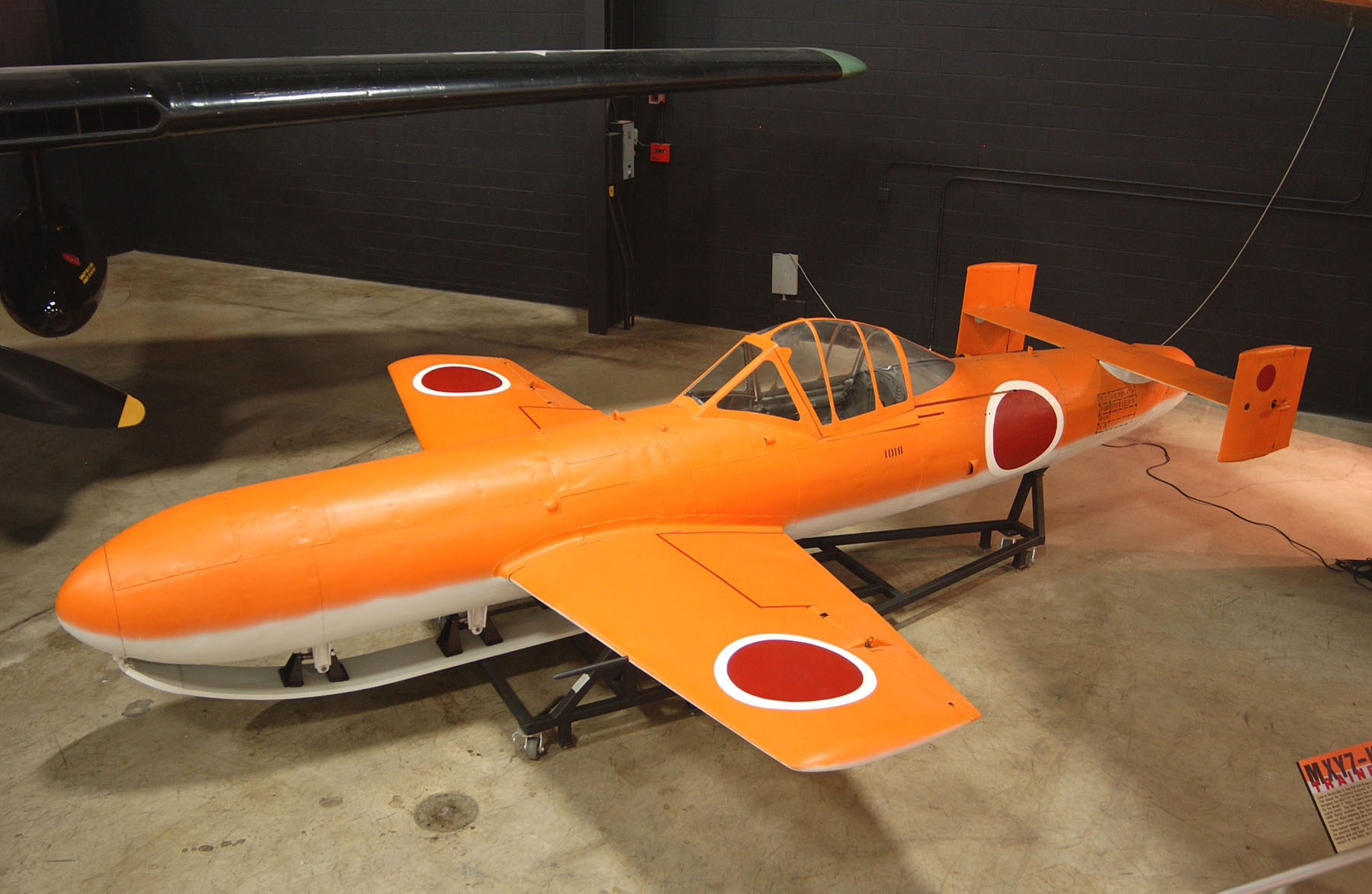
Máy bay cảm tử Yokosuka MXY7 Ohka

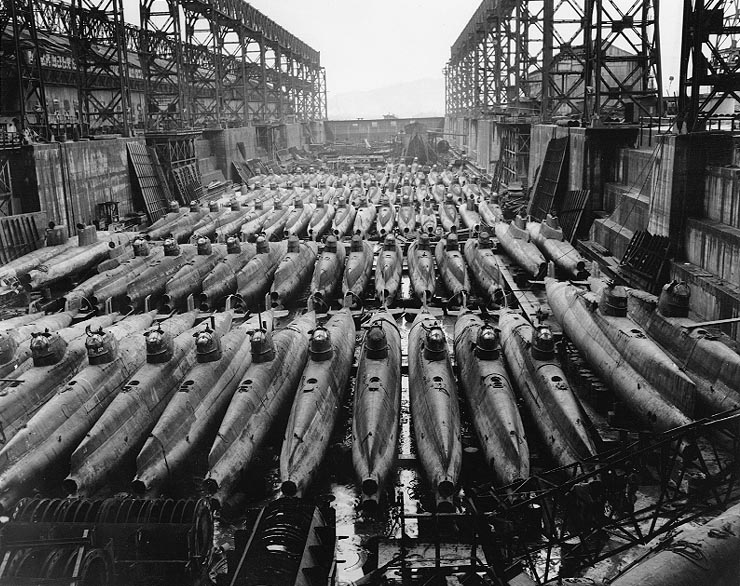
Tàu ngầm cảm tử Koryu

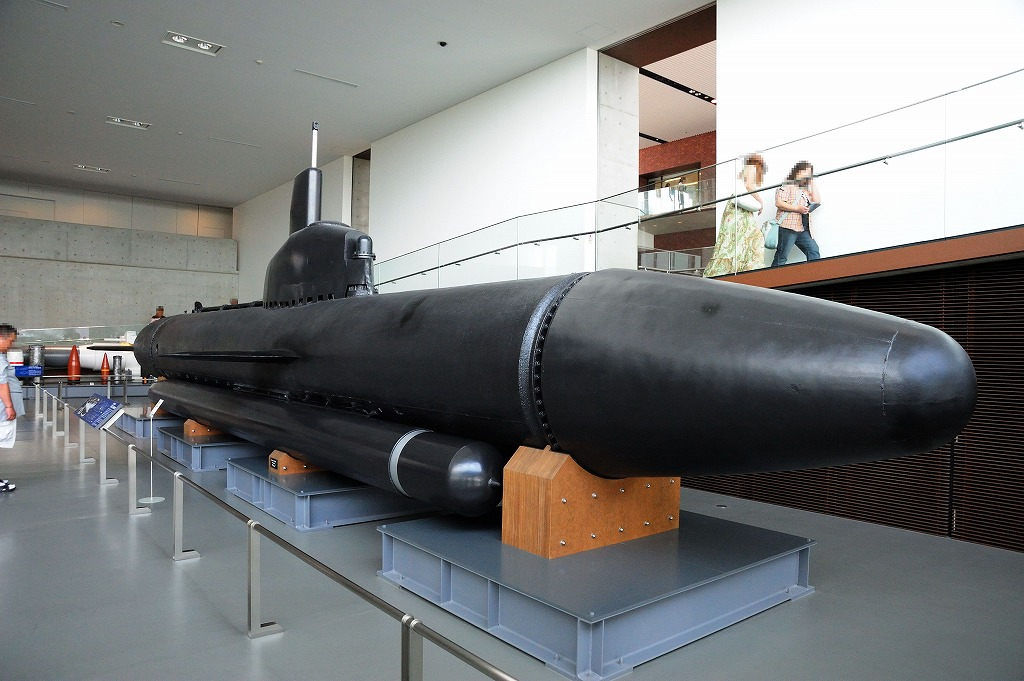
Tàu ngầm cảm tử Kairyu

Ngoài các phi cơ chiến đấu và máy bay ném bom được chuyển thành kamikaze, từ tháng 3 năm 1945, Nhật chế tạo loại máy bay Yokosuka MXY7 Ohka, một loại hỏa tiễn có người lái chuyên dùng để tấn công cảm tử. Ohka có thể bay xa 35–40 km, vận tốc đạt 804 km/h khi bay và 1.040 km/h khi bổ nhào, nhanh hơn hầu hết các máy bay tiêm kích thời đó nên máy bay Mỹ khá khó để đánh chặn, nó mang theo đầu đạn nặng tới 800 - 1.200 kg, đủ để đánh chìm tàu chiến cỡ lớn. Đến tháng 8/1945, Nhật Bản đã chế tạo được 850 chiếc Ohka và dự kiến sẽ chế tạo tiếp hàng trăm chiếc mỗi tháng. Một loại máy bay chuyên dành cho tấn công cảm tử khác là Nakajima Ki-115 Tsurugi, chỉ gồm một động cơ đẩy đơn giản lắp trên khung gỗ, giá thành rẻ và dễ sản xuất, trong khi vẫn mang được 1 trái bom 800 kg đủ để đánh chìm tàu chiến cỡ lớn. Trong năm 1945, Nhật bắt đầu tích trữ hàng ngàn chiếc Tsurugi, Ohka để chuẩn bị cho cuộc đổ bộ của Đồng Minh. Nhật có kế hoạch chế tạo tới 8.000 chiếc Ki-115 mỗi tháng tại hàng trăm nhà máy trên cả nước Mỗi đợt xuất kích cảm tử của 300-400 chiếc máy bay tấn công cùng lúc được Nhật dự tính sẽ gây ra tàn phá nặng nề cho hạm đội Mỹ-Anh. Bộ chỉ huy Nhật dự tính rằng: cứ 6 chiếc máy bay cảm tử thì sẽ có 1 chiếc đánh trúng mục tiêu, như vậy nếu huy động 12.000 chiếc máy bay cảm tử thì sẽ đánh chìm hoặc đánh trọng thương khoảng 2.000 tàu của Mỹ-Anh, tức sẽ loại bỏ được 1/3 số tàu của lực lượng hải quân Mỹ-Anh.
Ngoài máy bay cảm tử Kamikaze, còn có nhiều vũ khí cảm tử khác trên biển. Tiêu biểu là tàu ngầm bỏ túi kiểu Koryu (dài 26 mét, nặng 60 tấn) do 5 người điều khiển, có thể chạy dưới nước 40 phút ở vận tốc 16 hải lý hoặc 50 giờ ở vận tốc 2,5 hải lý, mang theo 2 ngư lôi 457mm hoặc chở đầy thuốc nổ lao vào tàu địch. Mỗi tháng Nhật dự kiến sản xuất được 180 chiếc Koryu. Nhật còn định chế tạo tàu ngầm mini cảm tử Kairyu (dài 17 mét, nặng 19 tấn, có thể lặn 70 km ở vận tốc 5,5 km/h, có hai người điều khiển, lắp 2 ngư lôi 457mm hoặc chở 600 kg thuốc nổ). Hải quân Nhật dự kiến sẽ chế tạo được 540 chiếc Koryu và khoảng 740 chiếc Kairyu vào mùa thu năm 1945. Ngoài ra còn có 650 "ngư lôi sống" Kaiten, mỗi ngư lôi phóng từ tàu ngầm ra có một người lái đâm vào tàu địch. Số "ngư lôi sống" dự kiến sẽ tăng lên 4.000. Các vũ khí cảm tử này chủ yếu dùng để tấn công tàu chở quân Mỹ đổ bộ. Trên mặt nước, Nhật chế tạo các xuồng cao tốc tấn công tự sát được gọi là "Shinyo", mỗi chiếc mang được 200 kg thuốc nổ chạy với tốc độ 30 hải lý/giờ, sẽ tấn công tàu đổ bộ của Mỹ từ các nơi cất giấu dọc theo bờ biển. Tổng cộng đã có 3.300 chiếc canô tự sát loại này được chế tạo. Cuối cùng, ngay tại bờ biển sẽ có những thợ lặn tự sát được gọi là "Fukuryu", chuyên phục kích tàu địch ở khoảng 10 mét dưới nước. Mặc bộ đồ lặn và bình oxy, mỗi thợ lặn Fukuryu mang theo một lượng thuốc nổ khoảng 15 kg, được gắn trên một cây gậy có cầu chì tiếp xúc, anh ta sẽ lặn tới đáy tàu đổ bộ của địch và kích nổ. Hải quân Nhật hy vọng sẽ có 4.000 Fukuryu sẽ được đào tạo và trang bị vào tháng 10/1945.
Về tác chiến trên bộ, Nhật sẽ đưa ra tổng số 53 sư đoàn và 25 lữ đoàn độc lập, tổng cộng 2,35 triệu quân để chống Mĩ. Khoảng 1,25 triệu lính thuộc Hải quân do không còn tàu chiến nên cũng sẽ tác chiến trên đất liền cùng với lục quân. Ngoài ra còn động viên toàn thể nhân dân, nam từ 15 đến 60 tuổi, nữ từ 17 đến 45 tuổi, tổng cộng 28 triệu người vũ trang bằng mọi vũ khí có được, từ súng trường cho đến cung tên, gươm giáo. Bên cạnh đó, còn 4 triệu công nhân quốc phòng kết hợp thành các tiểu đoàn tác chiến độc lập, vừa sản xuất vừa tác chiến.
Thêm vào đó các lực lượng vũ trang Nhật còn 3 triệu quân đóng ở ngoài nước. Ngoài những địa bàn xa xôi như ở New Guinea, quần đảo Indonesia, Đông Dương, thì quân Nhật tập trung cao độ ở Đông bộ Trung Quốc, nhất là ở Mãn Châu và Triều Tiên. Xung kích của lục quân Nhật Bản là đạo quân Quan Đông, làm nhiệm vụ canh giữ kho quân giới của Thiên hoàng là 900.000 km2 xứ Mãn Châu, quân số lên đến gần một triệu người. Theo kế hoạch hành quân vào mùa hè 1945, thì khi Nhật Bản bị sụp đổ, đánh không lại, sẽ rút quân về Mãn Châu kháng cự đến cùng.
Chính phủ Nhật quyết định sẽ chiến đấu đến người cuối cùng và tin rằng quân Mỹ sẽ phải bỏ cuộc. Nếu thương vong khi tấn công vào đất Nhật trở nên quá nặng nề, dư luận Mỹ sẽ phản đối và buộc chính phủ Mỹ phải đàm phán, trên cơ sở đó Nhật có thể đưa ra những điều kiện đình chiến có lợi cho họ. Đại tướng Suzuki khi nhậm chức Thủ tướng đầu tháng 4/1945 tuyên bố: "Nếu tôi hy sinh, xin chư vị băng qua xác tôi mà tiến lên!". Bộ trưởng Lục quân Anami ra "Thông cáo gửi tướng sĩ toàn quân" kêu gọi: "Thề quyết bảo vệ vùng đất thiêng này, chiến đấu đến cùng, dù cho núi sông cây cỏ tan tành, hãy tin là từ chỗ chết sẽ tìm được đường sống".
Tháng 7/1945, Bộ chỉ huy Nhật ra kế hoạch:
Chúng ta sẽ chuẩn bị 10.000 máy bay để chống lại cuộc đổ bộ của đối phương. Chúng ta sẽ huy động tất cả các máy bay có thể, tập luyện "tấn công đặc biệt" (Kamikaze). Chúng ta sẽ tiêu diệt 1/3 tiềm năng chiến tranh của đối phương với lực lượng không quân này ở trên biển. 1/3 khác cũng sẽ bị tiêu diệt trên biển bởi tàu chiến của chúng ta, các ngư lôi cảm tử và các vũ khí đặc biệt khác. Hơn nữa, khi kẻ thù thực sự đổ bộ, nếu chúng ta sẵn sàng hy sinh một triệu người, chúng ta sẽ có thể gây ra một số lượng thương vong tương đương cho địch. Nếu đối phương mất một triệu lính, dư luận ở Mỹ sẽ muốn hòa bình, và Nhật Bản sẽ có thể đạt được hòa bình với các điều kiện tương đối thuận lợi
Về phía Đồng Minh, Bộ Tham mưu Liên quân Mỹ trình lên Tổng thống Truman kế hoạch tấn công Nhật Bản, gọi là Chiến dịch Downfall. Kế hoạch chia làm 2 bước, gồm chiến dịch Olympic và chiến dịch Coronet (Vòng hoa), đều mở màn bằng đợt ném bom rải thảm dài ngày của máy bay lục quân cất cánh từ Trung Quốc và Triều Tiên.
- Chiến dịch Olympic dự kiến bắt đầu ngày 1/11, sử dụng 11 sư đoàn lục quân và 3 sư đoàn lính thủy đánh bộ, dùng tàu chở quân dưới sự yểm hộ của hải quân và không quân đổ bộ lên chiếm vùng cực nam đảo Kyushu (đảo nhỏ thứ 3, chiếm 11% diện tích nước Nhật), xây dựng nhiều sân bay dã chiến ở đây để máy bay xuất kích, ném bom quy mô lớn phía bắc Kyushu và đảo Honshu (đảo lớn nhất Nhật), gây sức ép buộc Nhật đầu hàng.
- Sau chiến dịch Olympic, nếu Nhật vẫn không hàng thì chuyển sang chiến dịch Coronet, tấn công đảo Honshu để kết thúc chiến tranh. Chiến dịch dự kiến bắt đầu vào ngày 1/3/1946, ngày hoàn thành phụ thuộc vào tình hình diễn biến thực tế. Chiến dịch Coronet sẽ sử dụng 12 sư đoàn bộ binh và 3 sư đoàn lính thủy đánh bộ.

Mỹ dự kiến chiến dịch Olympic họ sẽ chịu thương vong 456 nghìn người, trong đó chết 109 nghìn; chiến dịch Coronet thương vong 1,2 triệu người, số chết là 267 nghìn. Đây chỉ là dự kiến tối thiểu, vì chưa lường hết khả năng của cách đánh tự sát của quân Nhật, chưa đánh giá được khả năng chiến đấu của gần 100 triệu thường dân Nhật.

## Nhật Bản đầu hàng

### Tuyên bố Potsdam
Từ ngày 17 tháng 7 đến ngày 2 tháng 8 năm 1945, đại biểu ba nước Liên Xô, Anh, Hoa Kỳ đã họp hội nghị tại Potsdam, Đức để bàn về những vấn đề quan trọng sau chiến tranh, trong đó có vấn đề nhanh chóng đánh bại đế quốc Nhật Bản và kết thúc chiến tranh. Ngày 26 tháng 7, Anh-Mỹ-Trung Hoa dân quốc đã thông qua và gửi cho Nhật Bản tuyên cáo Potsdam mang tính tối hậu thư, đòi Nhật Bản đầu hàng vô điều kiện ngay lập tức. Tuyên cáo cũng đề ra một số biện pháp vận dụng cho nước Nhật sau khi đầu hàng, nhằm loại bỏ nguy cơ phục hồi chủ nghĩa quân phiệt và dân chủ hóa nước Nhật. Tuyên cáo này đã đánh dấu sự thất bại của Nhật Bản định thông qua con đường ngoại giao để chia rẽ khối Đồng Minh, trước hết là chia rẽ Liên Xô-Anh-Hoa Kỳ.
Nhật Bản ngay trong ngày 26 tháng 7 đã nhận được lời tuyên cáo này và đã có những phản ứng khác nhau trong giới lãnh đạo. Trong khi chính phủ Nhật Bản không có phản ứng cụ thể thì phe quân phiệt lại cho rằng tuyên cáo láo xược và chính phủ cần bác bỏ ngay. Chiều ngày 28 tháng 7, trong buổi họp báo, thủ tướng Kantaro Suzuki xin miễn bình luận (Mokusatsu) về bản tuyên cáo và Nhật Bản vẫn tiếp tục cuộc chiến tranh.

### Vụ ném bom nguyên tử xuống Hiroshima và Nagasaki

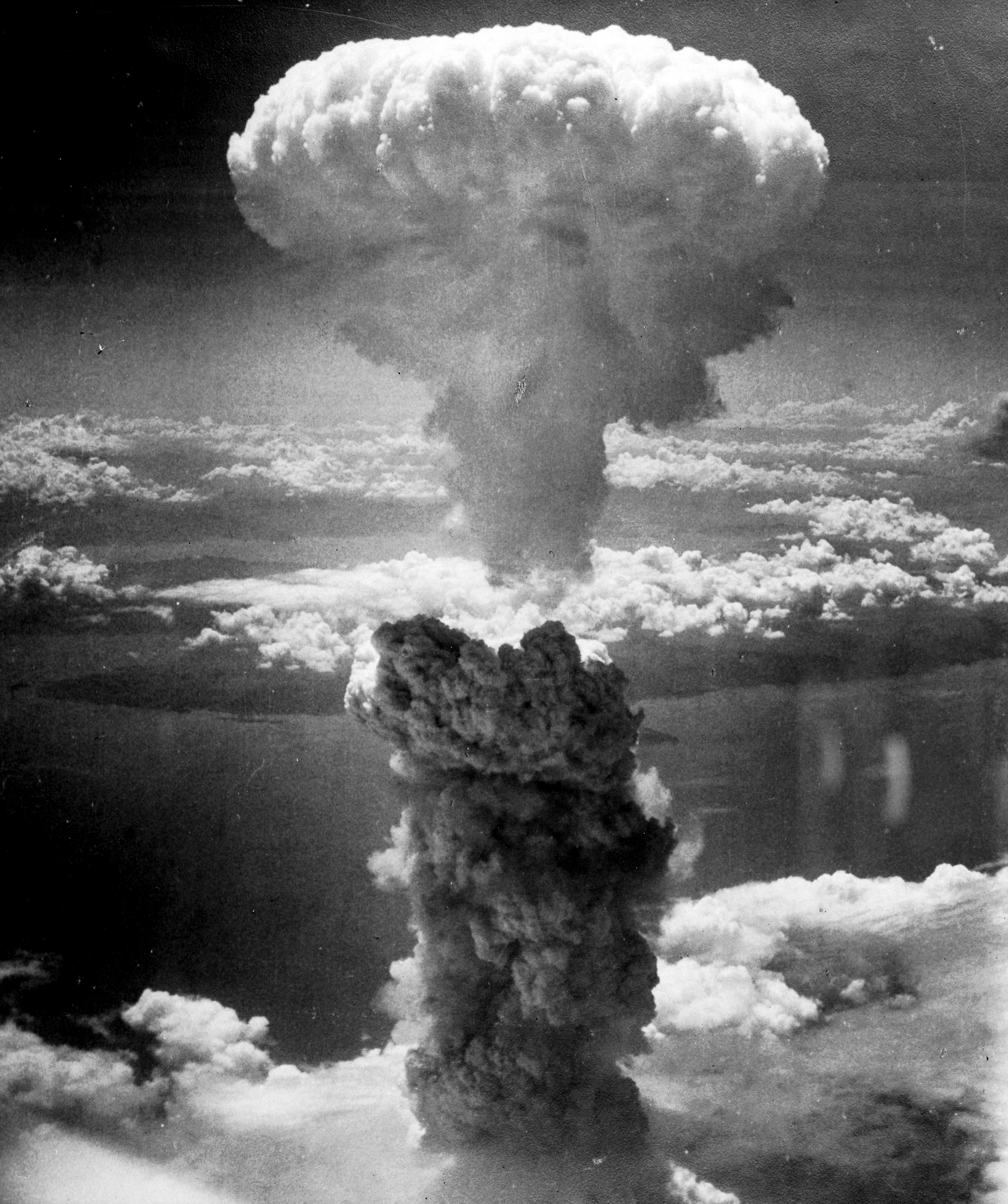
Đám mây hình nấm phát sinh sau vụ thả bom nguyên tử xuống Nagasaki, Nhật Bản vào ngày 9 tháng 8 năm 1945

Giữa tháng 7 năm 1945, Hoa Kỳ đã thực hiện thí nghiệm thành công bom nguyên tử tại sa mạc Alamogordo, New Mexico. Để đẩy nhanh tốc độ kết thúc chiến tranh đồng thời thí nghiệm về hiệu quả thực tế của bom nguyên tử trước khi chiến tranh kết thúc, Mỹ quyết định thả bom nguyên tử xuống Nhật Bản.
Ngày 6 tháng 8 năm 1945, chiếc máy bay B-29 mang tên Enola Gay đã ném quả bom nguyên tử Little Boy xuống Hiroshima, tạo nên thảm họa vũ khí hạt nhân đầu tiên trong lịch sử loài người. Ngày 9 tháng 8, tại Nagasaki, thảm họa trên lại lặp lại với quả bom nguyên tử Fat Man. Hai quả bom nguyên tử này đã giết chết trực tiếp hơn 240.000 người. Ngoài ra, còn hàng triệu người khác bị tàn phế hoặc nhiễm phóng xạ từ 2 vụ nổ bom này.
Trong tuyên bố Nhật Bản đầu hàng vào ngày 15/8/1945, Nhật Hoàng Hirohito nói rằng sự xuất hiện của thứ vũ khí mới là một trong các nguyên nhân thúc đẩy ông ra lệnh đầu hàng: "...Hơn nữa, đối phương bây giờ đã có một loại vũ khí mới và khủng khiếp với sức mạnh để tiêu diệt nhiều sinh mạng vô tội và làm thiệt hại khôn lường. Nếu chúng ta tiếp tục chiến đấu, không chỉ nó sẽ dẫn đến kết quả là một sự sụp đổ cuối cùng và xóa bỏ quốc gia Nhật Bản mà còn có thể dẫn đến sự diệt vong hoàn toàn nền văn minh nhân loại...Đây là lý do vì sao chúng tôi đã ra lệnh chấp nhận các quy định trong Tuyên bố chung của các cường quốc (tuyên bố Postdam buộc Nhật đầu hàng vô điều kiện)''
Tính cần thiết của 2 quả bom nguyên tử này trở thành một đề tài tranh luận lâu dài, trong đó những người phản đối cho rằng một cuộc phong tỏa đường biển cộng với các cuộc ném bom chiến lược là đủ để kết thúc chiến tranh bằng một cuộc đổ bộ, do đó ném bom nguyên tử là không cần thiết. Ngược lại, những người ủng hộ sử dụng bom nguyên tử cho rằng nếu một cuộc đổ bộ của Đồng Minh xảy ra, tính luôn kế hoạch đổ bộ lên Hokkaidō của Hồng quân Liên Xô, hoặc một cuộc phong tỏa lâu dài và ném bom chiến lược sẽ còn làm tăng thêm mức thương vong của dân thường Nhật Bản. Chưa kể, những chiến thuật tự sát kiểu như cuộc hành quân Ten-Go, Kamikaze và sự chống trả kiên cường của người Nhật qua trận Okinawa là nguyên nhân khiến Mỹ phải sử dụng bom nguyên tử để kết thúc nhanh cuộc chiến.
Nhà sử học Samuel J. Walker, đã phân tích 5 lý do tại sao Mỹ đã chọn sử dụng bom nguyên tử đối với Nhật Bản:
- Thứ nhất là giành chiến thắng trong cuộc chiến với chi phí thấp nhất. Và cách hiệu quả nhất có thể là sử dụng bom nguyên tử.
- Thứ hai, chứng minh hiệu quả của Dự án Manhattan (dự án chế tạo bom nguyên tử) mà Mỹ đã đổ khoảng 1.889.604.000 USD (tính theo thời giá năm 1945).
- Thứ ba, phô diễn sức mạnh để gây ấn tượng với Liên Xô. Nếu chiến tranh kết thúc trước khi quân đội Liên Xô tiến vào Nhật, Mỹ sẽ chiếm được lợi thế ngoại giao trước Liên Xô.
- Thứ tư, khi đó không ai ở Mỹ phản đối việc ném bom lên dân thường. Trước năm 1945, các vụ đánh bom vào dân thường đã được Mỹ tiến hành. Cụ thể, chiến dịch thả bom của Mỹ tại Nhật Bản đã bắt đầu vào năm 1944, sát hại khoảng 315.922 người Nhật, con số lớn hơn rất nhiều so với ước tính số lượng người tử vong do các vụ đánh bom nguyên tử ở Hiroshima và Nagasaki. Riêng chỉ việc đánh bom tại Tokyo, số người thiệt mạng cũng lên đến khoảng 100.000 người.
- Thứ năm, để đáp trả mối thù trong trận Trân Châu Cảng: Khi một vị tướng phản đối việc sử dụng bom, Truman trả lời bằng gợi lại sự tàn bạo của Trân Châu Cảng và nói: "Khi phải đối phó với một con thú, anh phải xử lý nó như một con thú".

### Chiến dịch Mãn Châu của Liên Xô
Theo những thỏa thuận tại hội nghị Yalta, sau khi giành chiến thắng trước Đức Quốc xã ở châu Âu, Liên Xô có trách nhiệm chuẩn bị tác chiến với Đế quốc Nhật Bản. Tháng 4 năm 1945, Liên Xô tuyên bố xóa bỏ "Hiệp ước Trung lập Nhật-Xô". Tháng 6, Liên Xô thành lập bộ tổng tư lệnh Viễn Đông đóng tại Sabarovsk do nguyên soái Aleksandr Mikhailovich Vasilevsky đứng đầu đồng thời bí mật điều động từ mặt trận phía tây 750.000 quân sang mặt trận phía đông. Từ tháng 5 đến tháng 8, 136.000 toa xe lửa đã được sử dụng để chuyển quân, vũ khí và các phương tiện chiến tranh đến sát Mãn Châu, Mông Cổ, Bắc Triều Tiên.

Bản đồ chiến dịch Mãn Châu.

Bộ tư lệnh Hồng quân Liên Xô tại Viễn Đông có trong tay 3 phương diện quân, tổng cộng có 11 tập đoàn quân, 1 tập đoàn quân tăng thiết giáp, ba tập đoàn quân lính dù và một bộ phận quân Mông Cổ, tất cả có 1.740.000 quân. Trong khi đó, Đạo quân Quan Đông của Nhật Bản đóng tại Mãn Châu có 714.000 quân, ngoài ra còn có 170.000 quân Mãn Châu quốc và 44.000 quân Mông Cương (chư hầu của Nhật). Quân Nhật xây dựng tại đây 17 vùng phòng thủ mạnh và 4 vùng ở Triều Tiên. Quân đội Liên Xô trội hơn Nhật Bản về người gấp 1,6 lần, về đại bác gấp 4,8 lần, về xe tăng gấp 4 lần, về máy bay gấp 1,9 lần nên chiếm ưu thế tuyệt đối.
Ngày 8 tháng 8, Liên Xô tuyên chiến với Nhật Bản. Sáng ngày 9 tháng 8, Hồng quân tổng tấn công quân Nhật trên 3 mặt trận: đông bắc Trung Quốc, Nam đảo Sakhaline và quần đảo Kurile. Đến ngày 14, quân đội Liên Xô đã hoàn thành việc bao vây chia cắt quân đội Nhật ở Thẩm Dương, Trường Xuân, Cát Lâm, Cáp Nhĩ Tân và Tề Tề Cáp Nhĩ,... Ngày 17 tháng 8, tư lệnh quân Quan Đông Otozō Yamada đề nghị ngừng bắn nhưng tại nhiều nơi quân Nhật vẫn chống cự quyết liệt. Sáng 19 tháng 8, Hồng quân Liên Xô nhảy dù xuống Trường Xuân, chiếm bộ tư lệnh quân Quan Đông. Đại tướng Yamada cùng toàn thể bộ tư lệnh trao kiếm làm lễ đầu hàng. Sau 10 ngày tác chiến, toàn bộ quân Nhật tại đông bắc Trung Quốc và Bắc Triều Tiên đầu hàng. Ngày 25 tháng 8, 18.000 quân Nhật trên đảo Sakhaline đầu hàng. Ngày 28 tháng 8, Liên Xô chiếm quần đảo Kurile, bắt 80.000 tù binh.
Kết quả là sau chiến dịch Mãn Châu, Hồng quân Liên Xô phối hợp cùng quân đội Mông Cổ đã giải phóng gần 1 triệu km² lãnh thổ Mãn Châu, Bắc Triều Tiên và một phần Nội Mông, một nửa đảo Sakhaline, quần đảo Kurile và bán đảo Liêu Đông. Nhật Bản mất hơn 83.000 quân và 594.000 quân bị bắt làm tù binh. Ngoài ra, 200.000 quân Mãn Châu quốc cũng bị giải giới. Vụ ném bom nguyên tử của Hoa Kỳ cũng đã góp phần làm cho Chiến dịch Mãn Châu kết thúc mau chóng hơn. Nếu không có lệnh của Thiên hoàng kêu gọi hạ khí giới, đạo quân Quan Đông vẫn sẽ bị đập tan hoàn toàn nhưng tổn thất cho phía Liên Xô sẽ lớn hơn khi phải đương đầu với đội quân tinh nhuệ và cuồng tín nhất của Nhật Bản.
Ngay trong ngày 9 tháng 8, trong cuộc họp Hội đồng Chiến tranh Tối cao khai mạc lúc 10:30, thủ tướng Kantaro Suzuki đánh giá rằng "Việc Liên Xô tham chiến sáng hôm nay đã đưa chúng ta vào một tình thế hoàn toàn không có lối thoát, khiến cho chúng ta không thể tiếp tục chiến tranh được nữa" Để đưa ra quyết định cuối cùng, thủ tướng Suzuki đề nghị vào cung xin Thiên hoàng đưa ra "thiên đoán" (聖断, seidan, có nghĩa là "quyết định thiêng liêng"). Ngày 10 tháng 8, sau khi nghe tin về cuộc tấn công Mãn Châu của Liên Xô và ý kiến của Hội đồng tối cao, Thiên hoàng Chiêu Hòa đưa ra lời phán:
| “ | Trẫm đã nghĩ kĩ rồi. Người Nga đã tham chiến. Nhật Bản đang lâm vào tình thế "lưỡng đầu thụ địch" cả hai mặt đều bị tiến công. Chỉ còn một giải pháp do thủ tướng Suzuki đề xuất (đầu hàng) mới có thể tìm được lối thoát. | ” |

Theo quan điểm của Ward Wilson thì các nhà lãnh đạo Nhật từ lâu đã kết luận: có thể đánh một trận quyết định chống lại một đại cường quốc tiến công từ một hướng, song không thể nào đánh lui hai đại cường quốc tiến công từ hai hướng khác nhau. Trong một cuộc họp của Hội đồng Tối cao vào tháng 6 năm 1945, họ đã nói rằng sự tham gia của Liên Xô vào cuộc chiến "sẽ quyết định số phận của cả Đế quốc". Chiến dịch Mãn Châu của Liên Xô đã làm tan biến mọi hy vọng kháng cự của Nhật Bản. Nhiều người tin rằng chiến dịch của Liên Xô mới thực sự là đòn chiến lược quyết định khiến Nhật Bản đầu hàng, còn 2 vụ ném bom nguyên tử của Mỹ thì không.

### Nhật Bản đầu hàng

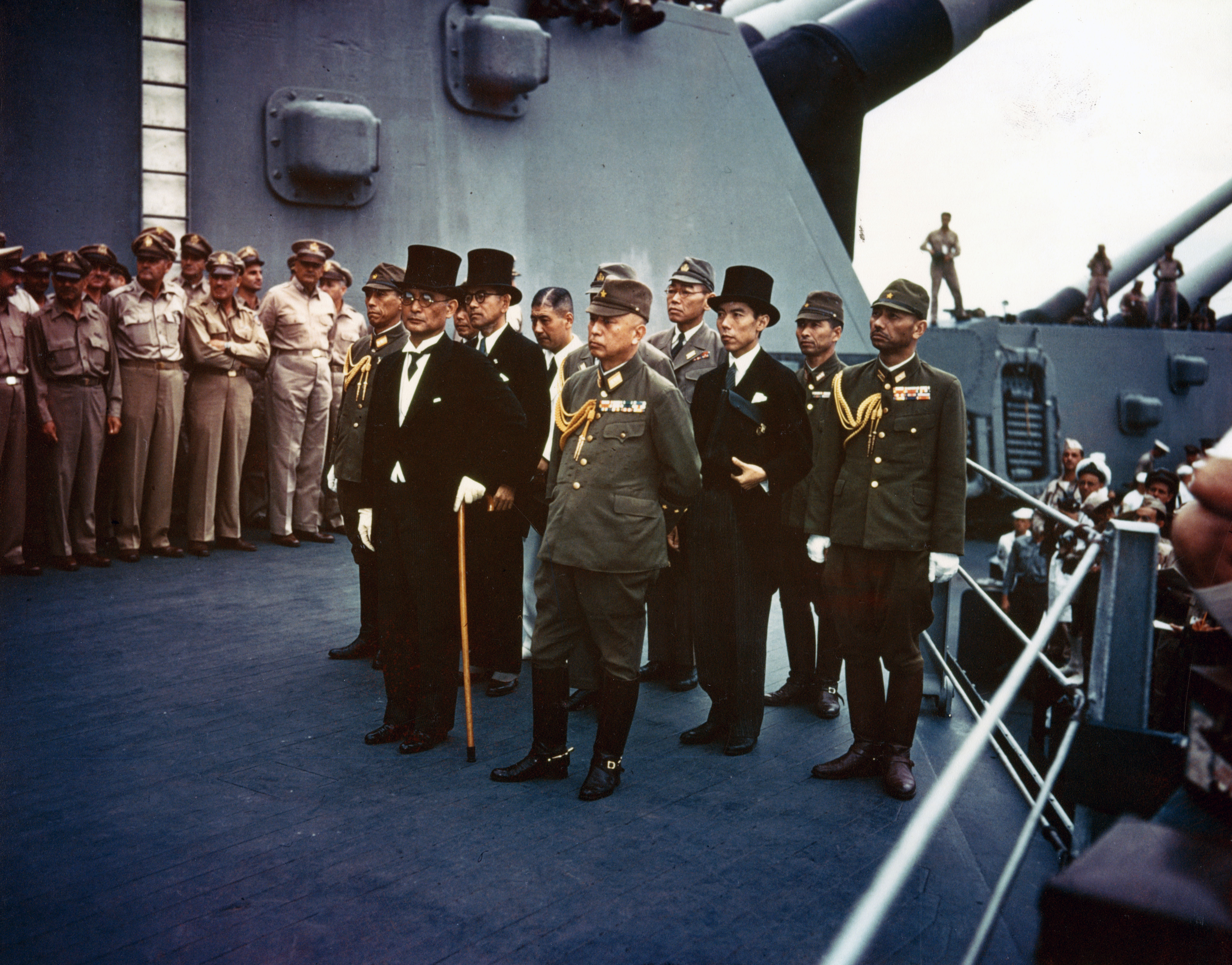
Phái đoàn Nhật bước lên mạn tàu USS Missouri để ký kết hiệp định đầu hàng vô điều kiện Đồng Minh.

Sau khi Liên Xô tham chiến, thủ tướng Suzuki muốn chấp nhận đầu hàng theo tuyên cáo Postdam chỉ với một điều kiện là quốc thể (kokutai) của Nhật (có nghĩa là vai trò của Thiên Hoàng) phải được duy trì. Trong khi đó, Lục quân và Hải quân Nhật lại chỉ chấp nhận đầu hàng với 4 điều kiện bổ sung là:
1. Chế độ hiện hành của Nhật phải được duy trì
2. Người Nhật sẽ tự trừng trị tội phạm chiến tranh của mình
3. Người Nhật sẽ độc lập trong việc giải giáp
4. Đồng Minh không được chiếm đóng Nhật Bản; còn nếu bị chiếm đóng cũng không được chiếm đóng lâu dài và chiếm đóng thủ đô Tokyo.

Ngày 11 tháng 8, chính phủ Liên Xô, Anh, Mỹ và Trung Quốc đã trả lời không chấp nhận tuyên bố của Nhật, đồng thời một lần nữa khẳng định lại yêu cầu của Đồng Minh về việc Nhật phải đầu hàng vô điều kiện và lưu ý chính phủ Nhật kể từ lúc đầu hàng, chính quyền của Nhật hoàng sẽ phục thuộc vào sự chỉ huy tối cao của các nước Đồng Minh và hình thức cai trị của nước Nhật sẽ do nhân dân Nhật quyết định theo tinh thần Tuyên bố Postdam. Đồng Minh trả lời như vậy lại càng gây ra sự tranh cãi và bất đồng ý kiến trong giới cầm quyền Nhật.
Sáng ngày 14 tháng 8, với sự tham dự của Nhật hoàng Hirohito, cuộc họp của Hội đồng Tối cao về chiến tranh đã thông qua quyết định đầu hàng vô điều kiện của nước Nhật. Một số sĩ quan cuồng tín nghe tin này đã cố dùng bạo lực để ngăn chặn nhưng cuộc nổi loạn sau đó đã bị dập tắt. Nội các của thủ tướng Suzuki từ chức và ngày 17 tháng 8, hoàng thân Naruhiko Higashikuni đã đứng ra thành lập chính phủ mới.
12 giờ trưa ngày 15 tháng 8, đài phát thanh Tokyo đã truyền đi chiếu thư của Nhật hoàng về việc Nhật Bản chấp nhận đầu hàng vô điều kiện. Ngày 17 tháng 8, lệnh đầu hàng được đưa xuống cho quân Nhật còn đang đóng rải rác trên đất Nhật và ở nước ngoài. Qua đó, 3,3 triệu quân Nhật đang đóng ở nước ngoài đã lần lượt đầu hàng Đồng Minh.
Sáng ngày 28 tháng 8, lực lượng đầu tiên của Sư đoàn không vận số 11 Hoa Kỳ đã đặt chân lên đất Nhật, mở đầu cuộc chiếm đóng của quân đội Mỹ đại diện cho Đồng Minh. Chiều ngày 30 tháng 8, tướng Douglas MacArthur và Bộ tham mưu của ông đã tới và đặt Tổng hành dinh lâm thời tại Yokohama (sau dời về Tokyo).
Ngày 2 tháng 9 năm 1945, trên chiếc thiết giáp hạm Missouri của Mỹ đậu trong vịnh Tokyo, dưới sự chủ tọa của tướng MacArthur, đại diện cho chính quyền Nhật là Mamoru Shigemitsu và đại diện cho Bộ tổng tham mưu Nhật là đại tướng Yoshijiro Umezu đã chính thức ký vào văn kiện đầu hàng Đồng Minh vô điều kiện. Ngày này đã được tổng thống Mỹ Truman chính thức tuyên bố là Ngày V-J (Victory in Japan - Thắng lợi tại Nhật Bản). Lễ ký kết này đã được tiến hành với sự có mặt của các đại diện các phái đoàn Hoa Kỳ, Anh, Liên Xô, Pháp, Trung Quốc, Úc, Canada, New Zealand và Hà Lan. Chiến tranh Thái Bình Dương và Chiến tranh thế giới thứ hai đến đây đã kết thúc với thắng lợi hoàn toàn thuộc về phe Đồng Minh.

## Tình hình châu Á – Thái Bình Dương sau cuộc chiến

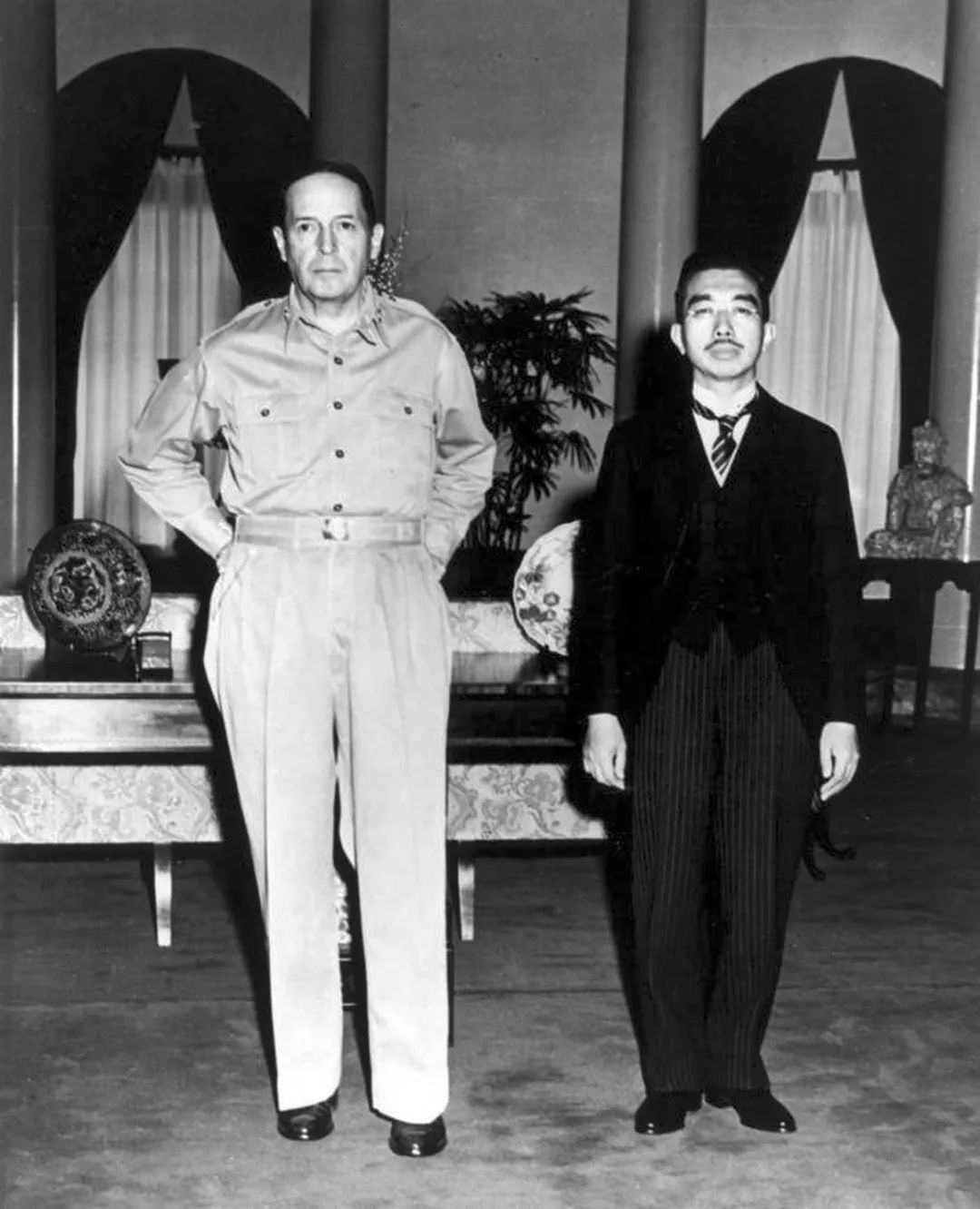
Tướng MacArthur và Nhật hoàng Hirohito tại trụ sở Bộ chỉ huy Lực lượng Đồng Minh ở Tokyo ngày 17 tháng 9, 1945.

### Giải giáp quân Nhật
Sau khi chiến tranh kết thúc, việc giải giáp quân đội Nhật đã được tiến hành trên toàn khu vực Châu Á – Thái Bình Dương. Tại Đông Dương, theo thỏa thuận tại hội nghị Postdam, việc giải giáp quân Nhật ở Đông Dương được giao cho quân Anh ở phía nam vĩ tuyến 16 và quân đội Trung Hoa Dân quốc ở phía bắc. Ngày 14 tháng 9, trung tướng Lư Hán được thống chế Tưởng Giới Thạch ủy nhiệm làm tư lệnh trưởng đến Hà Nội và trước đó vào ngày 12 tháng 9, tướng Anh Douglas Gracey đã đến Sài Gòn. Việc tổ chức hồi hương cho số quân Nhật chiếm đóng Đông Dương mãi tới ngày 26 tháng 3 năm 1946 mới kết thúc.
Tại các khu vực còn lại ở Đông Nam Á, quân Nhật bị giải giáp lần lượt xuống tàu về nước gồm 14.367 quân ở Indonesia, 24.200 ở Singapore, 22.000 ở Mã Lai, 9.000 ở Thái Lan và 35.000 ở Miến Điện cho đến tháng 8 năm 1946. Việc hồi hương gần 1 triệu quân Nhật chiếm đóng ở Trung Quốc (không kể đạo quân Quan Đông) đến tháng 7 năm 1946 mới kết thúc.
Quân đội Úc phụ trách tước vũ khí và giải giáp 139.000 quân Nhật đóng tại đảo Borneo, New Guinea và các quần đảo Bismarck, Solomon. Còn quân Mỹ phụ trách tước vũ khí và giải giáp 991.000 quân Nhật đóng tại Philippines, Nam Triều Tiên và một loạt quần đảo tại Thái Bình Dương. Riêng quân đội Nhật Bản tại chính quốc tự giải giáp vũ khí và giải tán.
Trong quá trình hồi hương, đã có 15% số quân Nhật bị chết đói, chết rét và bệnh tật. Đến tháng 1 năm 1947, Mỹ thông báo việc hồi hương quân Nhật đã kết thúc nhưng trên thực tế vẫn còn lính Nhật lẩn quất trong rừng rậm, không chịu đầu hàng cho đến nhiều năm sau chiến tranh. Người được coi là người cuối cùng của quân đội Nhật Bản thực hiện việc đầu hàng là một thiếu úy tên Onoda Hirō tại Philippines. Ông chỉ chấp nhận hạ vũ khí theo lệnh của thượng cấp ngày 9 tháng 3 năm 1974.

### Chiếm đóng Nhật Bản
Sự thất bại trong chiến tranh đã để lại cho Nhật Bản những hậu quả nặng nề: khoảng 3 triệu người chết và mất tích; mất hết các thuộc địa (chiếm 44% diện tích nước Nhật); kinh tế bị phá hủy nặng nề với 40% đô thị, 34% máy móc công nghiệp bị phá hủy; 13 triệu người thất nghiệp. Việc mất các thuộc địa, nguồn cung lương thực lớn của Nhật trước chiến tranh cũng làm cho lương thực bị thiếu hụt trầm trọng. Sản xuất công nghiệp chỉ còn 10% so với trước chiến tranh.
Từ cuối tháng 8 năm 1945, quân Đồng Minh, trên thực tế là quân đội Hoa Kỳ, đã chiếm đóng Nhật Bản cho đến năm 1952, đánh dấu lần đầu tiên Nhật Bản bị quân đội ngoại quốc thống trị. Bộ Chỉ huy tối cao lực lượng Đồng Minh (Supreme Commander of the Allied Powers, gọi tắt SCAP) do tướng Douglas MacArthur đứng đầu đã cho tiến hành bài trừ chủ nghĩa quân phiệt và dân chủ hóa Nhật Bản. Tòa án quân sự Viễn Đông đã được thành lập để xét xử tội phạm chiến tranh Nhật Bản với 7 án tử hình (trong đó có Hideki Tojo) và 16 án chung thân. Hiến pháp mới được ban hành vào tháng 5 năm 1947 thay thế cho hiến pháp Minh Trị năm 1889 và SCAP cũng cho giải tán các Zaibatsu và thực hiện cải cách ruộng đất.
Khi nước Cộng hòa Nhân dân Trung Hoa ra đời và Chiến tranh Triều Tiên bùng nổ đã mang lại những thay đổi quan trọng trong chính sách của Hoa Kỳ với Nhật. Hoa Kỳ không coi Nhật là một vùng đất cần chiếm đóng nữa mà coi nước này là đồng minh chủ yếu ở châu Á - Thái Bình Dương nhằm ngăn chặn sự vươn lên của một địch thủ to lớn là Trung Quốc. Mặt khác, Hoa Kỳ tiếp tục duy trì căn cứ quân sự ở Okinawa để làm căn cứ cho Hạm đội Thái Bình Dương, dù người Nhật địa phương đã nhiều lần đề nghị Hoa Kỳ rút quân khỏi đây.

### Phong trào giải phóng dân tộc ở châu Á
Tại Đông Nam Á, tận dụng thời cơ Nhật Bản đầu hàng Đồng Minh, nhiều nước đã đứng lên đấu tranh giành được độc lập dân tộc hoặc giải phóng phần lớn lãnh thổ. Ngày 17 tháng 8, Indonesia tuyên bố độc lập và thành lập nước Cộng hòa Indonesia. Tháng 8 năm 1945, nhân dân Việt Nam dưới sự lãnh đạo của Mặt trận Việt Minh tiến hành tổng khởi nghĩa giành chính quyền và đến ngày 2 tháng 9, nước Việt Nam Dân chủ Cộng hòa ra đời. Ngày 12 tháng 10, đến lượt Lào tuyên bố độc lập. Mặc dù chưa giành được độc lập nhưng Miến Điện, Mã Lai và Philippines cũng đã giải phóng được nhiều vùng rộng lớn từ tay Nhật Bản.
Ngay sau đó, các nước Âu-Mỹ đã quay trở lại tái chiếm Đông Nam Á. Năm 1954, cuộc kháng chiến chống Pháp xâm lược của nhân dân Đông Dương đã thành công. Hà Lan phải công nhận Cộng hòa Liên bang Indonesia vào năm 1949. Nhiều quốc gia lần lượt được công nhận độc lập: Philippines (7-1946), Miến Điện (1-1948), Mã Lai (8-1957) và Singapore (6-1959). Tháng 1 năm 1950, Ấn Độ cũng tuyên bố độc lập.

### Chiến tranh Lạnh ở châu Á
Sau Chiến tranh thế giới thứ hai, Quốc dân Đảng Trung Quốc và Đảng Cộng sản Trung Quốc lại bắt đầu trở lại cuộc nội chiến từ tháng 7 năm 1946. Cuối năm 1949, cuộc nội chiến chấm dứt, lực lượng Quốc dân đảng Trung Quốc thua trận, phải rút chạy ra Đài Loan. Ngày 1 tháng 10 năm 1949, Mao Trạch Đông tuyên bố thành lập nước Cộng hoà nhân dân Trung Hoa.
Trong khi đó, theo tinh thần của các hội nghị giữa các nước Đồng Minh, bán đảo Triều Tiên bị chia cắt thành 2 miền theo đó Liên Xô chiếm đóng Bắc Triều Tiên, Hoa Kỳ chiếm đóng miền nam, lấy vĩ tuyến 38 làm ranh giới. Tháng 8 năm 1948, nhà nước Đại Hàn Dân quốc được thành lập. Đến tháng 9 cùng năm, nước Cộng hòa Dân chủ Nhân dân Triều Tiên ra đời. Tháng 6 năm 1950, cuộc Chiến tranh Triều Tiên bùng nổ với lực lượng hỗ trợ chính cho Bắc Triều Tiên là Chí nguyện quân của Cộng hòa Nhân dân Trung Hoa, sự tham gia hạn chế của Liên Xô còn Hàn Quốc được lực lượng Liên hiệp quốc hỗ trợ, chủ yếu là quân đội Hoa Kỳ. Chiến tranh kéo dài đến tháng 7 năm 1953 sau khi hai bên ký kết hiệp định đình chiến tại Bàn Môn Điếm.

## Chiến thuật đặc biệt

### Chiến thuật tàu ngầm
Tàu ngầm Hoa Kỳ, giống như một số tàu khác của Anh và Hà Lan, cũng hoạt động từ căn cứ tại Cavite, Philippines, Fremantle, Brisbane tại Úc; Trân Châu cảng; Trincomalee, Ceylon tại Ấn Độ; đảo Midway; và sau này là Guam. Vào ngày 7 tháng 12 năm 1941, Hải quân Mỹ có 55 tàu ngầm hạm đội và 18 tàu ngầm cỡ trung ở Thái Bình Dương, 38 tàu ngầm ở nơi khác và 73 chiếc đang được chế tạo (Khi chiến tranh kết thúc, Mỹ đã đóng được thêm 228 tàu ngầm).
Lực lượng này đã đóng một vai trò vô cùng quan trọng trong việc đánh bại Nhật Bản mặc dù số lượng tàu ngầm chỉ chiếm một tỉ lệ rất nhỏ trong lực lượng hải quân Đồng Minh, mà như của Hoa Kỳ là thấp hơn 2%. Các tàu ngầm Hoa Kỳ đã khống chế đường biển khi đánh chìm tàu buôn, tàu chở quân và đặc biệt là các tàu chở dầu, làm ảnh hưởng đến việc vận hành khí tài quân sự và các chiến dịch quân sự của quân Nhật. Hậu quả là đến đầu năm 1945, các kho xăng dầu của quân Nhật đều cạn sạch. Phía Nhật Bản khẳng định đã đánh chìm 468 tàu ngầm Đồng minh trong khi thật sự chỉ có 42 tàu ngầm Mỹ bị đánh chìm tại Thái Bình Dương, 10 chiếc khác bị tai nạn, bị chìm ở Đại Tây Dương hoặc do hậu quả của việc bắn nhầm. Ngoài ra, có 3 tàu ngầm Anh bị đánh chìm. Đến cuối cuộc chiến, vào tháng 8 năm 1945, đội tàu vận tải Nhật Bản chỉ còn chưa đầy 1/4 lượng trọng tải vào tháng 12 năm 1941. Nhìn chung, các tàu ngầm của Hải quân Hoa Kỳ đã đánh chìm 1.314 tàu vận tải của Nhật Bản, cũng như khoảng 200 tàu chiến. Trong số đó, lớn nhất phải kể là 2 tàu sân bay Shōkaku và Shinano, và thiết giáp hạm Kongō. Tàu ngầm Anh thì ít thành tích hơn tàu ngầm Mỹ, thành tích tốt nhất là việc tàu ngầm Anh HMS Trenchant (mã hiệu P331) đánh chìm tàu tuần dương Ashigara của Hải quân Nhật.
Các tàu ngầm Đồng Minh không áp dụng chiến thuật phòng thủ thụ động chờ đối phương mà chủ động tấn công. Vài giờ sau cuộc tấn công Trân Châu cảng, Roosevelt đã ra lệnh áp dụng học thuyết mới: một cuộc chiến tranh tàu ngầm không hạn chế chống lại Nhật Bản. Điều này có nghĩa là mọi chiến hạm, tàu buôn và tàu chở khách của phe Trục sẽ bị đánh chìm, không cảnh báo trước và cũng không cứu hộ những người sống sót. Người Mỹ qua hành động này đã thay đổi lập trường đối với cuộc chiến tranh tàu ngầm không hạn chế. Sau chiến tranh, khi mà vụ ném bom nguyên tử xuống Hiroshima và các vụ ném bom dân thường khác bị lên án mạnh mẽ thì lại không ai chỉ trích Roosevelt vì chính sách sử dụng tàu ngầm này của ông. (Hai đô đốc Đức Erich Raeder và Karl Dönitz khi bị đem ra xét xử tại Tòa án Nuremberg vì vi phạm luật pháp quốc tế thông qua chiến tranh tàu ngầm không hạn chế, đã được miễn tội sau khi chứng minh được các tàu buôn Đồng minh là những mục tiêu quân sự hợp pháp, theo luật của thời chiến).

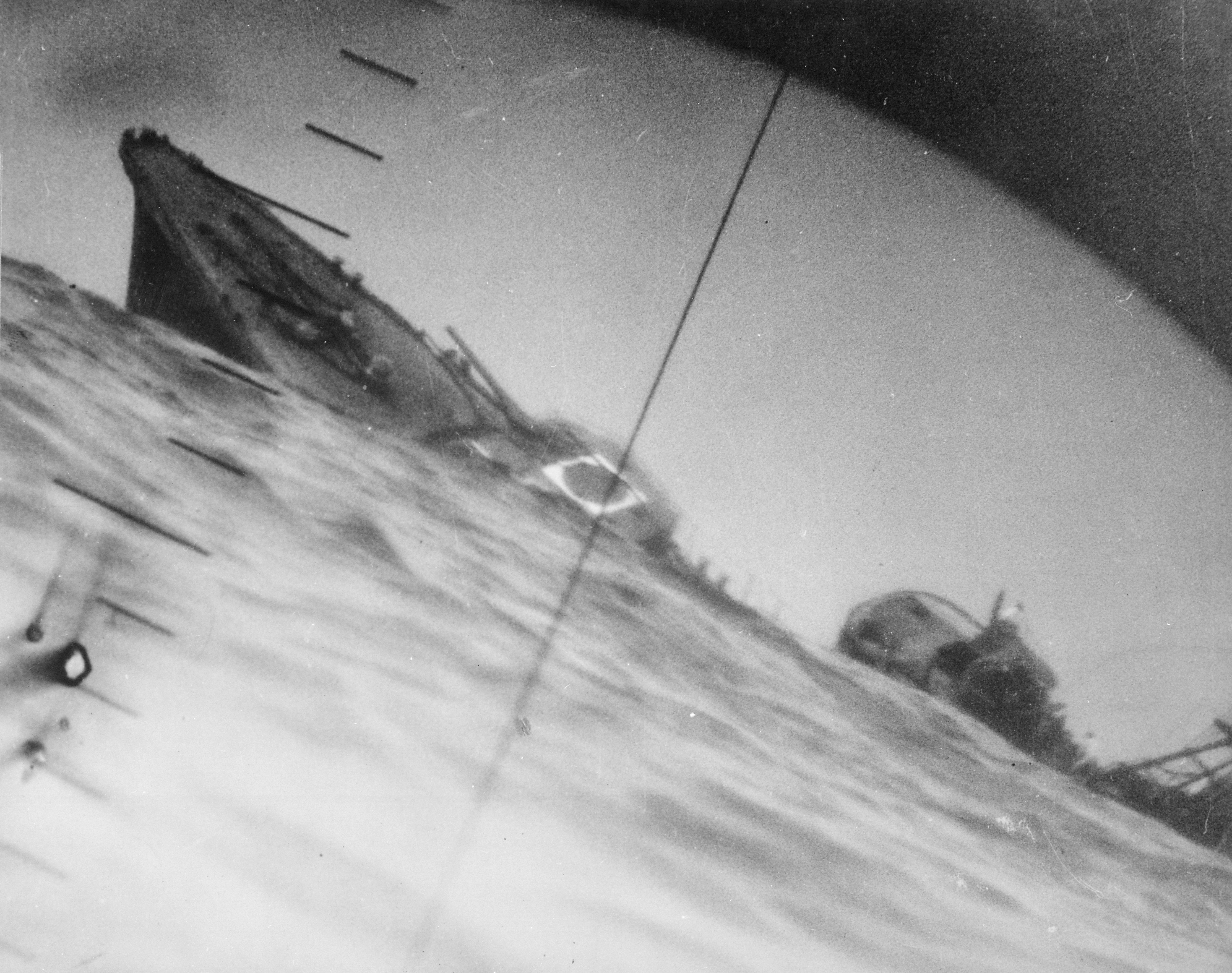
Khu trục hạm Yamakaze của Nhật bị trúng ngư lôi, góc nhìn từ kính tiềm vọng tàu ngầm USS Nautilus SS-168 của Mỹ vào tháng 6 năm 1942.

Theo tính toán, các tàu ngầm Hoa Kỳ chiếm 56% trong số các tàu buôn, tàu vận tải của Nhật Bản bị đánh chìm; hầu hết số còn lại đều bị tiêu diệt bởi thủy lôi và máy bay. Các tàu ngầm này còn khẳng định đã đánh chìm 28% số tàu chiến Nhật. Cuộc chiến chống lại vận tải biển là yếu tố quyết định nhất trong sự sụp đổ của nền kinh tế Nhật Bản. Các tàu ngầm đồng minh cũng đánh chìm một số lượng lớn tàu vận tải chở quân, giết chết hàng ngàn binh sĩ Nhật Bản và làm cản trở việc triển khai quân tiếp viện của Nhật Bản trong các trận chiến trên các đảo Thái Bình Dương.
Ngoài ra, tàu ngầm Đồng Minh còn đóng vai trò trinh sát, như trong trận đánh ở biển Philippines và vịnh Leyte, khi đã cung cấp chính xác thời gian và cảnh báo về hướng tiến của hạm đội Nhật. Chưa kể hàng ngàn phi công Đồng Minh bị bắn hạ rơi xuống biển đã được cứu bởi lực lượng tàu ngầm.
Hải quân Nhật Bản cũng có một số lượng lớn tàu ngầm và được trang bị ngư lôi tốt nhất thời đó, Ngư lôi Oxy loại 93, nhưng chúng lại không tạo được ảnh hưởng đáng kể đến diễn biến cuộc chiến. Năm 1942, các tàu ngầm Nhật đã hoạt động rất tốt khi đánh chìm hoặc làm bị thương nhiều tàu chiến Đồng Minh. Tuy nhiên, Hải quân Đế quốc Nhật Bản lại áp dụng một học thuyết như của hải quân Mỹ trước chiến tranh là để nắm được quyển khống chế biển, phải dựa vào lực lượng hạm đội tàu nổi hùng mạnh chứ không bằng việc đánh phá các tuyến vận tải biển. Do đó, mặc dù người Mỹ có một tuyến vận tải không thường xuyên từ bờ biển phía tây đến mặt trận dễ bị tàu ngầm tấn công nhưng các tàu ngầm Nhật Bản lại chỉ sử dụng trong vai trò trinh sát tầm xa và thỉnh thoảng mới tấn công các tuyến vận tải Mỹ. Các hoạt động của tàu ngầm Nhật trong vùng biển nước Úc vào năm 1942 và 1943 cũng chỉ đạt được một số thành quả nhỏ. Khi chiến cuộc trở nên bất lợi đối với người Nhật, các tàu ngầm Nhật chuyển sang vai trò cung cấp tiếp liệu cho các căn cứ đã bị phong tỏa như Truk và Rabaul. Ngoài ra, mặc dù là đồng minh với Đức, Nhật Bản lại tôn trọng hiệp ước với Liên Xô mà bỏ qua hàng triệu tấn hàng tiếp liệu chiến tranh của Mỹ cho Liên Xô từ San Francisco đến Vladivostok. Trong toàn cuộc chiến, tàu ngầm Nhật đánh chìm được 184 tàu buôn với tổng cộng khoảng 1 triệu tấn tải trọng, cộng thêm khoảng vài chục tàu chiến đối phương (bao gồm 2 tàu sân bay cỡ lớn), thành tích này bị coi là không tương xứng khi so với số lượng tàu ngầm Nhật tham chiến (trong đó 130 tàu ngầm Nhật đã bị mất).

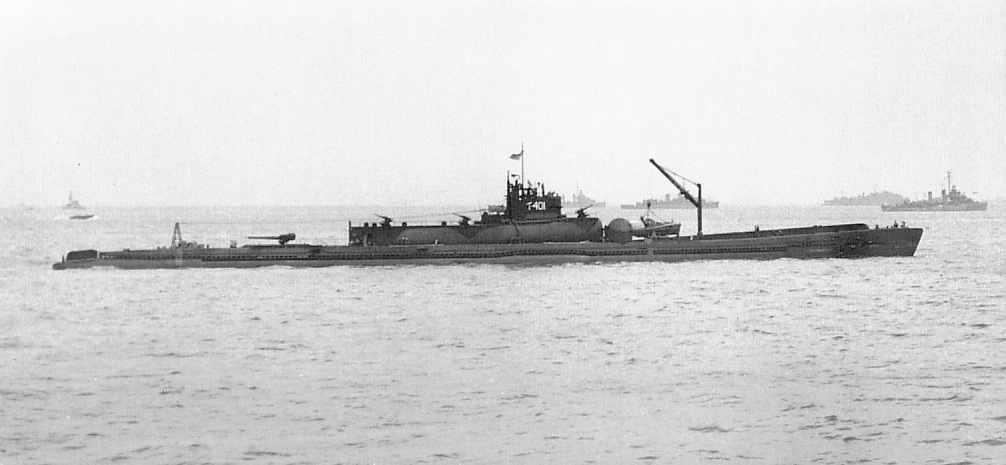
Tàu ngầm I-400 của hải quân Nhật. Lớp tàu Sen Toku I-400 là những tàu ngầm phi hạt nhân lớn nhất từng được xây dựng. Tuy nhiên, các tàu ngầm Nhật đã không được sử dụng hết khả năng trong cuộc Chiến tranh Thái Bình Dương.

Hải quân Mỹ, tương phản với người Nhật, tin tưởng vào hiệu quả của việc đánh phá vận tải biển ngay từ khi chiến tranh bắt đầu. Tuy nhiên, việc quân Đồng Minh bị bao vây ở Philippines trong giai đoạn đầu chiến tranh đã khiến họ phải phân tán lực lượng tàu ngầm vào các nhiệm vụ đánh lén. Ngoài ra, tàu ngầm xuất phát từ các căn cứ ở Úc luôn nằm dưới sự đe dọa của không quân Nhật khi thực hiện các chuyến tuần tra làm giảm hiệu quả hoạt động nên đô đốc Nimitz chỉ tin tưởng tàu ngầm ở nhiệm vụ giám sát các căn cứ của địch. Một nguyên nhân nữa là Ngư lôi Mark 14 và ngòi nổ Mark VI trang bị cho các tàu ngầm đều hoạt động kém hiệu quả, thường xuyên bắn trật mục tiêu và phải đến tháng 9 năm 1943, các khuyết điểm mới được khắc phục. Rồi trong giai đoạn trước chiến tranh, một nhân viên của Sở Quan thuế Hoa Kỳ (United States Customs Service) đã lấy được một bản sao chép mật mã thương mại đường biển của Nhật (gọi là mật mã Maru), mà không hề biết rằng Cơ quan Tình báo Hải quân (ONI) đã bẻ khóa được Chính quyền Nhật Bản biết được việc này đã nhanh chóng đổi khóa mã mới và khóa mã mới này chỉ bị phá vào năm 1943.
Do những nguyên nhân trên, phải đến năm 1944, Hải quân Mỹ mới sử dụng tối đa hiệu quả 150 tàu ngầm của mình: các máy radar được gắn lên tàu, chỉ huy thiếu tinh thần chiến đấu bị thay thế và khắc phục lỗi ngư lôi. Trong khi đó, việc bảo vệ các chuyến vận tải biển của Nhật là rất kém hiệu quả do các chiến thuật chống tàu ngầm yếu kém. Do đó, số lượng các chuyến tuần tra và số lượng các tàu bị đánh chìm bởi tàu ngầm Hoa Kỳ ngày càng tăng nhanh chóng: 350 chuyến (180 tàu chìm) năm 1942, 350 (335) năm 1943 và 520 (603) năm 1944. Năm 1942, tàu ngầm Hoa Kỳ đã đánh chìm 4.047 tấn, năm sau lên đến 388.016 tấn chỉ riêng tàu chở dầu, và một con số gấp đôi vào năm 1944. Đến năm 1945, số lượng và tải trọng tàu bị đánh chìm giảm xuống do các mục tiêu không còn dám ra mặt biển nữa. Tổng cộng, tàu ngầm Đồng Minh đã đánh chìm khoảng 200 tàu chiến, 1.314 thương thuyền Nhật với tổng tải trọng khoảng 5,2 triệu tấn. Hầu hết là các tàu chở hàng nhỏ, nhưng trong đó có 124 tàu chở dầu đang chở nhiên liệu cần thiết từ Đông Ấn (Nam Dương). 320 chiếc khác là tàu chở khách hoặc chở quân. Trong các chiến dịch tại Guadalcanal, Saipan và Leyte, hàng ngàn lính Nhật đã bị giết hoặc buộc phải đổi hướng trước khi đến được nơi cần đổ bộ do tàu chở quân bị đánh chìm. Khoảng 200 chiến hạm Nhật bị tàu ngầm đánh chìm, từ các tàu khu trục, tàu thả thủy lôi, tàu săn tàu ngầm cho đến tuần dương hạm, 1 thiết giáp hạm và khoảng 8 hàng không mẫu hạm. Tuy nhiên, tổn thất về người của lực lượng tàu ngầm cũng không hề nhỏ; trong số 16.000 nhân viên tàu ngầm Mỹ tham gia vào công việc tuần tra, 3.500 người trong số họ (22%) đã không bao giờ trở về, tỉ lệ thương vong cao hơn bất kì một lực lượng nào khác trong quân đội Mỹ. Tổn thất của Nhật, 130 tàu ngầm, thậm chí còn cao hơn.
Một tàu ngầm Đức, U-862, đã hoạt động tại Thái Bình Dương trong suốt cuộc chiến, tuần tra dọc theo bờ biển phía đông nước Úc và New Zealand vào tháng 12 năm 1944 và tháng 1 năm 1945. Nó đã đánh chìm được một tàu trước khi bị gọi về Batavia.
Số liệu tàu vận tải Nhật trong Thế chiến 2 (tính theo tấn tải trọng, theo JANAC
| Thời kỳ                          | Khi bắt đầu | Tăng thêm | Tổn thất  | Thay đổi   | Kết thúc  |
| Năm 1942 (tính cả tháng 12/1941) | 5,975,000   | 111,000   | 725,000   | −89,000    | 5,886,000 |
| Năm 1943                         | 5,886,000   | 177,000   | 1,500,000 | −1,323,000 | 4,963,000 |
| Năm 1944                         | 4,963,000   | 624,000   | 2,700,000 | −2,076,000 | 2,887,000 |
| Năm 1945                         | 2,887,000   | ?         | 415,000   | −415,000   | 2,472,000 |
| Kết thúc chiến tranh             |             |           |           | 3,903,000  | 1,983,000 |

Một tài liệu Nhật báo cáo rằng 15.518 tàu dân sự đã bị chìm trong chiến tranh JANAC báo cáo rằng trong suốt chiến tranh, 2.117 tàu vận tải Nhật đã chìm với tổng tải trọng 8.040.851 tấn và 611 tàu của Hải quân Nhật đã chìm với tổng tải trọng 1.851.450 tấn.
Xem thêm tổn thất về tàu chiến và tài vận tải biển của Nhật Bản trong giai đoạn 1941-1945 và tải trọng tàu mà các tàu ngầm Mỹ khẳng định đã đánh chìm hay làm bị thương giai đoạn 1941-1945. Ủy ban đánh giá liên quân Hải - Lục ước định thành tích của các tàu ngầm Mỹ.

### Kamikaze

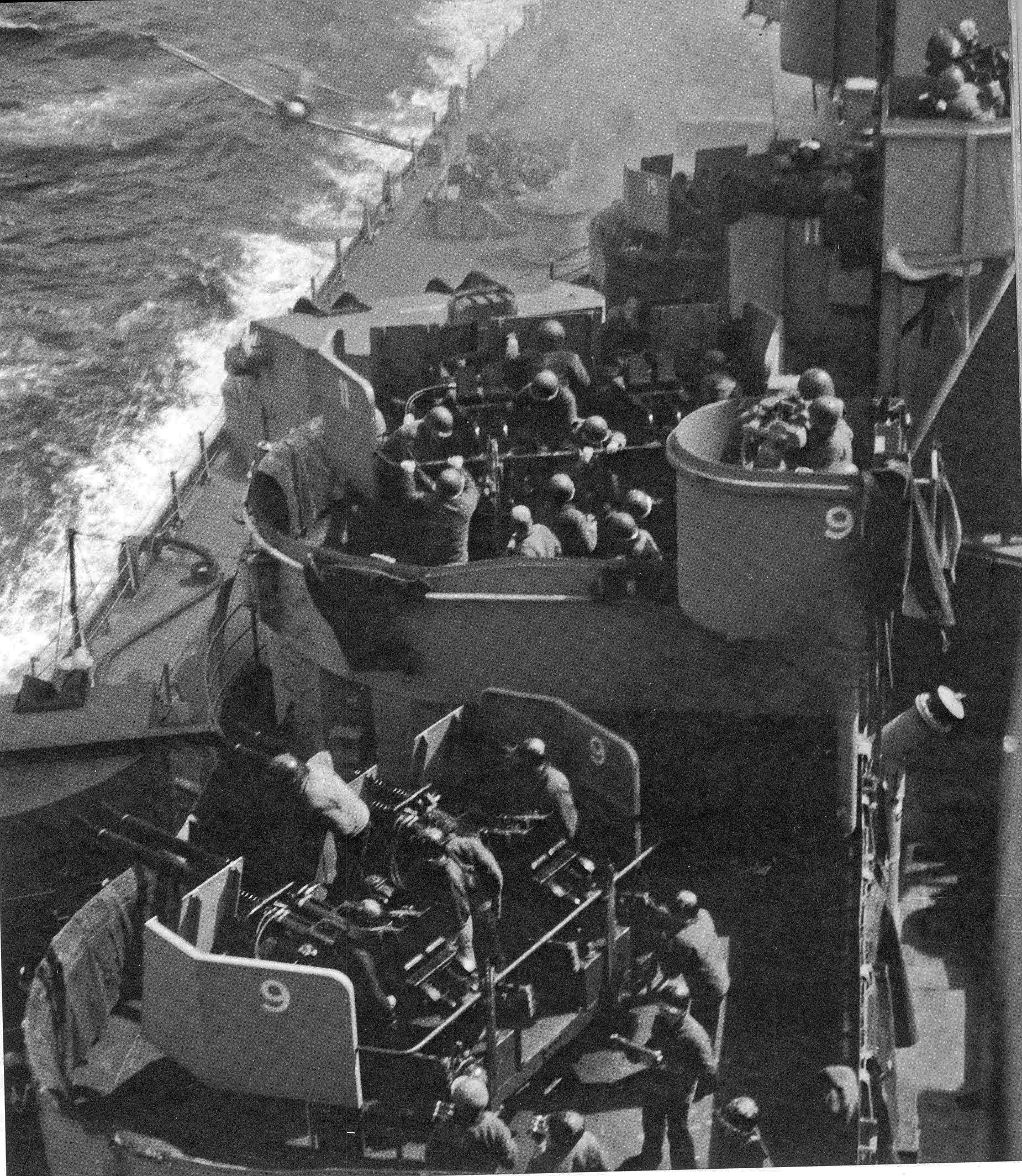
Một máy bay Mitsubishi Zero chuẩn bị đâm vào thiết giáp hạm Missouri của Hoa Kỳ vào ngày 11 tháng 4 năm 1945 trong trận Okinawa

Kamikaze (Thần phong) là tên gọi một chiến thuật tấn công đặc biệt mà không quân Nhật áp dụng trong giai đoạn cuối của Chiến tranh thế giới thứ hai. Theo chiến thuật này, một phi công sẽ lái máy bay của mình, thường là máy bay tiêm kích hay máy bay ném bom hạng nhẹ chở đầy thuốc nổ, bom, ngư lôi và bình xăng đâm vào chiến hạm đối phương. Ngoài các đội Kamikaze đánh tàu chiến, còn có một bộ phận nhỏ các phi đội Kamikaze khác có nhiệm vụ phòng không, họ sẽ lao máy bay của mình vào các pháo đài bay B-29 của Mỹ.
Tên gọi Kamikaze còn được dùng để chỉ chiếc máy bay thực hiện nhiệm vụ đó. Từ Kamikaze bắt nguồn từ tên một trận bão lớn đã đánh chìm toàn bộ đoàn thuyền chiến của đế quốc Mông Cổ, cứu nước Nhật khỏi họa xâm lăng vào thế kỷ XIII. Ngoài các phi cơ chiến đấu và máy bay ném bom được chuyển thành Kamikaze, từ tháng 3 năm 1945, người Nhật đã cho xuất hiện vũ khí mới là Yokosuka MXY7 Ohka, thực chất là một loại bom lượn có người lái, phóng đi từ máy bay mẹ và người cảm tử quân ngồi bên trong sẽ điều khiển Ohka đánh trúng mục tiêu.
Phi đội Kamikaze đầu tiên đã được thành lập tại phi trường Mabalacat, trên đảo Luzon, Philippines và người được xem là cha đẻ của chiến thuật này là đô đốc Onishi Takijiro. Cuộc tấn công chính thức đầu tiên của một phi đội Kamikaze diễn ra vào ngày 25 tháng 10 năm 1944 trong trận hải chiến vịnh Leyte và đã đánh chìm tàu sân bay hộ tống USS St. Lo. Tuy nhiên, chiến thuật Kamikaze cũng đã không thể cứu vãn thất bại của Nhật Bản tại Philippines.
Trong trận Okinawa, chiến thuật Kamikaze đã trở thành quốc sách và là một phần của chiến lược trong trận đánh. Kể từ ngày 6 tháng 4 đến ngày 22 tháng 6, các Kamikaze đã đánh chìm 30 chiến hạm các loại của hải quân Hoa Kỳ, làm trọng thương 223 hạm tàu khác. Số binh lính và sĩ quan hải quân Đồng Minh tử trận lên đến 4.907 người và 4.824 người khác bị thương.
Để chống lại các Kamikaze, hải quân Đồng Minh đã sử dụng nhiều biện pháp trong đó thành công nhất là bố trí các khu trục hạm bao quanh soái hạm để tạo nên một lưới lửa phòng không ngăn chặn các Kamikaze tiến đến mục tiêu là kho xăng dầu. Việc chỉ được huấn luyện sơ sài cũng khiến phi công Kamikaze trở thành mồi ngon cho các phi công Đồng Minh lão luyện và được trang bị máy bay tốt hơn. Tuy nhiên, theo thống kê của không lực Hoa Kỳ sau khi chiến tranh kết thúc, có đến 14% Kamikaze sống sót và đánh trúng tàu Mỹ; gần 8,5% số tàu bị Kamikaze đánh trúng bị chìm.
Nhà báo người Úc Denis và Peggy Warner, trong cuốn sách in năm 1982 với sử gia hải quân Nhật Seno Sadao (The Sacred Warriors: Japan's Suicide Legions), đưa ra con số 57 tàu bị kamikazes đánh đắm. Tuy nhiên, Bill Gordon, một nhà Nhật Bản học người Mỹ chuyên gia về kamikaze, cho biết có 49 tàu bị kamikaze đánh đắm. Trong số các tàu bị đánh chìm có 3 chiếc tàu sân bay hộ tống và 14 tàu khu trục, còn lại là tàu vận tải. Ngoài số tàu bị đánh chìm, các kamikaze đã đánh hỏng 368 tàu khác (một số tàu trong số đó bị đánh hỏng nhiều lần), bao gồm 39 lượt tàu sân bay bị đánh hỏng (gồm 15 lượt tàu sân bay hộ tống, 3 tàu sân bay hạng nhẹ và 21 lượt tàu sân bay cỡ lớn), nhiều tàu trong số đó bị hỏng rất nặng. Để đạt được thành quả ấy, người Nhật đã mất hơn 3.900 máy bay kamimakze các loại và số phi công tương ứng trong toàn cuộc chiến, nhưng họ vẫn không thể đảo ngược tình thế ở Okinawa cũng như toàn bộ cuộc chiến.
Trong số tàu bị đánh trúng, khoảng 8,5% bị chìm, tất cả đều là các tàu cỡ vừa hoặc nhỏ (có choán nước dưới 10.000 tấn). Tỷ lệ tàu chìm khá thấp là do các máy bay kamikaze tấn công theo kiểu bổ nhào từ trên cao xuống, lao vào tàu từ phía trên. Những đòn tấn công vào các khu vực phía trên mớn nước kiểu này ít khi có khả năng làm chìm tàu cỡ lớn, bởi ít làm hư hại lườn tàu. Tuy nhiên, vụ nổ do chiếc máy bay lao vào tàu có thể gây ra những đám cháy dữ dội tàn phá cấu trúc thượng tầng của con tàu, làm các thiết bị, vũ khí và máy móc bị hư hỏng. Nhiều con tàu bị kamikaze đánh trúng vẫn nổi và không được tính là chìm, nhưng thực ra chúng bị hư hại rất nặng, chi phí sửa chữa và thiệt hại nhân mạng rất lớn. Ví dụ như chiếc tàu sân bay USS Bunker Hill (CV-17) bị đánh trúng vào ngày 11/5/1945, tàu không chìm nhưng đã có 389 người chết và 264 bị thương, và phải mất 4 tháng để sửa chữa hư hại.
Chiến thuật này chỉ chính thức chấm dứt từ ngày 15 tháng 8 năm 1945, ngày Nhật Bản tuyên bố đầu hàng Đồng Minh vô điều kiện. Đô đốc Ōnishi đã mổ bụng tự sát với mong muốn cái chết của mình sẽ là sự tạ tội trước những phi công Kamikaze đã hy sinh và những gia đình của họ.

### Các chiến thuật tấn công tự sát khác

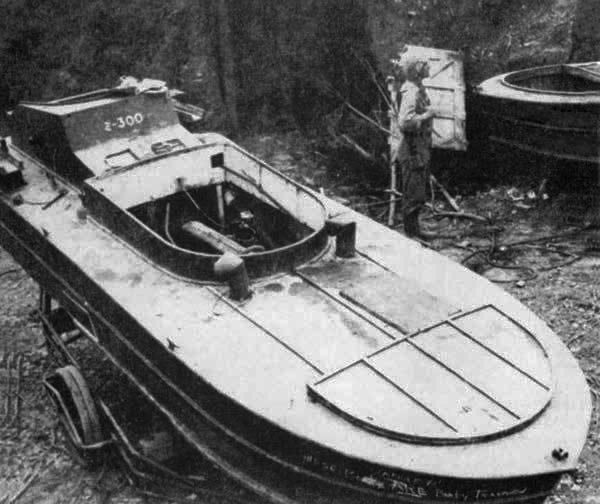
Một ngư lôi đỉnh tự sát Shinyo.

Ngoài Kamikaze, người Nhật còn có một số chiến thuật tấn công tự sát khác. Hải quân Đế quốc Nhật Bản có Kairyu, một kiểu tàu ngầm được trang bị 2 ngư lôi và 600 kg chất nổ dùng trong các nhiệm vụ tự sát. Ngoài ra còn có Kaiten ("Hồi thiên" tức là xoay trời), một kiểu ngư lôi có một người ngồi bên trong và sẽ lái nó lao thẳng vào tàu địch sau khi được phóng ra từ các chiến hạm hoặc tàu ngầm; Shinyo, một kiểu ngư lôi đỉnh phía trước mũi chứa đầy chất nổ cực mạnh, có thể đạt đến tốc độ 28 hải lý hay Fukuryu, những người nhái sẽ mang một khối thuốc nổ lặn xuống đáy biển để gắn vào chân vịt hoặc bánh lái tàu của địch quân.
Được sử dụng từ cuối năm 1944, Kaiten đã đánh chìm tổng cộng một tàu khu trục hộ tống, một tàu chở dầu cỡ lớn và một tàu đổ bộ chở lính, đồng thời gây hư hại cho vài tàu khác, gây ra cái chết của 187 quân nhân Mỹ. Đổi lại, 104 chiếc Kaiten cùng người lái của chúng đã thiệt mạng. Nhìn chung, Kaiten các phiên bản đầu được coi là có hiệu quả thấp, dễ bị hỏng hóc nên tỷ lệ đánh trúng mục tiêu thấp, các phiên bản cải tiến đã được phát triển nhưng chưa đi vào tham chiến thì Nhật Bản đã đầu hàng.
Trong các trận đánh trên bộ, Lục quân Đế quốc Nhật Bản còn sử dụng các cuộc "Tấn công Banzai" (萬歳突撃?). Đây là tên gọi cho chiến thuật biển người được thực hiện bởi lính Nhật nhằm tránh phải đầu hàng, bị bắt làm tù binh và nhất là bảo toàn danh dự cho quân đội Thiên hoàng sau khi thất trận. Sở dĩ quân Đồng Minh gọi tên chiến thuật tấn công này là "Tấn công Banzai" vì quân Nhật vừa tấn công, vừa hô to Tennōheika banzai! (天皇陛下萬歳！), nghĩa là "Thiên hoàng vạn tuế!". Chiến thuật này được sử dụng lần đầu trong trận Attu năm 1943 và được sử dụng thường xuyên cho đến trận Okinawa vào năm 1945.

### Fu-Go
Fu-Go (Tiếng Nhật:風船爆弾 fūsen bakudan, nghĩa là vũ khí mượn sức gió) hay khinh khí cầu mang bom là một thứ vũ khí đặc biệt được Nhật Bản sử dụng để tấn công chính quốc Hoa Kỳ bằng đường không nhằm đáp trả lại cuộc oanh kích Tokyo vào năm 1942. Trong cuốn sách tựa đề "Fu-Go: Lịch sử kỳ lạ của cuộc tấn công bằng bom khí cầu của Nhật Bản nhằm vào nước Mỹ", tác giả Ross Coen mô tả loại vũ khí này là "Tên lửa liên lục địa đầu tiên trên thế giới".
Chiến dịch này được Đế quốc Nhật Bản lên kế hoạch từ năm 1944, nhằm lợi dụng những dòng khí di chuyển sang phía đông ở độ cao hơn 9 km để trả đũa các vụ không kích của Hoa Kỳ. Nhật Bản có rất ít lựa chọn để tấn công vào đất liền của nước Mỹ, bởi họ đã mất nhiều tàu sân bay trong các cuộc hải chiến với quân đội Mỹ ở Thái Bình Dương. Năm 1942, tàu ngầm của nước này đã âm thầm tiến sát bờ biển nước Mỹ và oanh tạc các mục tiêu ở bang Oregon và California nhưng không gây ra thiệt hại đáng kể và đến năm 1944, các cuộc tấn công kiểu này không còn khả thi. Phòng nghiên cứu Kỹ thuật Quân đội Số 9 của Đế quốc Nhật Bản đã tạo ra các khinh khí cầu dùng khí hydro nhẹ nhưng bền chắc từ loại giấy bằng gỗ dâu tằm mang theo các vũ khí như mìn sát thương 15 kg, các quả bom cháy loại 5 kg hay 12 kg, nhờ sử dụng các bao cát để giữ thăng bằng và một đồng hồ kiểm soát độ cao với những quả bom có được treo vòng quanh, chúng mất 30-60 giờ để bay tới bờ biển nước Mỹ. Những khinh khí cầu được thiết kế rất khéo léo, giúp chúng bay cao vào ban ngày và hạ thấp vào ban đêm nhờ một đồng hồ đo khí áp giúp kiểm soát trần bay.
Kế hoạch được thực hiện thành 2 đợt: đợt 1 vào tháng 6 năm 1944 với 200 quả nhưng khí cầu đã không đến được mục tiêu. Đợt 2 số lượng lớn hơn rất nhiều, lên đến 9.300 quả nhưng chỉ một số ít rơi xuống các bang Oregon, Michigan và gây tổn thất không đáng kể, chỉ gây ra thiệt hại nhỏ, một phần do khí hậu mùa đông ẩm ướt đã dập tắt các ngọn lửa. Sau khi phát hiện, Hoa Kỳ đã huy động hàng nghìn quân và nhiều phi đội máy bay tìm kiếm, ngăn chặn khinh khí cầu bay vào nội địa.
Ngày 10 tháng 3 năm 1945, một khinh khí cầu loại này đã làm hỏng tuyến dây điện chính kết nối từ Đập Grand Coulee trên sông Columbia gây chập điện và tắt nguồn cung cấp cho nhà máy làm mát của cơ sở Hanford - một cơ sở hạt nhân khi đó đang sản xuất plutonium cho quả bom nguyên tử phá hủy thành phố Nagasaki sau này. Công việc bị gián đoạn trong một thời gian ngắn.
Tuy nhiên, sự bưng bít của truyền thông Hoa Kỳ khi đó đã khiến người Nhật không hề hay biết hiệu quả của những nỗ lực trả đũa bằng khinh khí cầu. Báo chí không đưa tin về những vụ nổ để ngăn không cho người Nhật biết rằng các vũ khí thử nghiệm của họ trên thực tế đã bay đến được nước Mỹ. Có vẻ như quân đội Nhật đã thất vọng với kết quả của chiến dịch và từ bỏ hoạt động này vài tháng trước khi đầu hàng quân Đồng minh vào tháng 9 năm 1945.
Năm 1950, một tượng đài được dựng lên gần nơi nổ bom khí cầu để tưởng niệm những nạn nhân ở Oregon, mang tênTượng đài Mitchell với dòng chữ khắc:"Nơi duy nhất trên đất Mỹ xảy ra cái chết do hành động của kẻ thù trong Thế chiến thứ II". Ngày nay, Bảo tàng hạt Klamath và một bảo tàng khinh khí cầu ở Albuquerque vẫn trưng bày những quả bom khinh khí cầu chưa phát nổ của Nhật Bản.

### Vũ khí sinh học
Đơn vị 731 (731部隊 (731 bộ đội)/ ななさんいちぶたい Nana-san-ichi butai, tiếng Trung: 731部队) Là một đơn vị nghiên cứu và phát triển vũ khí hóa-sinh của Quân đội Hoàng gia Nhật Bản, đơn vị này đã tiến hành nhiều thí nghiệm nguy hiểm trên cơ thể người trong chiến tranh Trung-Nhật lần thứ hai (1937-1945) và chiến tranh thế giới thứ hai. Đơn vị 731 được điều hành bởi tư lệnh Ishii Shiro đến tận khi kết thúc chiến tranh. Đơn vị 731 là cơ quan đầu não của nhiều đơn vị khác phục vụ cho Đế quốc Nhật trong việc nghiên cứu vũ khí sinh học; bao gồm Đơn vị 516 (Tề Tề Cáp Nhĩ), Đơn vị 543 (Hải Lạp Nhĩ), Đơn vị 773 (Songo unit), Đơn vị 100 (Trường Xuân, Cát Lâm), Unit Ei 1644 (Nam Kinh), Đơn vị 1855 (Bắc Kinh), Đơn vị 8604 (Quảng Châu), Unit 200 (Mãn Châu) và Đơn vị 9420 (Singapore). Nó được coi là một trong những tội ác chiến tranh khét tiếng nhất của người Nhật.
Trong Chiến tranh Trung-Nhật và cuối Chiến tranh thế giới thứ hai, người Nhật đã dùng mầm bệnh dịch hạch, bệnh tả, đậu mùa, bệnh than cũng như một số bệnh khác vào những quả bom thả xuống hàng ngũ binh sĩ và kể cả dân thường Trung Quốc.
Trong vài tháng đầu chiến tranh với Hoa Kỳ sau vụ tấn công Trận Trân Châu Cảng, Nhật Bản cũng đã lên kế hoạch sử dụng vũ khí sinh học chống lại người Mỹ. Trong Trận Bataan vào tháng 3 năm 1942, người Nhật toan tính thả hơn 90 kg bọ chét mang mầm bệnh dịch hạch và khoảng 150 triệu côn trùng. Tuy nhiên, sự đầu hàng của các lực lượng Mỹ khiến kế hoạch không cần thiết.
Vào cuối Chiến tranh thế giới thứ hai, các nhà khoa học thuộc Đơn vị 731 đã phá hủy hầu hết bằng chứng của chương trình. Tuy nhiên, một số động vật thử nghiệm bị nhiễm bệnh đã được thả ra gây bệnh dịch hạch cho khoảng 30.000 người tại Bình Phòng (Cáp Nhĩ Tân) trong vòng 3 năm đầu tiên sau chiến tranh.
Theo Hội thảo quốc tế về tội ác của chiến tranh vi khuẩn năm 2002, số người bị giết bởi Quân đội Đế quốc Nhật qua thử nghiệm vi khuẩn trên người là khoảng 580.000. Theo các nguồn khác, "hàng chục ngàn, và có lẽ có tới 400.000 người Trung Quốc đã chết vì bệnh dịch hạch, bệnh tả, bệnh than và các bệnh khác" do chiến tranh sinh học.
Sau khi Nhật Bản đầu hàng, Mỹ cảm thấy hứng thú với những kết quả thí nghiệm vũ khí sinh học của Đơn vị 731. Để đổi lấy thông tin, chính quyền Mỹ đã ém nhẹm tội ác của Đơn vị 731, đồng thời miễn truy cứu trách nhiệm đối với tướng Ishii Shiro cùng với những kẻ liên quan bất chấp sự phản đối của Liên Xô. Tướng Shiro Ishii qua đời trong yên bình ở tuổi 67. Nhiều nhà khoa học Nhật tham gia Đơn vị 731 cũng được Mỹ miễn truy tố tội ác chiến tranh và về sau có những người đã có được sự nghiệp lớn về chính trị, học thuật, kinh doanh và y tế.

## Các trận đánh

### Chiến tranh Trung-Nhật
Trước khi Hoa Kỳ tham chiến:
- 7 tháng 7, 1937 – 9 tháng 7 1937 Sự kiện Lư Câu Kiều
- 13 tháng 8 năm 1937 - 26 tháng 11, 1937 Trận Thượng Hải
- 1 tháng 9, 1937 – 9 tháng 11, 1937 Trận Thái Nguyên
- 9 tháng 12 năm 1937 – 31 tháng 1, 1938 Trận Nam Kinh
- 24 tháng 3, 1938 – 1 tháng 5, 1938 Trận Từ Châu
- 11 tháng 6 năm 1938 – 27 tháng 10, 1938 Trận Vũ Hán
- 17 tháng 3, 1939 – 10 tháng 5 năm 1939 Trận Nam Xương
- 20 tháng 4 năm 1939 - 24 tháng 5 năm 1939 Trận Tùy Châu-Tảo Dương
- 13 tháng 9 năm 1939 - 8 tháng 10 năm 1939 Trận Trường Sa (1939)
- 15 tháng 11 năm 1939 - 30 tháng 11 năm 1940 Trận Nam Quảng Tây
- 1 tháng 5 năm 1940 - 18 tháng 6 năm 1940 Trận Tảo Dương-Nghi Xương
- 30 tháng 1 năm 1941 - 1 tháng 3 năm 1941 Trận Nam Hà Nam
- 14 tháng 3 năm 1941 - 9 tháng 4 năm 1941 Trận Thượng Cao
- 7 tháng 5 năm 1941 – 27 tháng 5 năm 1941 Trận Nam Sơn Tây
- 6 tháng 9 năm 1941 - 8 tháng 10 năm 1941 Trận Trường Sa (1941)

Sau khi Hoa Kỳ tham chiến:
- 24 tháng 2 năm 1941 - 15 tháng 1 năm 1942 Trận Trường Sa (1942)
- 14 tháng 5 năm 1942 - 7 tháng 9 năm 1942 Chiến dịch Chiết Giang-Giang Tây
- 12 tháng 5 năm 1943 - 3 tháng 6 năm 1943 Trận Tây Hồ Bắc
- 2 tháng 11 năm 1943- 20 tháng 12 năm 1943 Trận Chương Đức
- 17 tháng 4 năm 1944 – 10 tháng 12 năm 1944 Chiến dịch Ichi-Go
- 9 tháng 4 năm 1945 - 7 tháng 6 năm 1945 Trận Tây Hồ Nam

 Chiến tranh Pháp-Thái
- Tháng 10, 1940 – 9 tháng 5 năm 1941

 Chiến tranh biên giới Xô-Nhật
- 29 tháng 7 năm 1938 – 11 tháng 8 năm 1938 Trận hồ Khasan
- 11 tháng 5 năm 1939 – 16 tháng 9 năm 1939 Trận Khalkhin Gol

### Nhật Bản bành trướng
- 22 tháng 9 năm 1940 Nhật Bản xâm lược Đông Dương
- 7 tháng 12 năm 1941 (8 tháng 12 theo giờ Nhật Bản) Trận Trân Châu cảng
- 8 tháng 12 năm 1941 Nhật Bản xâm lược Thái Lan
- 8 tháng 12 năm 1941 Trận Guam (1941)
- 8 tháng 12 năm 1941 Hoa Kỳ tuyên chiến với Nhật Bản
- 8 tháng 12 năm 1941 – 25 tháng 12 năm 1941 Trận Hồng Kông
- 8 tháng 12 năm 1941 – 31 tháng 1 năm 1942 Trận Mã Lai
- 10 tháng 12 năm 1941 - Đánh chìm Prince of Wales và Repulse
- 11 tháng 12 năm 1941 – 24 tháng 12 năm 1941 Trận đảo Wake
- 16 tháng 12 năm 1941 – 1 tháng 4 năm 1942 Chiến dịch Borneo(1942)
- 22 tháng 12 năm 1941 – 6 tháng 5 năm 1942 Trận Philippines
- 11 tháng 1 năm 1942 – 12 tháng 1 năm 1942 Trận Tarakan
- 23 tháng 1 năm 1942 Trận Rabaul (1942)
- 24 tháng 1 năm 1942 Hải chiến Balikpapan
- 25 tháng 1 năm 1942 Thái Lan tuyên chiến với Đồng Minh
- 30 tháng 1 năm 1942 – 3 tháng 2 năm 1942 Trận Ambon
- 30 tháng 1 năm 1942 – 15 tháng 2 năm 1942 Trận Singapore
- 4 tháng 2 năm 1942 Trận chiến eo Makassar
- 14 tháng 2 năm 1942 - 15 tháng 2 năm 1942 Trận Palembang
- 19 tháng 2 năm 1942 Ném bom Darwin, Úc
- 19 tháng 2 năm 1942 – 20 tháng 2 năm 1942 Trận chiến eo Badung
- 19 tháng 2 năm 1942 – 10 tháng 2 năm 1943 Trận Timor (1942-43)
- 27 tháng 2 năm 1942 – 1 tháng 3 năm 1942 Trận chiến biển Java
- 1 tháng 3 năm 1942 Trận chiến eo Sunda
- 1 tháng 3 năm 1942 – 9 tháng 3 năm 1942 Trận Java
- 31 tháng 3 năm 1942 Trận đảo Christmas
- 31 tháng 3 năm 1942 – 10 tháng 4 năm 1942 Không kích Ấn Độ Dương
- 18 tháng 4 năm 1942 Cuộc oanh tạc Doolittle
- 3 tháng 5 năm 1942 Nhật Bản đổ bộ Tulagi
- 4 tháng 5 năm 1942 – 8 tháng 5 năm 1942 Hải chiến biển Coral
- 31 tháng 5 năm 1942 – 8 tháng 6 năm 1942 Cuộc tấn công cảng Sydney, Úc
- 4 tháng 6 năm 1942 – 1942 - 6 tháng 6 năm 1942 Trận Midway

### Đồng Minh phản công
| Atlas mặt trận Thái Bình Dương từ tháng 7 năm 1943 đến tháng 8 năm 1945 | Atlas mặt trận Thái Bình Dương từ tháng 7 năm 1943 đến tháng 8 năm 1945 | Atlas mặt trận Thái Bình Dương từ tháng 7 năm 1943 đến tháng 8 năm 1945 |
| ----------------------------------------------------------------------- | ----------------------------------------------------------------------- | ----------------------------------------------------------------------- |
| 1 tháng 7 năm 1943                                                      | 1 tháng 12 năm 1943                                                     | 1 tháng 5 năm 1944                                                      |
| 1 tháng 11 năm 1944                                                     | 1 tháng 3 năm 1945                                                      | 1 tháng 8 năm 1945                                                      |

Mặt trận Đông Nam Á: 8 tháng 12 năm 1941 – 15 tháng 8 năm 1945
- Mặt trận Miến Điện: 16 tháng 12 năm 1941 – 15 tháng 8 năm 1945
- 15 tháng 5 năm 1945 – 16 tháng 5 năm 1945 Trận chiến eo Malacca

Chiến dịch New Guinea
- 23 tháng 1 năm 1942 – Trận Rabaul
- 7 tháng 3 năm 1942 – Chiến dịch Mo (Nhật Bản đổ bộ lên New Guinea)
- 1 tháng 7 năm 1942 – 31 tháng 1 năm 1943 Chiến dịch Đường tàu Kokoda
- 25 tháng 8 năm 1942 – 5 tháng 9 năm 1942 Trận chiến vịnh Milne
- 16 tháng 11 năm 1942 – 22 tháng 1 năm 1943 Trận Buna-Gona
- 28 tháng 1 năm 1943 – 30 tháng 1 năm 1943 Trận Wau
- 2 tháng 3 năm 1943 – 4 tháng 3 năm 1943 Trận biển Bismarck
- 29 tháng 6 năm 1943 – 16 tháng 9 năm 1943 Trận Lae
- 30 tháng 6 năm 1943 – 25 tháng 3 năm 1944 Chiến dịch Cartwheel
- 19 tháng 9 năm 1943 – 24 tháng 4 năm 1944 Trận chiến dãy Finisterre
- 22 tháng 9 năm 1943 – 15 tháng 1 năm 1944 Trận bán đảo Huon
- 1 tháng 11 năm 1943 – 11 tháng 11 năm 1943 Cuộc oanh tạc Rabaul (1943)
- 15 tháng 12 năm 1943 – 15 tháng 8 năm 1945 Chiến dịch New Britain
- 29 tháng 2 năm 1944 – 25 tháng 3 năm 1944 Chiến dịch quần đảo Admiralty
- 22 tháng 4 năm 1944 – 15 tháng 8 năm 1945 Chiến dịch Tây New Guinea

Trận Madagascar
- 5 tháng 5 năm 1942 – 6 tháng 11 năm 1942 Trận Madagascar

Chiến dịch quần đảo Aleutian
- 6 tháng 6 năm 1942 – 15 tháng 8 năm 1943 Trận quần đảo Aleutian
- 7 tháng 6 năm 1942 – 15 tháng 8 năm 1943 Trận Kiska
- 26 tháng 3 năm 1943 – Trận quần đảo Komandorski

Chiến dịch Guadalcanal
- 7 tháng 8 năm 1942 – 9 tháng 2 năm 1943 Trận Guadalcanal
- 9 tháng 8 năm 1942 Trận đảo Savo
- 24 tháng 8 năm 1942 – 25 tháng 8 năm 1942 Trận Đông Solomon
- 11 tháng 10 năm 1942– 12 tháng 10 năm 1942 Trận Cape Esperance
- 25 tháng 10 năm 1942 – 27 tháng 10 năm 1942 Trận quần đảo Santa Cruz
- 13 tháng 11 năm 1942 – 15 tháng 11 năm 1942 Hải chiến Guadalcanal
- 30 tháng 11 năm 1942 Trận Tassafaronga

Chiến dịch quần đảo Solomon
- 29 tháng 1 năm 1943 – 30 tháng 1 năm 1943 Trận đảo Rennell
- 6 tháng 3 năm 1943 Trận chiến eo Blackett
- 10 tháng 6 năm 1943 – 25 tháng 8 năm 1943 Trận New Georgia
- 6 tháng 7 năm 1943 Trận chiến vịnh Kula
- 12 tháng 7 năm 1943 – 13 tháng 7 năm 1943 Trận Kolombangara
- 6 tháng 8 năm 1943 – 7 tháng 8 năm 1943 Trận vịnh Vella
- 17 tháng 8 năm 1943 – 18 tháng 8 năm 1943 Trận Horaniu
- 15 tháng 8 năm 1943 – 9 tháng 10 năm 1943 Trận Vella Lavella
- 6 tháng 10 năm 1943 Hải chiến Vella Lavella
- 1 tháng 11 năm 1943 – 21 tháng 8 năm 1945 Trận Bougainville
- 1 tháng 11 năm 1943 – 2 tháng 11 năm 1943 Trận chiến vịnh Empress Augusta
- 26 tháng 11 năm 1943 Trận Cape St. George

Chiến dịch quần đảo Gilbert và Marshall
- 20 tháng 11 năm 1943 – 23 tháng 11 năm 1943 Trận Tarawa
- 20 tháng 11 năm 1943 – 24 tháng 11 năm 1943 Trận Makin
- 31 tháng 1 năm 1944 – 7 tháng 2 năm 1944 Trận Kwajalein
- 16 tháng 2 năm 1944 – 17 tháng 2 năm 1944 Chiến dịch Hailstone
- 16 tháng 2 năm 1944 – 23 tháng 2 năm 1944 Trận Eniwetok

Ném bom Đông Nam Á, 1944-45
- 19 tháng 4 năm 1944 Chiến dịch Cockpit
- 17 tháng 5 năm 1944 Chiến dịch Transom
- 5 tháng 6 năm 1944 – Tháng 5 1945 Chiến dịch Matterhorn
- 24 tháng 1 năm 1945 – 29 tháng 1 năm 1945 Chiến dịch Meridian

Chiến dịch quần đảo Mariana và Palau
- 15 tháng 6 năm 1944 – 9 tháng 7 năm 1944 Trận Saipan
- 19 tháng 6 năm 1944 – 20 tháng 6 năm 1944 Hải chiến biển Philippines
- 21 tháng 7 năm 1944 – 10 tháng 8 năm 1944 Trận Guam
- 24 tháng 7 năm 1944 – 1 tháng 8 năm 1944 Trận Tinian
- 15 tháng 9 năm 1944 – 25 tháng 11 năm 1944 Trận Peleliu
- 17 tháng 9 năm 1944 – 30 tháng 9 năm 1944 Trận Angaur

Chiến dịch Philippines
- 20 tháng 10 năm 1944 – 10 tháng 12 năm 1944 Trận Leyte
- 24 tháng 10 năm 1944 – 25 tháng 10 năm 1944 Hải chiến vịnh Leyte
- 11 tháng 11 năm 1944 – 21 tháng 12 năm 1944 Trận chiến vịnh Ormoc
- 15 tháng 12 năm 1944 – 4 tháng 7 năm 1945 Trận Luzon
- 9 tháng 1 năm 1945 Cuộc đổ bộ lên vịnh Lingayen
- 31 tháng 1 năm 1945 – 8 tháng 2 năm 1945 Đồng Minh chiếm lại Bataan
- 3 tháng 2 năm 1945 – 3 tháng 3 năm 1945 Trận Manila
- 18 tháng 3 năm 1945 – 30 tháng 7 năm 1945 Trận Visayas
- 10 tháng 3 năm 1945 – 15 tháng 8 năm 1945 Trận Mindanao

Chiến dịch quần đảo Ogasawara và Ryukyu
- 19 tháng 2 năm 1945 – 26 tháng 3 năm 1945 Trận Iwo Jima
- 1 tháng 4 năm 1945 – 21 tháng 6 năm 1945 Trận Okinawa
- 7 tháng 4 năm 1945 Cuộc hành quân Ten-Go

Chiến dịch Borneo
- 1 tháng 5 năm 1945 – 25 tháng 5 năm 1945 Trận Tarakan
- 10 tháng 6 năm 1945 – 15 tháng 6 năm 1945 Trận Brunei
- 10 tháng 6 năm 1945 – 22 tháng 6 năm 1945 Trận Labuan
- 17 tháng 6 năm 1945 – 15 tháng 8 năm 1945 Trận Bắc Borneo
- 7 tháng 7 năm 1945 – 21 tháng 7 năm 1945 Trận Balikpapan

Chiến dịch Nhật Bản
- 22 tháng 7 năm 1945 Trận chiến vịnh Tokyo
- 6 tháng 8 năm 1945 – 9 tháng 8 năm 1945 Vụ ném bom nguyên tử xuống Hiroshima và Nagasaki

Chiến dịch Mãn Châu
- 8 tháng 8 năm 1945 – 2 tháng 9 năm 1945 Chiến dịch Mãn Châu